# Dancing with the Stars
Dancing with the Stars é uma série de televisão americana de competição de dança que estreou em 1 de junho de 2005, na ABC. É a versão americana da série britânica Strictly Come Dancing e uma das várias iterações da franquia Dancing with the Stars. O programa combina celebridades com dançarinos profissionais. Cada casal executa danças predeterminadas e compete com os outros pelos pontos dos jurados e votos do público. O casal que receber o menor total combinado de pontos dos juízes e votos do público é eliminado a  cada semana, até que reste apenas a dupla de dança campeã.
O programa foi apresentado por Tom Bergeron desde o início até 2019. Lisa Canning foi co-anfitriã na primeira temporada, Samantha Harris co-apresentou as temporadas dois a nove, Brooke Burke-Charvet nas temporadas dez a dezessete, e Erin Andrews da temporada dezoito a vinte e oito. Desde a vigésima nona temporada, a modelo Tyra Banks atua como apresentadora do programa.
A 30ª temporada do programa foi ao ar de setembro a novembro de 2021. Em 8 de abril de 2022, foi anunciado que a partir da 31ª temporada, Dancing with the Stars mudará da ABC para o Disney+. A ABC disse que o programa foi movido para permitir que a rede transmitisse o Monday Night Football.

## Elenco

### Apresentadores

Logo usado de 2007 a 2018, que foi usado em cartazes promocionais. Este logotipo ainda está sendo usado em versões internacionais.

Tom Bergeron (que também estava apresentando o America's Funniest Home Videos, também na ABC, na época da estreia do programa) foi o apresentador das primeiras 28 temporadas do programa, começando com sua estreia em 2005. Na 1ª temporada, sua co-apresentadora foi Lisa Canning. Ela foi substituída por Samantha Harris nas temporadas 2 a 9 (2006–2009), que foi então substituída por Brooke Burke-Charvet nas temporadas 10 a 17 (2010–2013). Erin Andrews assumiu como co-apresentadora a partir da temporada 18 (2014). Drew Lachey serviu como substituto temporário de Harris durante a 5ª temporada (2007) durante sua ausência por 3 semanas devido à licença maternidade. Leah Remini substituiu Andrews na semana 6 da temporada 19, devido a compromissos com a World Series de 2014 e a substituiu novamente nas semanas 6 e 7 da temporada 21 da World Series de 2015. O campeão da 19ª temporada, Alfonso Ribeiro, substituiu Bergeron na semana 4 da 21ª temporada, quando Bergeron estava ausente para estar com seu pai doente.
Em 13 de julho de 2020, Bergeron anunciou em um tweet que havia sido demitido da série. A ABC e a BBC Studios fizeram um anúncio oficial pouco depois dizendo que Andrews também sairia do programa. No dia seguinte, a modelo e apresentadora Tyra Banks foi anunciada para se juntar ao programa como apresentadora, além de servir como produtora executiva da vigésima nona temporada.

### Painel de jurados
Os jurados regulares são Len Goodman, que atua como jurado principal, Carrie Ann Inaba e Bruno Tonioli. Goodman esteve ausente por grande parte da temporada 19, toda a temporada 21, grande parte da temporada 23 e toda a temporada 29. Julianne Hough, que foi parceira de dança profissional nas temporadas 4-8, foi adicionada como juíza em tempo integral no painel por três temporadas, 19–21, depois de ter sido uma jurada convidada nas duas temporadas anteriores. Ela não retornou para a 22ª temporada. Hough retornou como jurada em tempo integral para as temporadas 23 e 24, mas não retornou posteriormente. O irmão de Julianne, Derek Hough, substituiu o jurado principal regular Len Goodman para a 29ª temporada, já que Goodman não pode estar em Los Angeles devido às restrições de viagem da COVID-19, embora ele estivesse "compartilhando sua experiência de salão de baile" da Inglaterra durante a temporada. Vários ex-concorrentes apareceram como jurados no episódio 200 (na temporada 11), incluindo Hélio Castroneves, Mel B, Drew Lachey, Gilles Marini, Kelly Osbourne e Emmitt Smith. Outras celebridades, na maioria das vezes associadas ao mundo da dança, ex-dançarinos profissionais e concorrentes anteriores, apareceram como o quarto jurado ou na ausência de um dos principais jurados, incluindo Paula Abdul, Donnie Burns, Nick Carter, Cher, Maksim Chmerkovskiy, Michael Flatley, Kevin Hart, Jessie J, Rashad Jennings, Baz Luhrmann, Ricky Martin, Idina Menzel, Abby Lee Miller, Mandy Moore, Olivia Newton-John, Kenny Ortega, Donny Osmond, Pitbull, Redfoo, Alfonso Ribeiro, Robin Roberts, David Ross, Shania Twain, Leah Remini e Zendaya.

### Músicos
Por 17 temporadas, a orquestra e cantores de Harold Wheeler forneceram a música ao vivo para o show. Em 7 de fevereiro de 2014, foi anunciado que Ray Chew seria trazido como líder da banda, trazendo com ele uma nova banda de instrumentistas e cantores.

### Linha do tempo do elenco
Legenda de cores
| Apresentador(a) | Co-apresentador(a) | Competidor | Profissional | Jurado | Diretor musical | Jurado convidado |

| Membro do elenco | Temporadas | Temporadas | Temporadas | Temporadas | Temporadas | Temporadas | Temporadas | Temporadas | Temporadas | Temporadas | Temporadas | Temporadas | Temporadas | Temporadas | Temporadas | Temporadas | Temporadas | Temporadas | Temporadas | Temporadas | Temporadas | Temporadas | Temporadas | Temporadas | Temporadas | Temporadas | Temporadas | Temporadas | Temporadas | Temporadas |
| Membro do elenco | 1          | 2          | 3          | 4          | 5          | 6          | 7          | 8          | 9          | 10         | 11         | 12         | 13         | 14         | 15         | 16         | 17         | 18         | 19         | 20         | 21         | 22         | 23         | 24         | 25         | 26         | 27         | 28         | 29         | 30         |
| ---------------- | ---------- | ---------- | ---------- | ---------- | ---------- | ---------- | ---------- | ---------- | ---------- | ---------- | ---------- | ---------- | ---------- | ---------- | ---------- | ---------- | ---------- | ---------- | ---------- | ---------- | ---------- | ---------- | ---------- | ---------- | ---------- | ---------- | ---------- | ---------- | ---------- | ---------- |
| Tom Bergeron     |            |            |            |            |            |            |            |            |            |            |            |            |            |            |            |            |            |            |            |            |            |            |            |            |            |            |            |            |            |            |
| Tyra Banks       |            |            |            |            |            |            |            |            |            |            |            |            |            |            |            |            |            |            |            |            |            |            |            |            |            |            |            |            |            |            |
| Lisa Canning     |            |            |            |            |            |            |            |            |            |            |            |            |            |            |            |            |            |            |            |            |            |            |            |            |            |            |            |            |            |            |
| Samantha Harris  |            |            |            |            |            |            |            |            |            |            |            |            |            |            |            |            |            |            |            |            |            |            |            |            |            |            |            |            |            |            |
| Brooke Burke     |            |            |            |            |            |            |            |            |            |            |            |            |            |            |            |            |            |            |            |            |            |            |            |            |            |            |            |            |            |            |
| Erin Andrews     |            |            |            |            |            |            |            |            |            |            |            |            |            |            |            |            |            |            |            |            |            |            |            |            |            |            |            |            |            |            |
| Carrie Ann Inaba |            |            |            |            |            |            |            |            |            |            |            |            |            |            |            |            |            |            |            |            |            |            |            |            |            |            |            |            |            |            |
| Bruno Tonioli    |            |            |            |            |            |            |            |            |            |            |            |            |            |            |            |            |            |            |            |            |            |            |            |            |            |            |            |            |            |            |
| Len Goodman      |            |            |            |            |            |            |            |            |            |            |            |            |            |            |            |            |            |            |            |            |            |            |            |            |            |            |            |            |            |            |
| Julianne Hough   |            |            |            |            |            |            |            |            |            |            |            |            |            |            |            |            |            |            |            |            |            |            |            |            |            |            |            |            |            |            |
| Derek Hough      |            |            |            |            |            |            |            |            |            |            |            |            |            |            |            |            |            |            |            |            |            |            |            |            |            |            |            |            |            |            |
| Harold Wheeler   |            |            |            |            |            |            |            |            |            |            |            |            |            |            |            |            |            |            |            |            |            |            |            |            |            |            |            |            |            |            |
| Ray Chew         |            |            |            |            |            |            |            |            |            |            |            |            |            |            |            |            |            |            |            |            |            |            |            |            |            |            |            |            |            |            |

### Casais
Um total de 351 celebridades apareceram nas 30 temporadas da série. Para cada temporada, as celebridades são emparelhadas com um parceiro profissional que as instrui nas várias danças a cada semana e compete ao lado delas na competição televisionada. Um total de 48 parceiros profissionais apareceram ao lado de celebridades, alguns por apenas uma temporada (principalmente nas primeiras temporadas).[carece de fontes?] A profissional que competiu em mais temporadas é Cheryl Burke, com 24 temporadas.
Legenda:
     Venceu a temporada
     Ficou em segundo lugar na temporada
     Ficou em terceiro lugar na temporada
     Ficou em quarto lugar (na final) da temporada
     Ficou em último lugar na temporada
     Desistiu na temporada
     Participando da atual temporada
| Dançarino profissional               | Temporada         | Temporada         | Temporada       | Temporada         | Temporada             | Temporada             | Temporada         | Temporada        | Temporada         | Temporada          | Temporada                          | Temporada         | Temporada          | Temporada           | Temporada         | Temporada         | Temporada                | Temporada            | Temporada          | Temporada          | Temporada            | Temporada      | Temporada                | Temporada       | Temporada        | Temporada           | Temporada          | Temporada            | Temporada        | Temporada              |   |
| Dançarino profissional               | 1                 | 2                 | 3               | 4                 | 5                     | 6                     | 7                 | 8                | 9                 | 10                 | 11                                 | 12                | 13                 | 14                  | 15                | 16                | 17                       | 18                   | 19                 | 20                 | 21                   | 22             | 23                       | 24              | 25               | 26                  | 27                 | 28                   | 29               | 30                     |   |
| Atuais                               | Atuais            | Atuais            | Atuais          | Atuais            | Atuais                | Atuais                | Atuais            | Atuais           | Atuais            | Atuais             | Atuais                             | Atuais            | Atuais             | Atuais              | Atuais            | Atuais            | Atuais                   | Atuais               | Atuais             | Atuais             | Atuais               | Atuais         | Atuais                   | Atuais          | Atuais           | Atuais              | Atuais             | Atuais               | Atuais           | Atuais                 |   |
| ------------------------------------ | ----------------- | ----------------- | --------------- | ----------------- | --------------------- | --------------------- | ----------------- | ---------------- | ----------------- | ------------------ | ---------------------------------- | ----------------- | ------------------ | ------------------- | ----------------- | ----------------- | ------------------------ | -------------------- | ------------------ | ------------------ | -------------------- | -------------- | ------------------------ | --------------- | ---------------- | ------------------- | ------------------ | -------------------- | ---------------- | ---------------------- | - |
| Alan Bersten                         | —                 | —                 | —               | —                 | —                     | —                     | —                 | —                | —                 | —                  | —                                  | —                 | —                  | —                   | —                 | —                 | —                        | —                    | —                  | —                  | —                    | —              | —                        | —               | Debbie Gibson    | Mirai Nagasu        | Alexis Ren         | Hannah Brown         | Skai Jackson     | Amanda Kloots          |   |
| Artem Chigvintsev                    | —                 | —                 | —               | —                 | —                     | —                     | —                 | —                | —                 | —                  | —                                  | —                 | —                  | —                   | —                 | —                 | —                        | —                    | Lea Thompson       | Patti LaBelle      | —                    | Mischa Barton  | Maureen McCormick        | Nancy Kerrigan  | Nikki Bella      | Jamie Anderson      | Danelle Umstead    | —                    | Kaitlyn Bristowe | Melora Hardin          |   |
| Brandon Armstrong                    | —                 | —                 | —               | —                 | —                     | —                     | —                 | —                | —                 | —                  | —                                  | —                 | —                  | —                   | —                 | —                 | —                        | —                    | —                  | —                  | —                    | —              | —                        | —               | —                | —                   | Tinashe            | Mary Wilson          | Jeannie Mai      | Kenya Moore            |   |
| Britt Stewart                        | —                 | —                 | —               | —                 | —                     | —                     | —                 | —                | —                 | —                  | —                                  | —                 | —                  | —                   | —                 | —                 | —                        | —                    | —                  | —                  | —                    | —              | —                        | —               | —                | —                   | —                  | —                    | Johnny Weir      | Martin Kove            |   |
| Cheryl Burke                         | —                 | Drew Lachey       | Emmitt Smith    | Ian Ziering       | Wayne Newton          | Cristián de la Fuente | Maurice Greene    | Gilles Marini    | Tom DeLay         | Chad Ochocinco     | Rick Fox                           | Chris Jericho     | Rob Kardashian     | William Levy        | Emmitt Smith      | D. L. Hughley     | Jack Osbourne            | Drew Carey           | Antonio Sabàto Jr. | —                  | —                    | —              | Ryan Lochte              | —               | Terrell Owens    | —                   | Juan Pablo Di Pace | Ray Lewis            | AJ McLean        | Cody Rigsby            |   |
| Daniella Karagach                    | —                 | —                 | —               | —                 | —                     | —                     | —                 | —                | —                 | —                  | —                                  | —                 | —                  | —                   | —                 | —                 | —                        | —                    | —                  | —                  | —                    | —              | —                        | —               | —                | —                   | —                  | —                    | Nelly            | Iman Shumpert          |   |
| Emma Slater                          | —                 | —                 | —               | —                 | —                     | —                     | —                 | —                | —                 | —                  | —                                  | —                 | —                  | —                   | —                 | —                 | Bill Engvall             | Billy Dee Williams   | Michael Waltrip    | Redfoo             | Hayes Grier          | —              | Rick Perry               | Rashad Jennings | Drew Scott       | Johnny Damon        | John Schneider     | James Van Der Beek   | Charles Oakley   | Jimmie Allen           |   |
| Gleb Savchenko                       | —                 | —                 | —               | —                 | —                     | —                     | —                 | —                | —                 | —                  | —                                  | —                 | —                  | —                   | —                 | Lisa Vanderpump   | —                        | —                    | —                  | —                  | —                    | —              | Jana Kramer              | Erika Jayne     | Sasha Pieterse   | Arike Ogunbowale    | Nikki Glaser       | Lauren Alaina        | Chrishell Stause | Melanie C              |   |
| Jenna Johnson                        | —                 | —                 | —               | —                 | —                     | —                     | —                 | —                | —                 | —                  | —                                  | —                 | —                  | —                   | —                 | —                 | —                        | —                    | —                  | —                  | —                    | —              | Jake T. Austin           | —               | —                | Adam Rippon         | Joe Amabile        | Karamo Brown         | Nev Schulman     | JoJo Siwa              |   |
| Lindsay Arnold                       | —                 | —                 | —               | —                 | —                     | —                     | —                 | —                | —                 | —                  | —                                  | —                 | —                  | —                   | —                 | Victor Ortiz      | —                        | —                    | —                  | —                  | Alek Skarlatos       | Wanya Morris   | Calvin Johnson, Jr.      | David Ross      | Jordan Fisher    | Kareem Abdul-Jabbar | DeMarcus Ware      | Sean Spicer          | —                | Matt James             |   |
| Pasha Pashkov                        | —                 | —                 | —               | —                 | —                     | —                     | —                 | —                | —                 | —                  | —                                  | —                 | —                  | —                   | —                 | —                 | —                        | —                    | —                  | —                  | —                    | —              | —                        | —               | —                | —                   | —                  | Kate Flannery        | Carole Baskin    | Christine Chiu         |   |
| Sasha Farber                         | —                 | —                 | —               | —                 | —                     | —                     | —                 | —                | —                 | —                  | —                                  | —                 | —                  | —                   | —                 | —                 | Nicole "Snooki" Polizzi  | —                    | —                  | —                  | —                    | Kim Fields     | Terra Jolé               | Simone Biles    | —                | Tonya Harding       | Mary Lou Retton    | Ally Brooke          | Justina Machado  | Suni Lee               |   |
| Sharna Burgess                       | —                 | —                 | —               | —                 | —                     | —                     | —                 | —                | —                 | —                  | —                                  | —                 | —                  | —                   | —                 | Andy Dick         | Keyshawn Johnson         | Charlie White        | Tavis Smiley       | Noah Galloway      | Nick Carter          | Antonio Brown  | James Hinchcliffe        | Bonner Bolton   | Derek Fisher     | Josh Norman         | Bobby Bones        | —                    | Jesse Metcalfe   | Brian Austin Green     |   |
| Valentin Chmerkovskiy                | —                 | —                 | —               | —                 | —                     | —                     | —                 | —                | —                 | —                  | —                                  | —                 | Elisabetta Canalis | Sherri Shepherd     | Kelly Monaco      | Zendaya           | Elizabeth Berkley Lauren | Danica McKellar      | Janel Parrish      | Rumer Willis       | Tamar Braxton        | Ginger Zee     | Laurie Hernandez         | Normani Kordei  | Victoria Arlen   | —                   | Nancy McKeon       | Sailor Brinkley Cook | Monica Aldama    | Olivia Jade            |   |
| Witney Carson                        | —                 | —                 | —               | —                 | —                     | —                     | —                 | —                | —                 | —                  | —                                  | —                 | —                  | —                   | —                 | —                 | —                        | Cody Simpson         | Alfonso Ribeiro    | Chris Soules       | Carlos PenaVega      | Von Miller     | Vanilla Ice              | Chris Kattan    | Frankie Muniz    | Chris Mazdzer       | Milo Manheim       | Kel Mitchell         | —                | Mike "The Miz" Mizanin |   |
| Antigos ou atualmente não competindo |                   |                   |                 |                   |                       |                       |                   |                  |                   |                    |                                    |                   |                    |                     |                   |                   |                          |                      |                    |                    |                      |                |                          |                 |                  |                     |                    |                      |                  |                        |   |
| Alec Mazo                            | Kelly Monaco      | —                 | —               | Paulina Porizkova | Josie Maran           | —                     | Toni Braxton      | —                | Natalie Coughlin  | —                  | —                                  | —                 | —                  | —                   | —                 | —                 | —                        | —                    | —                  | —                  | —                    | —              | —                        | —               | —                | —                   | —                  | —                    | —                | —                      |   |
| Allison Holker                       | —                 | —                 | —               | —                 | —                     | —                     | —                 | —                | —                 | —                  | —                                  | —                 | —                  | —                   | —                 | —                 | —                        | —                    | Jonathan Bennett   | Riker Lynch        | Andy Grammer         | —              | Kenny "Babyface" Edmonds | —               | —                | —                   | —                  | —                    | —                | —                      |   |
| Andrea Hale                          | —                 | Kenny Mayne       | —               | —                 | —                     | —                     | —                 | —                | —                 | —                  | —                                  | —                 | —                  | —                   | —                 | —                 | —                        | —                    | —                  | —                  | —                    | —              | —                        | —               | —                | —                   | —                  | —                    | —                | —                      |   |
| Anna Demidova                        | —                 | —                 | —               | —                 | —                     | —                     | —                 | —                | Michael Irvin     | —                  | —                                  | —                 | —                  | —                   | —                 | —                 | —                        | —                    | —                  | —                  | —                    | —              | —                        | —               | —                | —                   | —                  | —                    | —                | —                      |   |
| Anna Trebunskaya                     | —                 | Jerry Rice        | —               | —                 | Albert Reed           | Steve Guttenberg      | —                 | —                | Chuck Liddell     | Evan Lysacek       | Kurt Warner                        | Sugar Ray Leonard | Carson Kressley    | Jack Wagner         | Drew Lachey       | —                 | —                        | —                    | —                  | —                  | Gary Busey           | —              | —                        | —               | —                | —                   | —                  | —                    | —                | —                      |   |
| Ashly DelGrosso                      | Joey McIntyre     | Master P          | Harry Hamlin    | —                 | —                     | —                     | —                 | —                | —                 | Buzz Aldrin        | —                                  | —                 | —                  | —                   | —                 | —                 | —                        | —                    | —                  | —                  | —                    | —              | —                        | —               | —                | —                   | —                  | —                    | —                | —                      |   |
| Brian Fortuna                        | —                 | —                 | —               | Shandi Finnessey  | —                     | —                     | —                 | —                | —                 | —                  | —                                  | —                 | —                  | —                   | —                 | —                 | —                        | —                    | —                  | —                  | —                    | —              | —                        | —               | —                | —                   | —                  | —                    | —                | —                      |   |
| Charlotte Jørgensen                  | John O'Hurley     | —                 | —               | —                 | —                     | —                     | —                 | —                | —                 | —                  | —                                  | —                 | —                  | —                   | —                 | —                 | —                        | —                    | —                  | —                  | —                    | —              | —                        | —               | —                | —                   | —                  | —                    | —                | —                      |   |
| Chelsie Hightower                    | —                 | —                 | —               | —                 | —                     | —                     | —                 | Ty Murray        | Louie Vito        | Jake Pavelka       | Michael Bolton                     | Romeo Miller      | —                  | Roshon Fegan        | Hélio Castroneves | —                 | —                        | —                    | —                  | —                  | —                    | —              | —                        | —               | —                | —                   | —                  | —                    | —                | —                      |   |
| Corky Ballas                         | —                 | —                 | —               | —                 | —                     | —                     | Cloris Leachman   | —                | —                 | —                  | Florence Henderson                 | —                 | —                  | —                   | —                 | —                 | —                        | —                    | —                  | —                  | —                    | —              | —                        | —               | —                | —                   | —                  | —                    | —                | —                      |   |
| Damian Whitewood                     | —                 | —                 | —               | —                 | —                     | —                     | —                 | —                | —                 | Pamela Anderson    | —                                  | —                 | —                  | —                   | —                 | —                 | —                        | —                    | —                  | —                  | —                    | —              | —                        | —               | —                | —                   | —                  | —                    | —                | —                      |   |
| Derek Hough                          | —                 | —                 | —               | —                 | Jennie Garth          | Shannon Elizabeth     | Brooke Burke      | Lil' Kim         | Joanna Krupa      | Nicole Scherzinger | Jennifer Grey                      | —                 | Ricki Lake         | Maria Menounos      | Shawn Johnson     | Kellie Pickler    | Amber Riley              | Amy Purdy            | Bethany Mota       | Nastia Liukin      | Bindi Irwin          | —              | Marilu Henner            | —               | —                | —                   | —                  | —                    | —                | —                      |   |
| Dmitry Chaplin                       | —                 | —                 | —               | —                 | —                     | —                     | —                 | Holly Madison    | Mýa               | —                  | —                                  | Petra Nemcova     | —                  | —                   | —                 | —                 | —                        | —                    | —                  | —                  | —                    | —              | —                        | —               | —                | —                   | —                  | —                    | —                | —                      |   |
| Edyta Śliwińska                      | Evander Holyfield | George Hamilton   | Joey Lawrence   | John Ratzenberger | Cameron Mathison      | Jason Taylor          | Jeffrey Ross      | Lawrence Taylor  | Ashley Hamilton   | Aiden Turner       | —                                  | —                 | —                  | —                   | —                 | —                 | —                        | —                    | —                  | —                  | —                    | Geraldo Rivera | —                        | —               | —                | —                   | —                  | —                    | —                | —                      |   |
| Elena Grinenko                       | —                 | —                 | Tucker Carlson  | Clyde Drexler     | —                     | —                     | —                 | —                | —                 | —                  | —                                  | —                 | —                  | —                   | —                 | —                 | —                        | —                    | —                  | —                  | —                    | —              | —                        | —               | —                | —                   | —                  | —                    | —                | —                      |   |
| Fabian Sanchez                       | —                 | —                 | —               | —                 | —                     | Marlee Matlin         | —                 | —                | —                 | —                  | —                                  | —                 | —                  | —                   | —                 | —                 | —                        | —                    | —                  | —                  | —                    | —              | —                        | —               | —                | —                   | —                  | —                    | —                | —                      |   |
| Henry Byalikov                       | —                 | —                 | —               | —                 | —                     | —                     | —                 | —                | —                 | —                  | —                                  | —                 | —                  | —                   | —                 | —                 | —                        | Diana Nyad           | —                  | —                  | —                    | —              | —                        | —               | —                | —                   | —                  | —                    | —                | —                      |   |
| Inna Brayer                          | —                 | —                 | —               | —                 | —                     | —                     | Ted McGinley      | —                | —                 | —                  | —                                  | —                 | —                  | —                   | —                 | —                 | —                        | —                    | —                  | —                  | —                    | —              | —                        | —               | —                | —                   | —                  | —                    | —                | —                      |   |
| Jesse DeSoto                         | —                 | —                 | Shanna Moakler  | —                 | —                     | —                     | —                 | —                | —                 | —                  | —                                  | —                 | —                  | —                   | —                 | —                 | —                        | —                    | —                  | —                  | —                    | —              | —                        | —               | —                | —                   | —                  | —                    | —                | —                      |   |
| Jonathan Roberts                     | Rachel Hunter     | Giselle Fernandez | —               | Heather Mills     | Marie Osmond          | Monica Seles          | —                 | Belinda Carlisle | Macy Gray         | —                  | —                                  | —                 | —                  | —                   | —                 | —                 | —                        | —                    | —                  | —                  | —                    | —              | —                        | —               | —                | —                   | —                  | —                    | —                | —                      |   |
| Julianne Hough                       | —                 | —                 | —               | Apolo Anton Ohno  | Hélio Castroneves     | Adam Carolla          | Cody Linley       | Chuck Wicks      | —                 | —                  | —                                  | —                 | —                  | —                   | —                 | —                 | —                        | —                    | —                  | —                  | —                    | —              | —                        | —               | —                | —                   | —                  | —                    | —                | —                      |   |
| Karina Smirnoff                      | —                 | —                 | Mario Lopez     | Billy Ray Cyrus   | Floyd Mayweather, Jr. | Mario                 | Rocco DiSpirito   | Steve Wozniak    | Aaron Carter      | —                  | Michael "The Situation" Sorrentino | Ralph Macchio     | J. R. Martinez     | Gavin DeGraw        | Apolo Anton Ohno  | Jacoby Jones      | Corbin Bleu              | Sean Avery           | Randy Couture      | —                  | Victor Espinoza      | Doug Flutie    | —                        | —               | —                | —                   | —                  | —                    | —                | —                      |   |
| Keo Motsepe                          | —                 | —                 | —               | —                 | —                     | —                     | —                 | —                | —                 | —                  | —                                  | —                 | —                  | —                   | —                 | —                 | —                        | —                    | Lolo Jones         | Charlotte McKinney | Chaka Khan           | Jodie Sweetin  | —                        | Charo           | Barbara Corcoran | Jennie Finch Daigle | Evanna Lynch       | —                    | Anne Heche       | —                      |   |
| Kym Johnson-Herjavec                 | —                 | —                 | Jerry Springer  | Joey Fatone       | Mark Cuban            | Penn Jillette         | Warren Sapp       | David Alan Grier | Donny Osmond      | —                  | David Hasselhoff                   | Hines Ward        | David Arquette     | Jaleel White        | Joey Fatone       | Ingo Rademacher   | —                        | —                    | —                  | Robert Herjavec    | —                    | —              | —                        | Mr. T           | —                | —                   | —                  | —                    | —                | —                      |   |
| Lacey Schwimmer                      | —                 | —                 | —               | —                 | —                     | —                     | Lance Bass        | Steve-O          | Mark Dacascos     | —                  | Kyle Massey                        | Mike Catherwood   | Chaz Bono          | —                   | —                 | —                 | —                        | —                    | —                  | —                  | —                    | —              | —                        | —               | —                | —                   | —                  | —                    | —                | —                      |   |
| Louis van Amstel                     | Trista Sutter     | Lisa Rinna        | Monique Coleman | —                 | —                     | Priscilla Presley     | —                 | —                | Kelly Osbourne    | Niecy Nash         | Margaret Cho                       | Kendra Wilkinson  | —                  | —                   | Sabrina Bryan     | —                 | —                        | —                    | —                  | —                  | Paula Deen           | —              | —                        | —               | —                | —                   | —                  | —                    | —                | —                      |   |
| Maksim Chmerkovskiy                  | —                 | Tia Carrere       | Willa Ford      | Laila Ali         | Melanie Brown         | —                     | Misty May-Treanor | Denise Richards  | Debi Mazar        | Erin Andrews       | Brandy Norwood                     | Kirstie Alley     | Hope Solo          | Melissa Gilbert     | Kirstie Alley     | —                 | —                        | Meryl Davis          | —                  | —                  | —                    | —              | Amber Rose               | Heather Morris  | Vanessa Lachey   | —                   | —                  | —                    | —                | —                      |   |
| Mark Ballas                          | —                 | —                 | —               | —                 | Sabrina Bryan         | Kristi Yamaguchi      | Kim Kardashian    | Shawn Johnson    | Melissa Joan Hart | Shannen Doherty    | Bristol Palin                      | Chelsea Kane      | Kristin Cavallari  | Katherine Jenkins   | Bristol Palin     | Alexandra Raisman | Christina Milian         | Candace Cameron Bure | Sadie Robertson]   | Willow Shields     | Alexa PenaVega       | Paige VanZant  | —                        | —               | Lindsey Stirling | —                   | —                  | —                    | —                | —                      |   |
| Nick Kosovich                        | —                 | Tatum O'Neal      | Vivica A. Fox   | —                 | —                     | —                     | —                 | —                | —                 | —                  | —                                  | —                 | —                  | —                   | —                 | —                 | —                        | —                    | —                  | —                  | —                    | —              | —                        | —               | —                | —                   | —                  | —                    | —                | —                      | — |
| Peta Murgatroyd                      | —                 | —                 | —               | —                 | —                     | —                     | —                 | —                | —                 | —                  | —                                  | —                 | Metta World Peace  | Donald Driver       | Gilles Marini     | Sean Lowe         | Brant Daugherty          | James Maslow         | Tommy Chong        | Michael Sam        | —                    | Nyle DiMarco   | —                        | Nick Viall      | Nick Lachey      | —                   | —                  | Lamar Odom           | Vernon Davis     | —                      |   |
| Tony Dovolani                        | —                 | Stacy Keibler     | Sara Evans      | Leeza Gibbons     | Jane Seymour          | Marissa Jaret Winokur | Susan Lucci       | Melissa Rycroft  | Kathy Ireland     | Kate Gosselin      | Audrina Patridge                   | Wendy Williams    | Chynna Phillips    | Martina Navratilova | Melissa Rycroft   | Wynonna Judd      | Leah Remini              | NeNe Leakes          | Betsey Johnson     | Suzanne Somers     | Kim Zolciak-Biermann | Marla Maples   | —                        | —               | —                | —                   | —                  | —                    | —                | —                      |   |
| Tristan MacManus                     | —                 | —                 | —               | —                 | —                     | —                     | —                 | —                | —                 | —                  | —                                  | —                 | Nancy Grace        | Gladys Knight       | Pamela Anderson   | Dorothy Hamill    | Valerie Harper           | —                    | —                  | —                  | —                    | —              | —                        | —               | —                | —                   | —                  | —                    | —                | —                      | — |
| Tyne Stecklein                       | —                 | —                 | —               | —                 | —                     | —                     | —                 | —                | —                 | —                  | —                                  | —                 | —                  | —                   | —                 | —                 | Bill Nye                 | —                    | —                  | —                  | —                    | —              | —                        | —               | —                | —                   | —                  | —                    | —                | —                      | — |

Notas:
- Apenas 3 profissionais venceram em sua primeira temporada com um parceiro de celebridade. Estes são Alec Mazo (temporada 1), Cheryl Burke (temporada 2) e Julianne Hough (temporada 4).
- Nenhum profissional jamais ganhou em sua última temporada com um parceiro de celebridade.
- Apenas 3 profissionais venceram duas vezes seguidas. Estes são Cheryl Burke (temporadas 2 e 3), Julianne Hough (temporadas 4 e 5) e Derek Hough (temporadas 10 e 11 e 16 e 17).
- Derek Hough tem o maior número de vitórias de qualquer dançarino profissional, com 6.

### Trupe de dança
Na 12ª temporada, o programa apresentou a trupe composta por dançarinos profissionais que se apresentam no programa, mas não são emparelhados com parceiros de celebridades. A primeira trupe na temporada 12 incluiu Oksana Dmytrenko, Tristan MacManus, Peta Murgatroyd, Kiki Nyemchek, Nicole Volynets e Ted Volynets. Outros membros anteriores da trupe incluem Artur Adamski, Brandon Armstrong, Lindsay Arnold, Alan Bersten, Sharna Burgess, Henry Byalikov, Witney Carson, Brittany Cherry, Dasha Chesnokova, Artem Chigvintsev, Hayley Erbert, Sasha Farber, Shannon Holtzapffel, Dennis Jauch, Jenna Johnson, Kiril Kulish, Vladislav Kvartin, Morgan Larson, Keo Motsepe, Sonny Fredie Pedersen, Gleb Savchenko, Emma Slater, Britt Stewart e Julz Tocker.
Legenda:
     Membro ativo da trupe
     Parceiro profissional
| Membros da trupe      | Membros da trupe | Membros da trupe | Membros da trupe | Membros da trupe | Membros da trupe | Membros da trupe | Membros da trupe | Membros da trupe | Membros da trupe | Membros da trupe | Membros da trupe | Membros da trupe | Membros da trupe | Membros da trupe | Membros da trupe | Membros da trupe | Membros da trupe | Membros da trupe | Membros da trupe |
| Dançarinos            | Temporadas       | Temporadas       | Temporadas       | Temporadas       | Temporadas       | Temporadas       | Temporadas       | Temporadas       | Temporadas       | Temporadas       | Temporadas       | Temporadas       | Temporadas       | Temporadas       | Temporadas       | Temporadas       | Temporadas       | Temporadas       | Temporadas       |
| Dançarinos            | 12               | 13               | 14               | 15               | 16               | 17               | 18               | 19               | 20               | 21               | 22               | 23               | 24               | 25               | 26               | 27               | 28               | 29               | 30               |
| --------------------- | ---------------- | ---------------- | ---------------- | ---------------- | ---------------- | ---------------- | ---------------- | ---------------- | ---------------- | ---------------- | ---------------- | ---------------- | ---------------- | ---------------- | ---------------- | ---------------- | ---------------- | ---------------- | ---------------- |
| Artur Adamski         |                  |                  |                  |                  |                  |                  |                  |                  |                  |                  |                  |                  |                  |                  |                  |                  |                  |                  |                  |
| Brandon Armstrong     |                  |                  |                  |                  |                  |                  |                  |                  |                  |                  |                  |                  |                  |                  |                  |                  |                  |                  |                  |
| Lindsay Arnold        |                  |                  |                  |                  |                  |                  |                  |                  |                  |                  |                  |                  |                  |                  |                  |                  |                  |                  |                  |
| Alan Bersten          |                  |                  |                  |                  |                  |                  |                  |                  |                  |                  |                  |                  |                  |                  |                  |                  |                  |                  |                  |
| Sharna Burgess        |                  |                  |                  |                  |                  |                  |                  |                  |                  |                  |                  |                  |                  |                  |                  |                  |                  |                  |                  |
| Henry Byalikov        |                  |                  |                  |                  |                  |                  |                  |                  |                  |                  |                  |                  |                  |                  |                  |                  |                  |                  |                  |
| Witney Carson         |                  |                  |                  |                  |                  |                  |                  |                  |                  |                  |                  |                  |                  |                  |                  |                  |                  |                  |                  |
| Dasha Chesnokova      |                  |                  |                  |                  |                  |                  |                  |                  |                  |                  |                  |                  |                  |                  |                  |                  |                  |                  |                  |
| Brittany Cherry       |                  |                  |                  |                  |                  |                  |                  |                  |                  |                  |                  |                  |                  |                  |                  |                  |                  |                  |                  |
| Artem Chigvintsev     |                  |                  |                  |                  |                  |                  |                  |                  |                  |                  |                  |                  |                  |                  |                  |                  |                  |                  |                  |
| Oksana Dmytrenko      |                  |                  |                  |                  |                  |                  |                  |                  |                  |                  |                  |                  |                  |                  |                  |                  |                  |                  |                  |
| Hayley Erbert         |                  |                  |                  |                  |                  |                  |                  |                  |                  |                  |                  |                  |                  |                  |                  |                  |                  |                  |                  |
| Sasha Farber          |                  |                  |                  |                  |                  |                  |                  |                  |                  |                  |                  |                  |                  |                  |                  |                  |                  |                  |                  |
| Shannon Holtzapffel   |                  |                  |                  |                  |                  |                  |                  |                  |                  |                  |                  |                  |                  |                  |                  |                  |                  |                  |                  |
| Dennis Jauch          |                  |                  |                  |                  |                  |                  |                  |                  |                  |                  |                  |                  |                  |                  |                  |                  |                  |                  |                  |
| Jenna Johnson         |                  |                  |                  |                  |                  |                  |                  |                  |                  |                  |                  |                  |                  |                  |                  |                  |                  |                  |                  |
| Daniella Karagach     |                  |                  |                  |                  |                  |                  |                  |                  |                  |                  |                  |                  |                  |                  |                  |                  |                  |                  |                  |
| Kiril Kulish          |                  |                  |                  |                  |                  |                  |                  |                  |                  |                  |                  |                  |                  |                  |                  |                  |                  |                  |                  |
| Vladislav Kvartin     |                  |                  |                  |                  |                  |                  |                  |                  |                  |                  |                  |                  |                  |                  |                  |                  |                  |                  |                  |
| Morgan Larson         |                  |                  |                  |                  |                  |                  |                  |                  |                  |                  |                  |                  |                  |                  |                  |                  |                  |                  |                  |
| Tristan MacManus      |                  |                  |                  |                  |                  |                  |                  |                  |                  |                  |                  |                  |                  |                  |                  |                  |                  |                  |                  |
| Keo Motsepe           |                  |                  |                  |                  |                  |                  |                  |                  |                  |                  |                  |                  |                  |                  |                  |                  |                  |                  |                  |
| Peta Murgatroyd       |                  |                  |                  |                  |                  |                  |                  |                  |                  |                  |                  |                  |                  |                  |                  |                  |                  |                  |                  |
| Kiki Nyemchek         |                  |                  |                  |                  |                  |                  |                  |                  |                  |                  |                  |                  |                  |                  |                  |                  |                  |                  |                  |
| Sonny Fredie Pedersen |                  |                  |                  |                  |                  |                  |                  |                  |                  |                  |                  |                  |                  |                  |                  |                  |                  |                  |                  |
| Gleb Savchenko        |                  |                  |                  |                  |                  |                  |                  |                  |                  |                  |                  |                  |                  |                  |                  |                  |                  |                  |                  |
| Emma Slater           |                  |                  |                  |                  |                  |                  |                  |                  |                  |                  |                  |                  |                  |                  |                  |                  |                  |                  |                  |
| Britt Stewart         |                  |                  |                  |                  |                  |                  |                  |                  |                  |                  |                  |                  |                  |                  |                  |                  |                  |                  |                  |
| Julz Tocker           |                  |                  |                  |                  |                  |                  |                  |                  |                  |                  |                  |                  |                  |                  |                  |                  |                  |                  |                  |
| Nicole Volynets       |                  |                  |                  |                  |                  |                  |                  |                  |                  |                  |                  |                  |                  |                  |                  |                  |                  |                  |                  |
| Ted Volynets          |                  |                  |                  |                  |                  |                  |                  |                  |                  |                  |                  |                  |                  |                  |                  |                  |                  |                  |                  |

### Outros dançarinos profissionais
Na 30ª temporada, dois dançarinos profissionais, Sofia Ghavami e Ezra Sosa, se juntaram ao elenco. Ambos os dançarinos não foram emparelhados com um parceiro celebridade, mas são exibidos como parte das danças dos casais concorrentes ao longo da temporada. Eles também estiveram preparados para intervir se um profissional não pudesse competir.

## Resumo da série
| Temporada | Temporada | Participantes | Episódios | Episódios | Originalmente exibido  | Originalmente exibido   | Originalmente exibido |
| Temporada | Temporada | Participantes | Episódios | Episódios | Estreia da temporada   | Final da temporada      | Emissora              |
| --------- | --------- | ------------- | --------- | --------- | ---------------------- | ----------------------- | --------------------- |
|           | 1         | 6             | 6         | 6         | 1 de junho de 2005     | 6 de julho de 2005      | ABC                   |
|           | 2         | 10            | 15        | 15        | 5 de janeiro de 2006   | 24 de fevereiro de 2006 | ABC                   |
|           | 3         | 11            | 20        | 20        | 12 de setembro de 2006 | 15 de novembro de 2006  | ABC                   |
|           | 4         | 11            | 20        | 20        | 19 de março de 2007    | 22 de maio de 2007      | ABC                   |
|           | 5         | 12            | 21        | 21        | 24 de setembro de 2007 | 27 de novembro de 2007  | ABC                   |
|           | 6         | 12            | 21        | 21        | 17 de março de 2008    | 20 de maio de 2008      | ABC                   |
|           | 7         | 13            | 21        | 21        | 22 de setembro de 2008 | 25 de novembro de 2008  | ABC                   |
|           | 8         | 13            | 21        | 21        | 9 de março de 2009     | 19 de maio de 2009      | ABC                   |
|           | 9         | 16            | 21        | 21        | 21 de setembro de 2009 | 24 de novembro de 2009  | ABC                   |
|           | 10        | 11            | 19        | 19        | 22 de março de 2010    | 25 de maio de 2010      | ABC                   |
|           | 11        | 12            | 20        | 20        | 20 de setembro de 2010 | 23 de novembro de 2010  | ABC                   |
|           | 12        | 11            | 19        | 19        | 21 de março de 2011    | 24 de maio de 2011      | ABC                   |
|           | 13        | 12            | 20        | 20        | 19 de setembro de 2011 | 22 de novembro de 2011  | ABC                   |
|           | 14        | 12            | 19        | 19        | 19 de março de 2012    | 22 de maio de 2012      | ABC                   |
|           | 15        | 13            | 19        | 19        | 24 de setembro de 2012 | 27 de novembro de 2012  | ABC                   |
|           | 16        | 12            | 20        | 20        | 18 de março de 2013    | 21 de maio de 2013      | ABC                   |
|           | 17        | 12            | 12        | 12        | 16 de setembro de 2013 | 26 de novembro de 2013  | ABC                   |
|           | 18        | 12            | 12        | 12        | 17 de março de 2014    | 20 de maio de 2014      | ABC                   |
|           | 19        | 13            | 15        | 15        | 15 de setembro de 2014 | 25 de novembro de 2014  | ABC                   |
|           | 20        | 12            | 14        | 14        | 16 de março de 2015    | 19 de maio de 2015      | ABC                   |
|           | 21        | 13            | 14        | 14        | 14 de setembro de 2015 | 24 de novembro de 2015  | ABC                   |
|           | 22        | 12            | 11        | 11        | 21 de março de 2016    | 24 de maio de 2016      | ABC                   |
|           | 23        | 13            | 15        | 15        | 12 de setembro de 2016 | 22 de novembro de 2016  | ABC                   |
|           | 24        | 12            | 11        | 11        | 20 de março de 2017    | 23 de maio de 2017      | ABC                   |
|           | 25        | 13            | 12        | 12        | 18 de setembro de 2017 | 21 de novembro de 2017  | ABC                   |
|           | 26        | 10            | 4         | 4         | 30 de abril de 2018    | 21 de maio de 2018      | ABC                   |
|           | 27        | 13            | 11        | 11        | 24 de setembro de 2018 | 19 de novembro de 2018  | ABC                   |
|           | 28        | 12            | 11        | 11        | 16 de setembro de 2019 | 25 de novembro de 2019  | ABC                   |
|           | 29        | 15            | 11        | 11        | 14 de setembro de 2020 | 23 de novembro de 2020  | ABC                   |
|           | 30        | 15            | 11        | 11        | 20 de setembro de 2021 | 22 de novembro de 2021  | ABC                   |
|           | 31        | —             | ASA       | ASA       | Final de 2022          | ASA                     | Disney+               |

## Danças
Toda semana, cada par passa por uma dança diferente, que são:
| Danças           | Temporadas em que foram apresentadas |
| ---------------- | ------------------------------------ |
| Valsa Lenta      | Todas                                |
| Valsa Vienense   | 5-Atual                              |
| Tango            | Todas                                |
| Foxtrot          | Todas                                |
| Quickstep        | Todas                                |
| Cha Cha Cha      | Todas                                |
| Rumba            | Todas                                |
| Samba            | Todas                                |
| Jive             | Todas                                |
| Paso Doble       | Todas                                |
| Mambo            | 3                                    |
| salsa            | 7-Atual                              |
| West Coast Swing | 7                                    |
| Jitterbug        | 7                                    |
| Hustle           | 7-9                                  |
| Tango Argentino  | 8-Atual                              |
| Lindy Hop        | 8-9                                  |
| Bolero           | 9                                    |
| Lambada          | 9                                    |
| Country Two-Step | 8-9                                  |
| Charleston       | 7-9                                  |

Na semana final, os finalistas apresentam uma Dança Livre ou Freestyle onde não há regras.
No meio da competição, há uma dança em grupo diferente a cada temporada:
| Temporada    | Dança                  |
| ------------ | ---------------------- |
| 1ª temporada | Valsa Vienense         |
| 2ª temporada | salsa e Valsa Vienense |
| 3ª temporada | Disco                  |
| 4ª temporada | Swing                  |
| 5ª temporada | Rock n' Roll           |
| 6ª temporada | Country                |
| 7ª temporada | Hip Hop                |
| 8ª temporada | Década de 1960         |
| 9ª temporada | Hustle                 |

## Temporadas

### 1ª temporada
Estreou no dia 1 de Junho de 2005 com 6 casais. Apresentado por Tom Bergeron e Lisa Canning, o programa foi líder de audiência com mais de 15 milhões de telespectadores.

#### Participantes
| Celebridade        | Ocupação                                   | Profissional        | Posição                           |
| ------------------ | ------------------------------------------ | ------------------- | --------------------------------- |
| Kelly Monaco       | Atriz                                      | Alec Mazo           | 1º Lugar Em 6 de Julho            |
| John O'Hurley      | Ator e Apresentador de TV                  | Charlotte Jorgensen | 2º Lugar Eliminado em 6 de Julho  |
| Joey McIntyre      | Ator e Cantor                              | Ashly DelGrosso     | 3º Lugar Eliminado em 29 de Junho |
| Rachel Hunter      | Top Model                                  | Jonathan Roberts    | 4º Lugar Eliminada em 22 de Junho |
| Evander Holyfield  | Lutador de Boxe                            | Edyta Sliwinska     | 5º Lugar Eliminado em 13 de Junho |
| Trista Rehn Sutter | Participante doThe Bachelor e Bachelorette | Louis van Amstel    | 6º Lugar Eliminada em 8 de Junho  |

#### Acontecimentos
Após a vitória de Kelly Monaco sobre Jonh O' Hurley, muitos dos telespectadores não acharam uma decisão justa pois John O' Hurley teve muitas notas maiores do que as de Kelly Monaco nas outras danças. Na final, ele ficou com 54 pontos e ela 55 dos jurados. Mas a nota final seria composta por metade vinda dos jurado e a outra da plateia e dos telespectadores que acharam que a nota dos jurados pesou mais do que a deles. O que aconteceu foi uma confusão no sistema de pontuação mas mesmo assim Kelly e Alec tiveram mais votos da plateia e assim ganharam.
Em resposta, a ABC decidiu abrir uma exceção e fez mais um programa chamado de Dance-off onde Kelly e John puderam se apresentar novamente e passar pelas avaliações. Ao final do programa, John O' Hurley e Charlotte Jorgensen venceram somente com a pontuação do público e não da plateia e dos jurados. Porém que ficou com o título foi a Kelly Monaco e o Alec Mazo.

#### Pontuação
| Casal           | 1ª semana | 2ª semana | 3ª semana | 4ª semana | 5ª semana | 6ª semana | Rodada especial |
| --------------- | --------- | --------- | --------- | --------- | --------- | --------- | --------------- |
| Kelly/Alec      | 13        | 17        | 21        | 26        | 22+25=47  | 25+30=55  | 25+24+25=74     |
| John/Charlotte  | 20        | 26        | 24        | 21        | 27+27=54  | 27+27=54  | 22+30+25=75     |
| Joey/Ashly      | 20        | 21        | 22        | 20        | 20+25=45  |           |                 |
| Rachel/Jonathan | 20        | 24        | 26        | 25        |           |           |                 |
| Evander/Edyta   | 18        | 14        | 13        |           |           |           |                 |
| Trista/Louis    | 18        | 19        |           |           |           |           |                 |

#### Danças
1ª semana: Cha-Cha-Cha (Homens) e Valsa (Mulheres)

2ª semana: QuickStep (Homens) e Rumba (Mulheres)

3ª semana: Jive (Kelly, Joey e Evander) e Tango (John e Rachel)

4ª semana: Samba (Todos)

5ª semana: Fox-trot e Paso Doble (Todos)

6ª semana: Freestyle (Todos), Samba (Kelly) e QuickStep (John)

Programa especial: Freestyle (Todos), Cha-Cha-Cha e QuickStep (Kelly), Rumba e Valsa (John)

### 2ª temporada
Devido ao enorme sucesso da 1ª, a 2ª temporada estreou no dia 5 de Janeiro de 2006 com algumas mudanças:
- De seis casais o número de participantes subiu para dez casais.
- De uma hora de programa passou para uma hora e meia (1h30).
- Passou a ter a noite de resultados.
- O primeiro casal seria eliminado logo na primeira semana e não na segunda.
- Lisa Canning sai e Samantha Harris entra.
- Final disputada entre 3 competidores e não 2.

#### Participantes
| Celebridade       | Ocupação                     | Profissional     | Posição                               |
| ----------------- | ---------------------------- | ---------------- | ------------------------------------- |
| Drew Lachey       | Cantor da banda 98 Degrees   | Cheryl Burke     | 1º Lugar Em 24 de Fevereiro           |
| Jerry Rice        | Jogador de futebol americano | Anna Trebunskaya | 2º Lugar Eliminado em 24 de Fevereiro |
| Stacy Keibler     | Atriz e diva da WWE          | Tony Dovolani    | 3º Lugar Eliminada em 24 de Fevereiro |
| Lisa Rinna        | Atriz e Apresentadora de TV  | Louis Van Amstel | 4º Lugar Eliminada em 14 de Fevereiro |
| George Hamilton   | Ator                         | Edyta Sliwinska  | 5º Lugar Eliminado em 10 de Fevereiro |
| Tia Carrere       | Atriz e Modelo               | Max Chmerkovskiy | 6º Lugar Eliminada em 3 de Fevereiro  |
| Master P          | Rapper                       | Ashly DelGrosso  | 7º Lugar Eliminado em 27 de Janeiro   |
| Giselle Fernandez | Jornalista de TV             | Jonathan Roberts | 8º Lugar Eliminada em 20 de Fevereiro |
| Tatum O' Neal     | Atriz premiada               | Nick Kosovich    | 9º Lugar Eliminada em 13 de Fevereiro |
| Kenny Mayne       | Apresentador da ESPN         | Andrea Hale      | 10º Lugar Eliminado em 6 de Janeiro   |

#### Acontecimentos
Essa temporada teve melhores competidores do que na primeira,como o Drew Lachey e a Stacy Keibler, que sempre lutavam pelo primeiro lugar. Stacy Keibler foi a primeira participante a receber duas notas dez(de Len e Bruno)no segundo programa e uma nota perfeita no quinto. Ela conseguiu quatro notas perfeitas e Drew, três, Jerry, Rice e Anna Trebunskaya foram o único casal a não ir para a Berlinda. Master P foi o único a se recusar a usar sapatos de dança.

#### Pontuação
| Casal            | 1ª semana | 2ª semana | 3ª semana | 4ª semana | 5ª semana | 6ª semana | 7ª semana | 8ª semana   |
| ---------------- | --------- | --------- | --------- | --------- | --------- | --------- | --------- | ----------- |
| Drew/Cheryl      | 24        | 27        | 27        | 28        | 27        | 30        | 26+29=55  | 30+30+27=87 |
| Jerry/Anna       | 21        | 23        | 19        | 24        | 23        | 33        | 20+21=41  | 26+27+27=80 |
| Stacy/Tony       | 22        | 29        | 27        | 26        | 30        | 30        | 27+28=55  | 30+26+30=86 |
| Lisa/Louis       | 19        | 20        | 25        | 26        | 25        | 27        | 26+27=53  |             |
| George/Edyta     | 18        | 22        | 22        | 21        | 24        | 23        |           |             |
| Tia/Maksim       | 20        | 22        | 26        | 25        | 22        |           |           |             |
| Master P/Ashly   | 12        | 16        | 14        | 8         |           |           |           |             |
| Giselle/Jonathan | 23        | 24        | 22        |           |           |           |           |             |
| Tatum/Nick       | 23        | 17        |           |           |           |           |           |             |
| Kenny/Andrea     | 13        |           |           |           |           |           |           |             |

#### Danças
| Casal            | 1ª semana   | 2ª semana | 3ª semana | 4ª semana  | 5ª semana | 6ª semana  | 7ª semana               | 8ª semana              | Finais      |
| ---------------- | ----------- | --------- | --------- | ---------- | --------- | ---------- | ----------------------- | ---------------------- | ----------- |
| Drew/Cheryl      | Cha Cha Cha | Quickstep | Jive      | Paso Doble | Samba     | Tango      | Foxtrot & Rumba         | Paso Doble & Freestyle | Jive        |
| Jerry/Anna       | Cha Cha Cha | Quickstep | Jive      | Foxtrot    | Samba     | Paso Doble | Tango & Rumba           | Foxtrot & Freestyle    | Cha Cha Cha |
| Stacy/Tony       | Valsa       | Rumba     | Tango     | Foxtrot    | Samba     | Jive       | Quickstep & Cha Cha Cha | Foxtrot & Freestyle    | Samba       |
| Lisa/Louis       | Valsa       | Rumba     | Jive      | Paso Doble | Samba     | Quickstep  | Foxtrot & Cha Cha Cha   |                        |             |
| George/Edyta     | Cha Cha Cha | Quickstep | Tango     | Paso Doble | Samba     | Rumba      |                         |                        |             |
| Tia/Maksim       | Valsa       | Rumba     | Tango     | Foxtrot    | Samba     |            |                         |                        |             |
| Master P/Ashly   | Cha Cha Cha | Quickstep | Jive      | Paso Doble |           |            |                         |                        |             |
| Giselle/Jonathan | Valsa       | Rumba     | Tango     |            |           |            |                         |                        |             |
| Tatum/Nick       | Valsa       | Rumba     |           |            |           |            |                         |                        |             |
| Kenny/Andrea     | Cha Cha Cha |           |           |            |           |            |                         |                        |             |

### 3ª temporada
A terceira temporada de Dancing with the Stars começou no dia 12 de Setembro de 2006 e terminou no dia 15 de Novembro de 2006 com algumas alterações :
- De 10 participantes o número foi para 11.
- 6 Homens e 5 Mulheres.
- A nota final foi por porcentagem.
- Primeiro participante é eliminado no dia seguinte das apresentações
- Final com apenas dois participantes.
- Mambo como uma das danças

#### Participantes
| Celebridade     | Ocupação                                                     | Profissional        | Posição                                          |
| --------------- | ------------------------------------------------------------ | ------------------- | ------------------------------------------------ |
| Emmitt Smith    | Jogador de futebol americano                                 | Cheryl Burke        | 1º Lugar Em 15 de Novembro                       |
| Mario Lopez     | Ator e Apresentador de TV                                    | Karina Smirnoff     | 2º Lugar Eliminado em 15 de Novembro             |
| Joey Lawrence   | Ator                                                         | Edyta Sliwinska     | 3º Lugar Eliminado em 8 de Novembro              |
| Monique Coleman | Atriz de High School Musical                                 | Louis Van Amstel    | 4º Lugar Eliminada em 1º de Novembro             |
| Jerry Springer  | Apresentador de Talk Show e Político                         | Kym Johnson         | 5º Lugar Eliminado em 20 de Outubro              |
| Sara Evans      | Cantora                                                      | Tony Dovolani       | 6º Lugar Abandonou a Competição em 13 de Outubro |
| Willa Ford      | Cantora                                                      | Maksim Chmerkovskiy | 7º Lugar Eliminada em 11 de Outubro              |
| Vivica A. Fox   | Atriz                                                        | Nick Kosovich       | 8º Lugar Eliminada em 4 de Outubro               |
| Harry Hamlin    | Ator e Marido de Lisa Rinna                                  | Ashly DelGrosso     | 9º Lugar Eliminado em 27 de Setembro             |
| Shanna Moakler  | Miss dos EUA, fez parte da playboy e estrela de reality show | Jesse DeSoto        | 10º Lugar Eliminada em 20 de Setembro            |
| Tucker Carlson  | Apresentador de Jornal                                       | Elena Grinenko      | 11º Lugar Eliminado em 13 de Setembro            |

#### Acontecimentos
Pela primeira vez no programa uma participante pediu para se retirar da competição devido a problemas pessoais. A pessoa em questão foi Sara Evans. Quando ela anunciou muitos se chocaram, mas o programa seguiu. Willa Ford, que havia sido eliminada na temporada anterior, foi convidada a retornar ao programa, mas recusou a proposta,

#### Pontuação
| Casal         | 1ª semana | 2ª semana | 3ª semana | 4ª semana | 5ª semana | 6ª semana | 7ª semana | 8ª semana | 9ª semana | 10ª semana  |
| ------------- | --------- | --------- | --------- | --------- | --------- | --------- | --------- | --------- | --------- | ----------- |
| Emmitt/Cheryl | 24        | 24        | 19        | 24        | 27        | 25        | 28+29=57  | 25+29=54  | 29+30=59  | 30+30+29=89 |
| Mario/Karina  | 26        | 21        | 22        | 29        | 27        | 28        | 29+27=56  | 28+29=57  | 30+29=59  | 29+30+30=89 |
| Joey/Edyta    | 21        | 29        | 22        | 27        | 25        | 24        | 29+28=56  | 28+26=46  | 29+30=59  |             |
| Monique/Louis | 19        | 26        | 27        | 24        | 27        | 23        | 27+27=54  | 24+29=53  |           |             |
| Jerry/Kym     | 16        | 19        | 21        | 22        | 24        | 18        | 24+22=46  |           |           |             |
| Sara/Tony     | 15        | 21        | 25        | 20        | 24        | Retirada  |           |           |           |             |
| Willa/Maksim  | 22        | 23        | 22        | 28        | 27        |           |           |           |           |             |
| Vivica/Nick   | 22        | 24        | 27        | 24        |           |           |           |           |           |             |
| Harry/Ashly   | 17        | 21        | 22        |           |           |           |           |           |           |             |
| Shanna/Jesse  | 18        | 22        |           |           |           |           |           |           |           |             |
| Tucker/Elena  | 12        |           |           |           |           |           |           |           |           |             |

#### Danças
| Casal         | 1ª semana   | 2ª semana | 3ª semana | 4ª semana  | 5ª semana | 6ª semana  | 7ª semana              | 8ª semana           | 9ª semana           | Finais                        |
| ------------- | ----------- | --------- | --------- | ---------- | --------- | ---------- | ---------------------- | ------------------- | ------------------- | ----------------------------- |
| Emmitt/Cheryl | Cha Cha Cha | Quickstep | Tango     | Paso Doble | Samba     | Jive       | Valsa & Mambo          | Foxtrot & Rumba     | Valsa & Cha Cha Cha | Samba, Mambo & Freestyle      |
| Mario/Karina  | Cha Cha Cha | Quickstep | Tango     | Paso Doble | Rumba     | Mambo      | Foxtrot & Jive         | Valsa & Samba       | Tango & Cha Cha Cha | Samba, Paso Doble & Freestyle |
| Joey/Edyta    | Cha Cha Cha | Quickstep | Jive      | Valsa      | Samba     | Rumba      | Foxtrot & Mambo        | Tango & Paso Doble  | Quickstep & Rumba   |                               |
| Monique/Louis | Foxtrot     | Mambo     | Jive      | Valsa      | Rumba     | Samba      | Quickstep & Paso Doble | Tango & Cha Cha Cha |                     |                               |
| Jerry/Kym     | Cha Cha Cha | Quickstep | Tango     | Valsa      | Samba     | Paso Doble | Foxtrot & Mambo        |                     |                     |                               |
| Sara/Tony     | Foxtrot     | Mambo     | Jive      | Paso Doble | Samba     |            |                        |                     |                     |                               |
| Willa/Maksim  | Foxtrot     | Mambo     | Jive      | Valsa      | Rumba     |            |                        |                     |                     |                               |
| Vivica/Nick   | Foxtrot     | Mambo     | Tango     | Paso Doble |           |            |                        |                     |                     |                               |
| Harry/Ashly   | Cha Cha Cha | Quickstep | Tango     |            |           |            |                        |                     |                     |                               |
| Shanna/Jesse  | Foxtrot     | Mambo     |           |            |           |            |                        |                     |                     |                               |
| Tucker/Elena  | Cha Cha Cha |           |           |            |           |            |                        |                     |                     |                               |

#### Turnê
No decorrer do programa foi anunciado que a partir do dia 19 de dezembro de 2006 os fãs do programa poderiam ver os artistas na turnê Dancing with the Stars Tour. Foram reunidos alguns participantes das três primeiras temporadas:
- Joey McIntyre e Kym Johnson
- Drew Lachey & Cheryl Burke
- Lisa Rinna & Louis Van Amstel
- Harry Hamlin & Karina Smirnoff
- Joey Lawrence & Edyta Sliwinska

Entre outras participações especiais em cidades específicas.
A turnê passou por 38 cidades e acabou no dia 11 de fevereiro de 2007.

### 4ª temporada
A quarta temporada começou no dia 19 de março de 2007 e foi até dia 22 de maio de 2007. Como nas outras temporadas aconteceram mudanças:
- Para evitar concorrência direto com o programa American Idol, da FOX, o programa mudou de dia de exibição: nas segundas, as danças e nas terças, os resultados.
- Não haveria eliminação na primeira semana para dar a chance de todos os casais apresentarem uma dança de salão e outra latina.
- Foi a temporada com mais notas 10.
- Final com 3 e não com 2 participantes.

#### Participantes
| Celebridade       | Ocupação                                         | Profissional        | Posição                            |
| ----------------- | ------------------------------------------------ | ------------------- | ---------------------------------- |
| Apolo Anton Ohno  | Atleta Olímpico                                  | Julianne Hough      | 1º Lugar Em 22 de Maio             |
| Joey Fatone       | Integrante do grupo NSYNC                        | Kym Johnson         | 2º Lugar Eliminado em 22 de Maio   |
| Laila Ali         | Campeã Mundial de Boxe                           | Maksim Chmerkovskiy | 3º Lugar Eliminada em 22 de Maio   |
| Ian Ziering       | Ator de Barrados no Baile                        | Cheryl Burke        | 4º Lugar Eliminado em 15 de Maio   |
| Billy Ray Cyrus   | Cantor e Ator de Hannah Montana                  | Karina Smirnoff     | 5º Lugar Eliminado em 8 de Maio    |
| John Ratzenberger | Ator e Dublador                                  | Edyta Sliwinska     | 6º Lugar Eliminado em 1º de Maio   |
| Heather Mills     | Faz parte de campanhas de caridade               | Jonathan Roberts    | 7º Lugar Eliminada em 24 de Abril  |
| Clyde Drexler     | Jogador legendário da NBA                        | Elena Grinenko      | 8º Lugar Eliminado em 17 de Abril  |
| Leeza Gibbons     | Apresentadora de talk show                       | Tony Dovolani       | 9º Lugar Eliminada em 10 de Abril  |
| Shandi Finnessey  | Miss dos EUA e Apresentadora de programa de game | Brian Fortuna       | 10º Lugar Eliminada em 3 de Abril  |
| Paulina Porizkova | Top Top Model                                    | Alec Mazo           | 11º Lugar Eliminada em 26 de Março |

#### Acontecimentos
O acontecimento mais marcante foi a participação de Heather Mills, que sofre de uma deficiência física na perna, ou seja, durante toda a sua participação no programa teve que usar uma perna artificial.
O ator Vincent Pastore era para estar competindo juntamente com Edyta Sliwinska mas desistiu da competição depois da 1ª semana de treinamento. Entrou em seu lugar o ator e dublador John Ratzenberger.

#### Pontuação
| Casal            | 1ª Semana | 2ª Semana | Total | 3ª Semana | 4ª Semana | 5ª Semana | 6ª Semana | 7ª Semana | 8ª Semana | 9ª Semana | 10ª Semana  |
| ---------------- | --------- | --------- | ----- | --------- | --------- | --------- | --------- | --------- | --------- | --------- | ----------- |
| Apolo/Julianne   | 21        | 26        | 47    | 23        | 26        | 30        | 28        | 26+28=54  | 28+30=58  | 30+29=59  | 28+30+30=88 |
| Joey/Kym         | 24        | 24        | 48    | 24        | 28        | 25        | 27        | 29+30=59  | 26+29=55  | 30+30=60  | 26+30+30=86 |
| Laila/Maksim     | 23        | 27        | 50    | 21        | 21        | 28        | 28        | 29+30=59  | 27+26=53  | 30+30=60  | 29+26+30=85 |
| Ian/Cheryl       | 21        | 22        | 43    | 24        | 24        | 24        | 24        | 27+27=54  | 22+25=47  | 28+30=58  |             |
| Billy Ray/Karina | 13        | 21        | 34    | 21        | 21        | 17        | 21        | 17+21=38  | 18+20=38  |           |             |
| John/Edyta       | 17        | 21        | 38    | 20        | 16        | 18        | 19        | 23+22=45  |           |           |             |
| Heather/Jonathan | 18        | 24        | 42    | 24        | 23        | 21        | 23        |           |           |           |             |
| Clyde/Elena      | 16        | 28        | 34    | 16        | 15        | 13        |           |           |           |           |             |
| Leeza/Tony       | 15        | 21        | 36    | 24        | 16        |           |           |           |           |           |             |
| Shandi/Brian     | 19        | 20        | 39    | 21        |           |           |           |           |           |           |             |
| Paulina/Alec     | 19        | 21        | 40    |           |           |           |           |           |           |           |             |

#### Danças
| Casal            | 1ª semana   | 2ª semana | 3ª semana | 4ª semana  | 5ª semana | 6ª semana   | 7ª semana         | 8ª semana          | 9ª semana               | 10ª semana: finais             |
| ---------------- | ----------- | --------- | --------- | ---------- | --------- | ----------- | ----------------- | ------------------ | ----------------------- | ------------------------------ |
| Apolo/Julianne   | Cha Cha Cha | Quickstep | Jive      | Valsa      | Samba     | Rumba       | Foxtrot & Mambo   | Tango & Paso Doble | Quickstep & Cha Cha Cha | Rumba, Freestyle & Paso Doble  |
| Joey/Kym         | Cha Cha Cha | Quickstep | Tango     | Paso Doble | Rumba     | Samba       | Foxtrot & Jive    | Valsa & Mambo      | Foxtrot & Jive          | Cha Cha Cha, Freestyle & Tango |
| Laila/Maksim     | Foxtrot     | Mambo     | Tango     | Paso Doble | Rumba     | Cha Cha Cha | Quickstep & Samba | Valsa & Jive       | Quickstep & Cha Cha Cha | Paso Doble, Freestyle & Mambo  |
| Ian/Cheryl       | Cha Cha Cha | Quickstep | Jive      | Valsa      | Samba     | Paso Doble  | Tango & Mambo     | Foxtrot & Rumba    | Tango & Jive            |                                |
| Billy Ray/Karina | Cha Cha Cha | Quickstep | Tango     | Paso Doble | Rumba     | Jive        | Valsa & Samba     | Foxtrot & Mambo    |                         |                                |
| John/Edyta       | Cha Cha Cha | Quickstep | Tango     | Paso Doble | Samba     | Mambo       | Foxtrot & Rumba   |                    |                         |                                |
| Heather/Jonathan | Foxtrot     | Mambo     | Jive      | Valsa      | Samba     | Paso Doble  |                   |                    |                         |                                |
| Clyde/Elena      | Cha Cha Cha | Quickstep | Jive      | Valsa      | Rumba     |             |                   |                    |                         |                                |
| Leeza/Tony       | Foxtrot     | Mambo     | Tango     | Paso Doble |           |             |                   |                    |                         |                                |
| Shandi/Brian     | Foxtrot     | Mambo     | Jive      |            |           |             |                   |                    |                         |                                |
| Paulina/Alec     | Foxtrot     | Mambo     |           |            |           |             |                   |                    |                         |                                |

#### 2º turnê
Em 7 de maio de 2007, começou a turnê do 2º programa do Dancing with the Stars em 24 cidades dos Estados Unidos. Os casais que participaram foram:
- Drew Lachey & Cheryl Burke
- Joey McIntyre & Julianne Hough
- Joey Lawrence & Edyta Sliwinska
- Joey Fatone & Kym Johnson
- Entre outros casais que fizeram participações especiais em cidades específicas.

### 5ª temporada
A quinta temporada começou no dia 24 de Setembro de 2007 com a exibição em três noites. Na segunda-feira somente as mulheres se apresentaram, na terça-feira os homens e na quarta-feira a eliminação de um dos casais. Esta temporada terminou no dia 27 de Novembro de 2007.
- 12 casais, 6 homens e 6 mulheres.
- Eliminação na 1ª semana.

#### Participantes
| Celebridade       | Ocupação                                           | Profissional        | Posição                               |
| ----------------- | -------------------------------------------------- | ------------------- | ------------------------------------- |
| Helio Castroneves | Campeão da fórmula Indy 500                        | Julianne Hough      | 1º Lugar Em 27 de Novembro            |
| Melanie Brown     | Integrante do grupo Spice Girls                    | Maksim Chmerkovskiy | 2º Lugar Eliminada em 27 de Novembro  |
| Marie Osmond      | Cantora                                            | Jonathan Roberts    | 3º Lugar Eliminada em 27 de Novembro  |
| Jennie Garth      | Atriz de Barrados no Baile                         | Derek Hough         | 4º Lugar Eliminada em 20 de Novembro  |
| Cameron Mathison  | Ator de novelas e Apresentador                     | Edyta Sliwinska     | 5º Lugar Eliminado em 13 de Novembro  |
| Jane Seymour      | Estrela da TV e Cinema                             | Tony Dovolani       | 6º Lugar Eliminada em 6 de Novembro   |
| Sabrina Bryan     | Atriz, Cantora e Integrante do grupo Cheetah Girls | Mark Ballas Jr      | 7º Lugar Eliminada em 30 de Outubro   |
| Mark Cuban        | Bilionário                                         | Kym Johnson         | 8º Lugar Eliminado em 23 de Outubro   |
| Floyd Mayweather  | Campeão de Boxe                                    | Karina Smirnoff     | 9º Lugar Eliminado em 16 de Outubro   |
| Wayne Newton      | Mister Las Vegas                                   | Cheryl Burke        | 10º Lugar Eliminado em 9 de Outubro   |
| Albert Reed       | Modelo                                             | Anna Trebunskaya    | 11º Lugar Eliminado em 2 de Outubro   |
| Josie Maran       | Modelo e Atriz                                     | Alec Mazo           | 12º Lugar Eliminada em 26 de Setembro |

#### Acontecimentos
A 5°  temporada foi turbulenta pois:
Sabrina e Mark, considerados um dos casais com grandes chances de ganhar o programa, foram eliminados na 6ª semana mesmo com a comoção popular.
Na quinta semana, após terminar a sua coreografia de samba e falar com os jurados, Marie Osmond desmaia e logo os comerciais entram. Depois de um longo comercial, o programa volta com Marie já em pé normalmente, ela declarou posteriormente que estava tudo bem e que era comum ela desmaiar.
Houve substituição da apresentadora Samantha Harris por Drew Lachey (vencedor da 2ª temporada) por causa da licença maternidade. No dia 15 de Outubro ela retomou o seu lugar.
Foi também a primeira temporada que um brasileiro participa e ainda ganha o programa, o Helio Castroneves.

#### Pontuação
| Casal          | 1ª Semana | 2ª Semana | 3ª Semana | 4ª Semana | 5ª Semana | 6ª Semana | 7ª Semana | 8ª Semana | 9ª Semana | 10ª Semana  |
| -------------- | --------- | --------- | --------- | --------- | --------- | --------- | --------- | --------- | --------- | ----------- |
| Helio/Julianne | 25        | 27        | 24        | 27        | 23        | 28        | 25+27=52  | 27+30=57  | 30+30=60  | 25+29+30=84 |
| Mel B/Maksim   | 24        | 23        | 27        | 26        | 29        | 30        | 24+30=54  | 27+29=56  | 30+30=60  | 28+27+30=85 |
| Marie/Jonathan | 21        | 24        | 26        | 26        | 21        | 23        | 28+24=52  | 25+24=49  | 29+27=56  | 22+24=46    |
| Jennie/Derek   | 21        | 21        | 26        | 27        | 25        | 27        | 25+28=53  | 24+26=50  | 28+30=58  |             |
| Cameron/Edyta  | 21        | 21        | 23        | 27        | 16        | 25        | 24+27=51  | 27+24=51  |           |             |
| Jane/Tony      | 24        | 21        | 27        | 26        | 26        | 22        | 24+26=50  |           |           |             |
| Sabrina/Mark   | 26        | 26        | 27        | 30        | 28        | 25        |           |           |           |             |
| Mark/Kym       | 21        | 18        | 20        | 22        | 21        |           |           |           |           |             |
| Floyd/Karina   | 18        | 21        | 21        | 23        |           |           |           |           |           |             |
| Wayne/Cheryl   | 19        | 15        | 18        |           |           |           |           |           |           |             |
| Albert/Anna    | 21        | 21        |           |           |           |           |           |           |           |             |
| Josie/Alec     | 16        |           |           |           |           |           |           |           |           |             |

#### Danças
| Casal          | 1ª Semana   | 2ª Semana | 3ª Semana | 4ª Semana      | 5ª Semana | 6ª Semana   | 7ª Semana               | 8ª Semana                    | 9ª Semana                   | 10ª Semana: Finais             |
| -------------- | ----------- | --------- | --------- | -------------- | --------- | ----------- | ----------------------- | ---------------------------- | --------------------------- | ------------------------------ |
| Helio/Julianne | Foxtrot     | Mambo     | Jive      | Valsa Vienense | Rumba     | Cha Cha Cha | Tango & Samba           | Paso Doble & Quickstep       | Foxtrot & Cha Cha Cha       | Jive, Freestyle & Quickstep    |
| Mel B/Maksim   | Cha Cha Cha | Quickstep | Jive      | Valsa Vienense | Samba     | Rumba       | Foxtrot & Paso Doble    | Tango & Mambo                | Valsa Vienense & Paso Doble | Cha Cha Cha, Freestyle & Mambo |
| Marie/Jonathan | Foxtrot     | Mambo     | Tango     | Valsa Vienense | Samba     | Paso Doble  | Quickstep & Cha Cha Cha | Rumba & Jive                 | Quickstep & Mambo           | Samba & Freestyle              |
| Jennie/Derek   | Cha Cha Cha | Quickstep | Tango     | Paso Doble     | Samba     | Mambo       | Valsa Vienense & Rumba  | Jive & Foxtrot               | Tango & Cha Cha Cha         |                                |
| Cameron/Edyta  | Foxtrot     | Mambo     | Tango     | Paso Doble     | Rumba     | Samba       | Quickstep & Jive        | Valsa Vienense & Cha Cha Cha |                             |                                |
| Jane/Tony      | Foxtrot     | Mambo     | Tango     | Valsa Vienense | Rumba     | Jive        | Quickstep & Cha Cha Cha |                              |                             |                                |
| Sabrina/Mark   | Cha Cha Cha | Quickstep | Jive      | Paso Doble     | Rumba     | Foxtrot     |                         |                              |                             |                                |
| Mark/Kym       | Foxtrot     | Mambo     | Jive      | Valsa Vienense | Samba     |             |                         |                              |                             |                                |
| Floyd/Karina   | Cha Cha Cha | Quickstep | Jive      | Paso Doble     |           |             |                         |                              |                             |                                |
| Wayne/Cheryl   | Cha Cha Cha | Quickstep | Tango     |                |           |             |                         |                              |                             |                                |
| Albert/Anna    | Cha Cha Cha | Quickstep |           |                |           |             |                         |                              |                             |                                |
| Josie/Alec     | Foxtrot     |           |           |                |           |             |                         |                              |                             |                                |

#### 3º turnê
A terceira edição do turnê do Dancing with the Stars começou no dia 18 de dezembro de 2007 e acabou em 10 de fevereiro de 2008. Os casais participantes foram:
- Drew Lachey & Cheryl Burke
- Joey Lawrence & Edyta Sliwinska
- Monique Coleman & Louis Van Amstel
- Joey Fatone & Kym Johnson
- Marie Osmond & Jonathan Roberts
- Wayne Newton & Cheryl Burke
- Helio Castroneves & Julianne Hough
- Sabrina Bryan & Mark Ballas & Derek Hough

### 6ª temporada
A sexta temporada do programa começou no dia 17 de Março de 2008 e acabou no dia 20 de Maio de 2008, contudo houve mudanças:
- Não haverá eliminação na primeira semana.
- Entretanto, no dia do resultado da segunda semana, DOIS casais serão eliminados de uma vez.

#### Participantes
| Celebridade           | Ocupação                               | Profissional     | Posição                                          |
| --------------------- | -------------------------------------- | ---------------- | ------------------------------------------------ |
| Kristi Yamaguchi      | Patinadora de Gelo                     | Mark Ballas      | 1º Lugar Em 20 de Maio                           |
| Jason Taylor          | Jogador de Futebol Americano           | Edyta Sliwinska  | 2º Lugar Eliminado em 20 de Maio                 |
| Cristián de la Fuente | Ator                                   | Cheryl Burke     | 3º Lugar Eliminado em 20 de Maio                 |
| Marissa Jaret Winokur | Atriz da Broadway e Cantora            | Tony Dovolani    | 4ºLugar Eliminada em 13 de Maio                  |
| Mario                 | Cantor de R&B                          | Karina Smirnoff  | 5ºLugar Eliminado em 6 de Maio                   |
| Shannon Elizabeth     | Atriz                                  | Derek Hough      | 6ºLugar Eliminada em 29 de Abril                 |
| Marlee Martlin        | Atriz                                  | Fabian Sanchez   | 7ºLugar Eliminada em 22 de Abril                 |
| Priscilla Presley     | Atriz e Ex de Elvis Presley            | Louis Van Amstel | 8ºLugar Eliminada em 15 de Abril                 |
| Adam Corolla          | Comediante e Apresentador de Talk Show | Julianne Hough   | 9ºLugar Eliminado em 8 de Abril                  |
| Steve Guttenberg      | Ator                                   | Anna Trebunskaya | 10ºLugar Eliminado em 3 de Abril                 |
| Penn Jillette         | Ator e Mágico Comediante               | Kym Johnson      | Último Lugar (Homens) Eliminado em 25 de Março   |
| Monica Seles          | Campeã de Tênis                        | Jonathan Roberts | Último Lugar (Mulheres) Eliminada em 25 de Março |

#### Acontecimentos
Marlee Martlin foi a primeira participante com deficiência auditiva a dançar.
Pela primeira vez no programa, dois homens dançaram juntos. Foram eles Steve Guttenberg e Jonathan Roberts (Marido da dançarina Anna Trebunskaya) e dançaram tango no programa de resultados, onde Steve foi eliminado.
Nesse mesmo dia, o dançarino Derek Hough sofreu uma contusão no pescoço durante os ensaios
Na sexta semana de competição, Kristi & Mark tiraram a primeira nota perfeita (30) no Jive. Foi apresentado também a dança em grupo com tema country.
Na sétima semana de competição, Cristián machucou o seu braço durante a sua apresentação de Samba. Os jurados avaliaram até o acontecimento. No final, Cristián decidiu continuar na competição mesmo com o tendão do seu bíceps rompido. Foi nessa semana também que o jurado Len avisou que a dai em diante seria permitido um levantamento em cada dança.
Na oitava ocorreu a centésima edição do programa que contou com a participação de vários artistas que já participaram, houve também uma dança inédita de Apolo Anthon Ohno & Julianne Hough, Mario Lopez e Mel B & Maks
Na última semana, os finalistas, além de dançarem o "freestyle" (dança de estilo livre) e a dança que mais gostaram, dançarão também um Cha Cha Cha em grupo.
Depois de 5 temporadas, Kristi é a segunda mulher a ganhar o programa

#### Pontuação
| Casal           | 1ª semana | 2ª semana | Total (1ª+2ª) | 3ª semana | 4ª semana | 5ª semana | 6ª semana | 7ª semana | 8ª semana | 9ª semana | 10ª semana  |
| --------------- | --------- | --------- | ------------- | --------- | --------- | --------- | --------- | --------- | --------- | --------- | ----------- |
| Kristi/Mark     | 27        | 27        | 54            | 27        | 29        | 29        | 30        | 26+28=54  | 29+26=55  | 29+28=57  | 30+30+30=90 |
| Jason/Edyta     | 22        | 27        | 49            | 23        | 29        | 27        | 24        | 29+26=55  | 29+23=52  | 28+27=55  | 24+27+30=81 |
| Cristián/Cheryl | 21        | 20        | 41            | 25        | 26        | 23        | 27        | 25+21=46  | 28+29=57  | 27+29=56  | 26+26=52    |
| Marissa/Tony    | 18        | 21        | 39            | 19        | 24        | 24        | 26        | 27+25=52  | 25+25=50  | 26+26=52  |             |
| Mario/Karina    | 24        | 26        | 50            | 21        | 24        | 27        | 28        | 24+27=51  | 27+26=53  |           |             |
| Shannon/Derek   | 21        | 24        | 45            | 24        | 28        | 23        | 24        | 27+24=51  |           |           |             |
| Marlee/Fabian   | 22        | 24        | 46            | 21        | 24        | 22        | 21        |           |           |           |             |
| Priscilla/Louis | 24        | 21        | 45            | 26        | 22        | 21        |           |           |           |           |             |
| Adam/Julianne   | 15        | 19        | 34            | 21        | 19        |           |           |           |           |           |             |
| Steve/Anna      | 18        | 16        | 34            | 21        |           |           |           |           |           |           |             |
| Penn/Kym        | 16        | 17        | 33            |           |           |           |           |           |           |           |             |
| Monica/Jonathan | 15        | 15        | 30            |           |           |           |           |           |           |           |             |

#### Danças
| Casal           | 1ª Semana   | 2ª Semana | 3ª Semana | 4ª Semana      | 5ª Semana | 6ª Semana      | 7ª Semana                    | 8ª Semana             | 9ª Semana              | 10ª Semana: Finais                  |
| --------------- | ----------- | --------- | --------- | -------------- | --------- | -------------- | ---------------------------- | --------------------- | ---------------------- | ----------------------------------- |
| Kristi/Mark     | Foxtrot     | Mambo     | Tango     | Paso Doble     | Rumba     | Jive           | Valsa Vienense & Cha Cha Cha | Quickstep & Samba     | Tango & Jive           | Cha Cha Cha, Freestyle & Jive       |
| Jason/Edyta     | Foxtrot     | Mambo     | Jive      | Valsa Vienense | Rumba     | Cha Cha Cha    | Quickstep & Paso Doble       | Tango & Samba         | Foxtrot & Paso Doble   | Cha Cha Cha, Freestyle & Quickstep  |
| Cristián/Cheryl | Cha Cha Cha | Quickstep | Jive      | Paso Doble     | Rumba     | Foxtrot        | Valsa Vienense & Samba       | Tango & Mambo         | Valsa Vienense & Samba | Cha Cha Cha, Freestyle & Paso Doble |
| Marissa/Tony    | Cha Cha Cha | Quickstep | Jive      | Paso Doble     | Samba     | Valsa Vienense | Tango & Rumba                | Foxtrot & Mambo       | Quickstep & Rumba      |                                     |
| Mario/Karina    | Cha Cha Cha | Foxtrot   | Tango     | Paso Doble     | Samba     | Rumba          | Foxtrot & Mambo              | Valsa Vienense & Jive |                        |                                     |
| Shannon/Derek   | Cha Cha Cha | Quickstep | Jive      | Valsa Vienense | Samba     | Rumba          | Tango & Mambo                |                       |                        |                                     |
| Marlee/Fabian   | Cha Cha Cha | Quickstep | Jive      | Valsa Vienense | Samba     | Mambo          |                              |                       |                        |                                     |
| Priscilla/Louis | Foxtrot     | Mambo     | Tango     | Valsa Vienense | Rumba     |                |                              |                       |                        |                                     |
| Adam/Julianne   | Foxtrot     | Mambo     | Tango     | Paso Doble     |           |                |                              |                       |                        |                                     |
| Steve/Anna      | Foxtrot     | Mambo     | Tango     |                |           |                |                              |                       |                        |                                     |
| Penn/Kym        | Cha Cha Cha | Quickstep |           |                |           |                |                              |                       |                        |                                     |
| Monica/Jonathan | Foxtrot     | Mambo     |           |                |           |                |                              |                       |                        |                                     |

### 7ª temporada
De acordo com a programação oficial de outono da ABC, a sétima temporada do programa estreou no dia 22 de Setembro de 2008 e terminou no dia 25 de Novembro com os mesmos apresentadores e jurados, porém é a primeira vez que houve 13 casais competindo.
A semana de estreia dessa temporada foi um pouco diferente das demais. Teve três dias de estreia, no entanto, todos os casais aprenderam duas coreografias. Uma foi apresentada na segunda-feira, julgada pelos jurados e o público votou nos seus favoritos. Na noite seguinte apenas 12 casais apresentaram a outra coreografia pois um casal já tinha sido eliminado. Já na noite de quarta-feira houve a noite dos resultados normalmente onde mais um casal foi eliminado.
De acordo com os produtores do programa depois de uma sexta temporada "morna", esta temporada terá mais controversias e competição entre os participantes. E foi isso que aconteceu com a presença e os feitos de participantes mais polêmicos, de danças novas e problemas de saúde.
Os participantes foram anunciados no programa Good Morning America em 25 de Agosto de 2008.
Essa temporada trouxe além de novas celebridades novos dançarinos profissionais como o pai de Mark Ballas, Corky Ballas; Inna Brayer que participou do America's Ballroom Challenge; e Lacey Schwimmer, a 4ª finalista do programa So You Think You Can Dance.
Ao final de mais uma temporada, mais uma mulher é nomeada vencedora, Brooke Burke e seu parceiro Derek Hough.

#### Participantes
| Celebridade       | Ocupação                                  | Profissional        | Posição                                          |
| ----------------- | ----------------------------------------- | ------------------- | ------------------------------------------------ |
| Brooke Burke      | Modelo e Apresentadora de TV              | Derek Hough         | 1º Lugar em 25 de Novembro                       |
| Warren Sapp       | Jogador de Futebol Americano              | Kym Johnson         | 2º Lugar Eliminado em 25 de Novembro             |
| Lance Bass        | Ator, Cantor e Integrante do grupo NSYNC  | Lacey Schwimmer     | 3º Lugar Eliminado em 25 de Novembro             |
| Cody Linley       | Estrela da Disney e de Hannah Montana     | Julianne Hough      | 4º Lugar Eliminado em 18 de Novembro             |
| Maurice Greene    | Medalhista Olímpico de Ouro de Atletismo  | Cheryl Burke        | 5º Lugar Eliminado em 11 de Novembro             |
| Susan Lucci       | Atriz e Vencedora do Emmy Award           | Tony Dovolani       | 6º Lugar Eliminada em 5 de Novembro              |
| Cloris Leachman   | Atriz e vencedora do Oscar                | Corky Ballas        | 7º Lugar Eliminada em 28 de Outubro              |
| Toni Braxton      | Cantora e Vencedora do Grammy Award       | Alec Mazo           | 8º Lugar Eliminada em 21 de Outubro              |
| Rocco DiSpirito   | Chef e Apresentador de Programa Culinário | Karina Smirnoff     | 9º Lugar Eliminado em 14 de Outubro              |
| Misty May-Treanor | Medalhista de Ouro de Vôlei               | Maksim Chmerkovskiy | 10º Lugar Retirada da competição em 6 de Outubro |
| Kim Kardashian    | Modelo e Estilista                        | Mark Ballas         | 11º Lugar Eliminada em 30 de Setembro            |
| Ted McGinley      | Ator                                      | Inna Brayer         | 12º Lugar Eliminado em 24 de Setembro            |
| Jeffrey Ross      | Comediante e Diretor                      | Edyta Sliwinska     | 13º Lugar Eliminado em 23 de Setembro            |

#### Acontecimentos
Depois de várias temporadas, nessa 7ª houve uma mudança na ordem das danças e a inclusão de 4 novos ritmos: salsa, Jitterbug, West Coast Swing e Hustle. Exceto pelas duas primeiras noites, a ordem das danças ficou:
- 1ª Noite (1ª Semana): Cha Cha Cha & Foxtrot
- 2ª Noite (1ª Semana): Mambo & Quickstep
- 2ª Semana: Rumba & Paso Doble
- 3ª Semana: Jive & Valsa Vienense
- 4ª Semana: Samba & Tango
- 5ª Semana: Salsa, Hustle, Jitterbug & West Coast Swing
- 6ª Semana: 1 dança ainda não aprendida & Hip Hop (em grupo)
- 7ª Semana: 1 dança ainda não aprendida & 1 dança em grupo de três casais (Cha Cha Cha ou Paso Doble)
- 8ª Semana: 1 dança Ballroom e 1 dança Latina (nesta incluindo uma parte solo e levantamentos permitidos)
- 9ª Semana: 1 dança Latina e 1 dança da 5ª semana (com os conselhos do jurado Len Goodman)
- 10ª Semana: Samba em grupo (Face-off), Freestyle e a dança favorita da temporada

Na 3ª semana de competição, Misty May-Treanor teve que se retirar da competição de devido a um rompimento do tendão de Aquiles que ocorreu durante um de seus ensaios de Jive. O desejo dela é voltar ao programa e apresentar a sua coreografia. No programa de resultados dessa mesma semana os profissionais Maksim e Edyta dançaram o Jive em homenagem a Misty e se ela não tivesse se machucado, Rocco e Karina seriam os eliminados da noite. Foi nessa semana que houve o primeiro 10 da competição com a Valsa Vienense de Brooke e Derek.
Pela primeira vez na história do programa, houve uma substituição temporária no júri onde Michael Flatley substituiu Len Goodman e nos profissionais onde Julianne Hough será substituída por Edyta Sliwinska nas semanas 7 e 8 devido a uma cirurgia. Na sétima semana ocorreu pela primeira vez também uma dança em grupo e na oitava um segmento solo nas danças latinas.
Após mais uma temporada, mais uma mulher é nomeada vencedora: Brooke Burke com o seu parceiro Derek Hough.

#### Pontuação
| Casal               | 1ª Semana | 2ª Semana | 3ª Semana | 4ª Semana | 5ª Semana | 6ª Semana | 7ª Semana | 8ª Semana | 9ª Semana | 10ª Semana: Finais |
| ------------------- | --------- | --------- | --------- | --------- | --------- | --------- | --------- | --------- | --------- | ------------------ |
| Brooke/Derek        | 23/26     | 24        | 28        | 26        | 29        | 26        | 30+29=59  | 28+27=55  | 21+28=49  | 28+30+30=88        |
| Warren/Kym          | 21/22     | 24        | 25        | 22        | 25        | 25        | 21+29=50  | 28+26=54  | 24+25=49  | 25+28+27=80        |
| Lance/Lacey         | 22/21     | 20        | 22        | 26        | 21        | 27        | 25+20=45  | 26+24=50  | 28+29=57  | 26+27+28=81        |
| Cody/Julianne/Edyta | 18/23     | 21        | 21        | 23        | 28        | 23        | 22+20=44  | 24+24=48  | 22+24=46  |                    |
| Maurice/Cheryl      | 18/21     | 19        | 24        | 20        | 27        | 21        | 25+29=54  | 24+24=48  |           |                    |
| Susan/Tony          | 15/22     | 21        | 21        | 24        | 22        | 23        | 24+20=44  |           |           |                    |
| Cloris/Corky        | 16/16     | 15        | 16        | 22        | 21        | 15        |           |           |           |                    |
| Toni/Alec           | 22/23     | 23        | 22        | 22        | 22        |           |           |           |           |                    |
| Rocco/Karina        | 14/21     | 16        | 20        | 18        |           |           |           |           |           |                    |
| Misty/Maksim        | 21/21     | 21        | Retirada  |           |           |           |           |           |           |                    |
| Kim/Mark            | 19/18     | 17        |           |           |           |           |           |           |           |                    |
| Ted/Inna            | 18/19     |           |           |           |           |           |           |           |           |                    |
| Jeffrey/Edyta       | 12        |           |           |           |           |           |           |           |           |                    |

#### Danças
| Casal                | 1ª Semana               | 2ª Semana  | 3ª Semana      | 4ª Semana | 5ª Semana        | 6ª Semana      | 7ª Semana                    | 8ª Semana              | 9ª Semana          | 10ª Semana: Finais                |
| -------------------- | ----------------------- | ---------- | -------------- | --------- | ---------------- | -------------- | ---------------------------- | ---------------------- | ------------------ | --------------------------------- |
| Brooke/Derek         | Cha Cha Cha & Quickstep | Paso Doble | Valsa Vienense | Samba     | Jitterbug        | Rumba          | Foxtrot & Paso Doble         | Tango & Mambo          | Jive & Salsa       | Samba, Freestyle & Valsa Vienense |
| Warren/Kym           | Cha Cha Cha & Quickstep | Paso Doble | Valsa Vienense | Samba     | Hustle           | Rumba          | Foxtrot & Paso Doble         | Tango & Jive           | Mambo & Jitterbug  | Samba, Freestyle & Hustle         |
| Lance/Lacey          | Cha Cha Cha & Quickstep | Paso Doble | Valsa Vienense | Tango     | West Coast Swing | Jive           | Rumba & Cha Cha Cha          | Foxtrot & Samba        | Mambo & Jitterbug  | Samba, Freestyle & Jitterbug      |
| Cody/Julianne/ Edyta | Cha Cha Cha & Quickstep | Rumba      | Jive           | Tango     | Jitterbug        | Samba          | Valsa Vienense & Cha Cha Cha | Foxtrot & Mambo        | Paso Doble & Salsa |                                   |
| Maurice/Cheryl       | Foxtrot & Mambo         | Rumba      | Jive           | Samba     | Salsa            | Valsa Vienense | Cha Cha Cha & Paso Doble     | Quickstep & Paso Doble |                    |                                   |
| Susan/Tony           | Cha Cha Cha & Quickstep | Paso Doble | Jive           | Tango     | Hustle           | Mambo          | Paso Doble & Cha Cha Cha     |                        |                    |                                   |
| Cloris/Corky         | Foxtrot & Mambo         | Paso Doble | Jive           | Tango     | Salsa            | Cha Cha Cha    |                              |                        |                    |                                   |
| Toni/Alec            | Cha Cha Cha & Quickstep | Rumba      | Valsa Vienense | Samba     | West Coast Swing |                |                              |                        |                    |                                   |
| Rocco/Karina         | Foxtrot & Mambo         | Rumba      | Valsa Vienense | Samba     |                  |                |                              |                        |                    |                                   |
| Misty/Maksim         | Foxtrot & Mambo         | Paso Doble | Jive           |           |                  |                |                              |                        |                    |                                   |
| Kim/Mark             | Foxtrot & Mambo         | Rumba      |                |           |                  |                |                              |                        |                    |                                   |
| Ted/Inna             | Foxtrot & Mambo         |            |                |           |                  |                |                              |                        |                    |                                   |
| Jeffrey/Edyta        | Cha Cha Cha & Quickstep |            |                |           |                  |                |                              |                        |                    |                                   |

### 8ª temporada
De acordo com a programação de primavera do canal ABC, a oitava temporada do programa teve início no dia 9 de Março de 2009, segunda-feira. Trouxe novamente 13 casais porém duas novas danças: o Tango Argentino e o Lindy Hop e também os dois casais indicados para sair poderão mostrar ao público que ainda têm o desejo de ficar disputando um "Dance-off". Os jurados e os apresentadores continuaram os mesmos. Teve fim no dia 19 de Maio de 2009.
Os participante foram anunciado no dia 8 de Fevereiro de 2009 durante os intervalos dos programas e seriados. Pela primeira vez trouxe um casal de namorados competindo juntos que são Chuck Wicks e Julianne Hough e originalmente traria também um casal de marido e esposa na vida real numa mesma temporada, Ty Murray e Jewel. Porém devido a fratura de suas duas tíbias, Jewel não pôde participar do programa. Em seu lugar entrou a modelo da Playboy Holly Madison.
Houve também uma outra substituição de Nancy O'Dell, apresentadora do Acess Hollywood, para Melissa Rycroft, uma cheerleader que venceu a 13ª temporada de The Bachelor porém foi rejeitada por Jason Mesnick em um programa após a final. Melissa foi a participante que teve menos tempo para treinar, apenas dois dias.
Trouxe também dois novos profissionais do programa So You Think You Can Dance: Chelsie Hightower da 4ª temporada e Dmitry Chaplin da 2ª temporada.
Com apenas 17 anos Shawn Johnson é competidora mais nova de todas as edições e ainda campeã da oitava temporada com apenas 1% de diferença entre o segundo colocado Gilles Marini, a mais disputada de todas.

#### Participantes
| Celebridade      | Ocupação                                       | Profissional        | Posição                            |
| ---------------- | ---------------------------------------------- | ------------------- | ---------------------------------- |
| Shawn Johnson    | Ginasta artistíca                              | Mark Ballas         | 1º Lugar Campeões em 19 de Maio    |
| Gilles Marini    | Ator de Sex and the City                       | Cheryl Burke        | 2º Lugar Eliminado em 19 de Maio   |
| Melissa Rycroft  | Dallas Cheerleader e vencedora do The Bachelor | Tony Dovolani       | 3º Lugar Eliminada em 19 de Maio   |
| Ty Murray        | Atleta de Rodeio                               | Chelsie Hightower   | 4º Lugar Eliminado em 12 de Maio   |
| Lil' Kim         | Cantora                                        | Derek Hough         | 5º Lugar Eliminada em 5 de Maio    |
| Chuck Wicks      | Cantor de Country                              | Julianne Hough      | 6º Lugar Eliminado em 28 de Abril  |
| Lawrence Taylor  | Ex-jogador da NFL                              | Edyta Sliwinska     | 7º Lugar Eliminado em 21 de Abril  |
| Steve-O          | Integrante do Jackass e do Wildboyz            | Lacey Schwimmer     | 8º Lugar Eliminado em 14 de Abril  |
| David Alan Grier | Ator e Comediante                              | Kym Johnson         | 9º Lugar Eliminado em 7 de Abril   |
| Steve Wozniak    | Co-fundador da Apple Inc.                      | Karina Smirnoff     | 10º Lugar Eliminado em 31 de Março |
| Holly Madison    | Modelo da Playboy                              | Dmitry Chaplin      | 11º Lugar Eliminada em 31 de Março |
| Denise Richards  | Atriz                                          | Maksim Chmerkovskiy | 12º Lugar Eliminada em 24 de Março |
| Belinda Carlisle | Integrante da banda The Go-Go's                | Jonathan Roberts    | 13º Lugar Eliminada em 17 de Março |

#### Acontecimentos
Depois de mais uma temporada e ainda com a inclusão do Tango Argentino e do Lindy Hop, a ordem das danças mudou para
- 1ª Semana: Cha Cha Cha & Valsa Lenta
- 2ª Semana: Salsa & Quickstep
- 3ª Semana: Samba & Foxtrot
- 4ª Semana: Linsy Hop & Tango Argentino
- 5ª Semana: Paso Doble & Valsa Vienense
- 6ª Semana: Jive & Rumba
- 7ª Semana: 1 dança ainda não aprendida & 1 dança em grupo dos anos 1960.
- 8ª Semana: 1 dança Latina ainda não aprendida & 1 dança de três casais (Tango ou Mambo).
- 9ª Semana: 1 dança Latina e 1 dança Standard ainda não aprendidas (com solo de 15 seg. na latina)
- 10ª Semana: Duas últimas danças ainda não aprendidas.
- 11ª Semana (1ª Noite): Paso Doble em grupo (Face-off) & Freestyle.
- 11ª Semana (2ª Noite): Dança favorita da temporada.

#### Pontuação
| Casal            | 1ª Semana | 2ª Semana | 3ª Semana | 4ª Semana | 5ª Semana | 6ª Semana | 7ª Semana | 8ª Semana | 9ª Semana | 10ª Semana | 11ª Semana: Finais |
| ---------------- | --------- | --------- | --------- | --------- | --------- | --------- | --------- | --------- | --------- | ---------- | ------------------ |
| Shawn/Mark       | 23        | 24        | 27        | 25        | 26        | 26        | 28        | 27+25=52  | 27+29=56  | 30+26=56   | 28+30+30=88        |
| Gilles/Cheryl    | 24        | 27        | 27        | 30        | 29        | 26        | 27        | 27+28=55  | 29+27=56  | 30+30=60   | 30+28+30=88        |
| Melissa/Tony     | 23        | 26        | 27        | 29        | 25        | 27        | 29        | 21+25=46  | 27+30=57  | 28+27=55   | 29+27+30=86        |
| Ty/Chelsie       | 14        | 20        | 23        | 25        | 21        | 18        | 24        | 24+28=52  | 25+21=46  | 25+23=58   |                    |
| Lil'/Derek       | 21        | 23        | 25        | 27        | 26        | 28        | 26        | 28+28=56  | 25+27=52  |            |                    |
| Chuck/Julianne   | 20        | 20        | 23        | 22        | 23        | 23        | 27        | 26+25=51  |           |            |                    |
| Lawrence/Edyta   | 16        | 20        | 20        | 19        | 20        | 22        | 21        |           |           |            |                    |
| Steve-O/Lacey    | 17        | 14        | 15        | 15        | 18        | 16        |           |           |           |            |                    |
| David/Kym        | 19        | 17        | 24        | 22        | 22        |           |           |           |           |            |                    |
| Steve/Karina     | 13        | 17        | 10        | 12        |           |           |           |           |           |            |                    |
| Holly/Dmitry     | 18        | 18        | 17        | 16        |           |           |           |           |           |            |                    |
| Denise/Max       | 18        | 21        | 16        |           |           |           |           |           |           |            |                    |
| Belinda/Jonathan | 17        | 18        |           |           |           |           |           |           |           |            |                    |

#### Danças
| Casal            | 1ª Semana   | 2ª Semana | 3ª Semana | 4ª Semana       | 5ª Semana      | 6ª Semana | 7ª Semana       | 8ª Semana                   | 9ª Semana               | 10ª Semana              | 11ª Semana: Finais                      |
| ---------------- | ----------- | --------- | --------- | --------------- | -------------- | --------- | --------------- | --------------------------- | ----------------------- | ----------------------- | --------------------------------------- |
| Shawn/Mark       | Valsa Lenta | Salsa     | Foxtrot   | Lindy Hop       | Valsa Vienense | Rumba     | Cha Cha Cha     | Samba & Mambo (Grupo)       | Quickstep & Paso Doble  | Tango Argentino & Jive  | Paso Doble, Freestyle & Cha Cha Cha     |
| Gilles/Cheryl    | Cha Cha Cha | Quickstep | Samba     | Tango Argentino | Paso Doble     | Jive      | Valsa Vienense  | Lindy Hop & Tango (Grupo)   | Foxtrot & Rumba         | Valsa Lenta & Salsa     | Paso Doble, Freestyle & Tango Argentino |
| Melissa/Tony     | Valsa Lenta | Salsa     | Foxtrot   | Lindy Hop       | Paso Doble     | Rumba     | Tango Argentino | Jive & Mambo (Grupo)        | Valsa Vienense & Samba  | Cha Cha Cha & Quickstep | Paso Doble, Freestyle & Samba           |
| Ty/Chelsie       | Cha Cha Cha | Quickstep | Foxtrot   | Lindy Hop       | Paso Doble     | Jive      | Valsa Lenta     | Salsa & Tango (Grupo)       | Tango Argentino & Rumba | Valsa Vienense & Samba  |                                         |
| Lil'/Derek       | Cha Cha Cha | Quickstep | Samba     | Tango Argentino | Valsa Vienense | Jive      | Rumba           | Paso Doble & Tango (Grupo)  | Valsa Lenta & Salsa     |                         |                                         |
| Chuck/Julianne   | Valsa Lenta | Salsa     | Foxtrot   | Lindy Hop       | Valsa Vienense | Rumba     | Samba           | Cha Cha Cha & Mambo (Grupo) |                         |                         |                                         |
| Lawrence/Edyta   | Cha Cha Cha | Quickstep | Samba     | Tango Argentino | Paso Doble     | Jive      | Valsa Lenta     |                             |                         |                         |                                         |
| Steve-O/Lacey    | Valsa Lenta | Salsa     | Foxtrot   | Lindy Hop       | Valsa Vienense | Rumba     |                 |                             |                         |                         |                                         |
| David/Kym        | Valsa Lenta | Salsa     | Foxtrot   | Lindy Hop       | Valsa Vienense |           |                 |                             |                         |                         |                                         |
| Steve/Karina     | Cha Cha Cha | Quickstep | Samba     | Tango Argentino |                |           |                 |                             |                         |                         |                                         |
| Holly/Dmitry     | Cha Cha Cha | Quickstep | Samba     | Tango Argentino |                |           |                 |                             |                         |                         |                                         |
| Denise/Max       | Cha Cha Cha | Quickstep | Samba     |                 |                |           |                 |                             |                         |                         |                                         |
| Belinda/Jonathan | Valsa Lenta | Salsa     |           |                 |                |           |                 |                             |                         |                         |                                         |

### 9ª temporada
A nona temporada do programa retornou no dia 21 de Setembro de 2009 com uma estreia em três noites seguidas. 16 celebridades participaram dessa temporada e quatro novas danças foram inseridas no programa, incluindo uma brasileira, são elas: Bolero, Lambada, Country Two-Step e Charleston.
Durante a terceira semana dois participantes foram eliminados antes do previsto que seria a partir da quinta semana. Foram eles: Tom DeLay, por causa de uma lesão, e Debi Mazar. A partir da quinta semana, além da eliminação normal, dois casais disputavam a chance de permanecer na competição através de uma dança. Os jurados determinavam quem saía e quem permanecia.
A temporada terminou no dia 24 de Novembro de 2009 com Donny Osmond e Kym Johnson sendo nomeados vencedores do programa, vencendo a cantora Mýa e seu parceiro Dmitry Chaplin.

#### Participantes
| Celebridade       | Ocupação                         | Profissional        | Posição                               |
| ----------------- | -------------------------------- | ------------------- | ------------------------------------- |
| Donny Osmond      | Cantor Showbiz                   | Kym Johnson         | 1º Lugar Campeões em 24 de Novembro   |
| Mýa               | Cantora vencedora do Grammy      | Dmitry Chaplin      | 2º Lugar Eliminada em 24 de Novembro  |
| Kelly Osbourne    | Cantora e filha de Ozzy Osbourne | Louis van Amstel    | 3º Lugar Eliminada em 24 de Novembro  |
| Joanna Krupa      | Modelo/Atriz                     | Derek Hough         | 4º Lugar Eliminada em 17 de Novembro  |
| Aaron Carter      | Cantor/Ator                      | Karina Smirnoff     | 5º Lugar Eliminado em 10 de Novembro  |
| Mark Dacascos     | Ator de Iron Chef America        | Lacey Schwimmer     | 6º Lugar Eliminado em 3 de Novembro   |
| Michael Irvin     | Ex-jogador da NFL                | Anna Demidova       | 7º Lugar Eliminado em 3 de Novembro   |
| Louie Vito        | Campeão de Snowboard             | Chelsie Hightower   | 8º Lugar Eliminado em 27 de Outubro   |
| Melissa Joan Hart | Atriz de Sabrina, a feiticeira   | Mark Ballas         | 9º Lugar Eliminada em 27 de Outubro   |
| Natalie Coughlin  | Medalhista de Ouro em Natação    | Alec Mazo           | 10º Lugar Eliminada em 20 de Outubro  |
| Chuck Liddell     | Campeão da UFC                   | Anna Trebunskaya    | 11º Lugar Eliminado em 13 de Outubro  |
| Debi Mazar        | Atriz                            | Maksim Chmerkovskiy | 12º Lugar Eliminada em 6 de Outubro   |
| Tom DeLay         | Integrante da U.S. House         | Cheryl Burke        | 13º Lugar Retirado em 6 de Outubro    |
| Kathy Ireland     | Modelo                           | Tony Dovolani       | 14º Lugar Eliminada em 29 de Setembro |
| Macy Gray         | Cantora vencedora do Grammy      | Jonathan Roberts    | 15º Lugar Eliminada em 23 de Setembro |
| Ashley Hamilton   | Ator/Comediante                  | Edyta Sliwinska     | 16º Lugar Eliminado em 23 de Setembro |

#### Pontuação
| Casal         | 1ª Semana | 2ª Semana | 3ª Semana | 4ª Semana | 5ª Semana | 6ª Semana | 7ª Semana | 8ª Semana | 9ª Semana   | 10ª Semana: Finais |
| ------------- | --------- | --------- | --------- | --------- | --------- | --------- | --------- | --------- | ----------- | ------------------ |
| Donny/Kym     | 20+10=30  | 25        | 21        | 24        | 29        | 24+7=31   | 24+28=52  | 26+24=50  | 21+26+27=74 | 27+28+30+30=115    |
| Mya/Dmitry    | 21+10=31  | 27        | 27        | 28        | 27        | 24+9=33   | 25+24=49  | 29+30=59  | 28+30+29=87 | 30+30+27+28=115    |
| Kelly/Louis   | 23+8=31   | 19        | 20        | 23        | 24        | 20+5=25   | 24+28=52  | 25+25=50  | 24+27+27=78 | 26+26+24+26=102    |
| Joanna/Derek  | 24+10=34  | 20        | 23        | 26        | 24        | 26+10=36  | 27+28=55  | 23+29=52  | 27+27+27=81 |                    |
| Aaron/karina  | 22+10=32  | 27        | 21        | 18        | 24        | 25+8=33   | 29+24=53  | 23+27=50  |             |                    |
| Mark/Lacey    | 21+8=29   | 21        | 18        | 22        | 26        | 26+6=32   | 19+24=43  |           |             |                    |
| Michael/Anna  | 13+6=19   | 20        | 14        | 16        | 21        | 20+2=22   | 23+24=47  |           |             |                    |
| Louie/Chelsie | 19+8=27   | 19        | 20        | 16        | 22        | 21+3=24   |           |           |             |                    |
| Melissa/Mark  | 18+6=24   | 19        | 19        | 28        | 23        | 20+4=24   |           |           |             |                    |
| Natalie/Alec  | 19+8=27   | 21        | 26        | 24        | 22        |           |           |           |             |                    |
| Chuck/Anna    | 16+6=22   | 19        | 17        | 17        |           |           |           |           |             |                    |
| Debie/Maksim  | 16+6=22   | 21        | 17        |           |           |           |           |           |             |                    |
| Tom/Cheryl    | 16+4=20   | 18        | 15        |           |           |           |           |           |             |                    |
| Kathy/Tony    | 16+4=20   | 18        |           |           |           |           |           |           |             |                    |
| Macy/Jonathan | 15+4=19   |           |           |           |           |           |           |           |             |                    |
| Ashley/Edyta  | 15+4=19   |           |           |           |           |           |           |           |             |                    |

#### Danças
| Casal         | 1ª Semana                  | 2ª Semana | 3ª Semana | 4ª Semana        | 5ª Semana       | 6ª Semana                     | 7ª Semana                           | 8ª Semana                        | 9ª Semana                           | 10ª Semana: Finais                                            |
| ------------- | -------------------------- | --------- | --------- | ---------------- | --------------- | ----------------------------- | ----------------------------------- | -------------------------------- | ----------------------------------- | ------------------------------------------------------------- |
| Donny/Kym     | Foxtrot/Salsa              | Jive      | Rumba     | Charleston       | Tango Argentino | Jitterbug/Maratona de Mambo   | Quickstep & Tango Argentino (Grupo) | Valsa Vienense & 80’s Paso Doble | Tango, Samba & Jitterbug            | Cha Cha Cha, Megamix Chalenge, Freestyle & Tango Argentino    |
| Mya/Dmitry    | Valsa Vienense/Cha Cha Cha | Jive      | Rumba     | Lambada          | Tango Argentino | Jitterbug/Maratona de Mambo   | Foxtrot & Paso Doble (Grupo)        | Quickstep & 70’s Samba           | Valsa Lenta, Salsa & Cha Cha Cha    | Paso Doble, Megamix Chalenge, Freestyle & Jive                |
| Kelly/Louis   | Valsa Vienense/Cha Cha Cha | Tango     | Samba     | Charleston       | Paso Doble      | Jitterbug/Maratona de Mambo   | Salsa & Tango Argentino (Grupo)     | Foxtrot & 60’s Jive              | Rumba, Quickstep & Cha Cha Cha      | Tango Argentino, Megamix Chalenge, Freestyle & Valsa Vienense |
| Joanna/Derek  | Salsa/Foxtrot              | Jive      | Samba     | Lambada          | Tango Argentino | Valsa Lenta/Maratona de Mambo | Rumba & Tango Argentino (Grupo)     | Quickstep & Paso Doble Futurista | Valsa Vienense, Cha Cha Cha & Salsa |                                                               |
| Aaron/karina  | Cha Cha Cha/Valsa Vienense | Quickstep | Rumba     | Lambada          | Tango Argentino | Valsa Lenta/Maratona de Mambo | Jive & Paso Doble (Grupo)           | Foxtrot & 90’s Samba             |                                     |                                                               |
| Mark/Lacey    | Cha Cha Cha/Valsa Vienense | Quickstep | Rumba     | Country Two-Step | Paso Doble      | Jitterbug/Maratona de Mambo   | Samba & Paso Doble (Grupo)          |                                  |                                     |                                                               |
| Michael/Anna  | Cha Cha Cha/Valsa Vienense | Quickstep | Samba     | Bolero           | Paso Doble      | Valsa Lenta/Maratona de Mambo | Foxtrot & Paso Doble (Grupo)        |                                  |                                     |                                                               |
| Louie/Chelsie | Foxtrot/Salsa              | Jive      | Rumba     | Country Two-Step | Tango Argentino | Jitterbug/Maratona de Mambo   |                                     |                                  |                                     |                                                               |
| Melissa/Mark  | Valsa Vienense/Cha Cha Cha | Jive      | Samba     | Charleston       | Tango Argentino | Valsa Lenta/Maratona de Mambo |                                     |                                  |                                     |                                                               |
| Natalie/Alec  | Salsa/Foxtrot              | Quickstep | Rumba     | Bolero           | Paso Doble      |                               |                                     |                                  |                                     |                                                               |
| Chuck/Anna    | Foxtrot/Salsa              | Tango     | Samba     | Country Two-Step |                 |                               |                                     |                                  |                                     |                                                               |
| Denie/Maksim  | Salsa/Foxtrot              | Tango     | Samba     |                  |                 |                               |                                     |                                  |                                     |                                                               |
| Tom/Cheryl    | Cha Cha Cha/Valsa Vienense | Tango     | Samba     |                  |                 |                               |                                     |                                  |                                     |                                                               |
| Kathy/Tony    | Salsa/Foxtrot              | Quickstep |           |                  |                 |                               |                                     |                                  |                                     |                                                               |
| Macy/Jonathan | Valsa Vienense/Cha Cha Cha |           |           |                  |                 |                               |                                     |                                  |                                     |                                                               |
| Ashley/Edyta  | Foxtrot/Salsa              |           |           |                  |                 |                               |                                     |                                  |                                     |                                                               |

### 10ª temporada
O DWTS 10 estreou nos Estados Unidos no dia 22 de março de 2010 em com apresentação em apenas 1 noite. Dessa vez 11 casais estavam na disputa. Na primeira semana não houve eliminação. Todos os casais retornaram na semana seguinte com uma nova dança, as notas da primeira e da segunda semana se somaram e no dia seguintes teve a primeira liminação da temporada. Nicole Scherzinger e seu parceiro Derek Hough são os vencedores da temporada.

#### Participantes
| Celebridade        | Ocupação                            | Profissional        | Posição                            |
| ------------------ | ----------------------------------- | ------------------- | ---------------------------------- |
| Nicole Scherzinger | Cantora do grupo The Pussycat Dolls | Derek Hough         | 1º Lugar Campeões em 25 de Maio    |
| Evan Lysacek       | Patinador de gelo                   | Anna Trebunskaya    | 2º Lugar Eliminado em 25 de Maio   |
| Erin Andrews       | Reporter da ESPN                    | Maksim Chmerkovskiy | 3º Lugar Eliminada em 25 de Maio   |
| Chad Ochocinco     | Jogador de futebol americano        | Cheryl Burke        | 4º Lugar Eliminado em 18 de Maio   |
| Niecy Nash         | Atriz e apresentadora de TV         | Louis Van Amstel    | 5º Lugar Eliminada em 11 de Maio   |
| Pamela Anderson    | Modelo e atriz de Baywatch          | Damian Whitewood    | 6º Lugar Eliminado em 4 de Abril   |
| Jake Pavelka       | The Bachelor                        | Chelsie Hightower   | 7º Lugar Eliminado em 27 de Abril  |
| Kate Gosselin      | Reallity Show                       | Tony Dovolani       | 8º Lugar Eliminado em 20 de Abril  |
| Aiden Turner       | Ator                                | Edyta Sliwinska     | 9º Lugar Eliminado em 13 de Abril  |
| Buzz Aldrin        | Astronauta                          | Ashly Costa         | 10º Lugar Eliminado em 6 de Abril  |
| Shannen Doherty    | Atriz de Barrados no Bailee Charmed | Mark Ballas         | 11º Lugar Eliminada em 30 de Março |

#### Pontuação
| Casal         | 1ª Semana | 2ª Semana | 3ª Semana | 4ª Semana | 5ª Semana | 6ª Semana | 7ª Semana | 8ª Semana | 9ª Semana | 10ª Semana: Finais |
| ------------- | --------- | --------- | --------- | --------- | --------- | --------- | --------- | --------- | --------- | ------------------ |
| Nicole/Derek  | 25        | 28        | 23        | 25+25=50  | 29        | 26+10=36  | 27+27=54  | 29+30=59  | 30+29=59  | 28+27+30+30=115    |
| Evan/Anna     | 23        | 24        | 26        | 26+26=52  | 27        | 21+6=27   | 30+24=54  | 27+26=53  | 29+30=59  | 28+24+28+28=108    |
| Erin/Maksim   | 21        | 21        | 23        | 18+21=39  | 22        | 25+9=34   | 27+24=51  | 28+25=53  | 27+29=56  | 29+26+26+-=81      |
| Chad/Cheryl   | 18        | 26        | 20        | 21+23=44  | 18        | 24+7=31   | 25+27=52  | 21+24=45  | 27+25=52  |                    |
| Niece/Louis   | 18        | 21        | 21        | 18+18=36  | 18        | 21+5=26   | 25+24=49  | 23+20=43  |           |                    |
| Pamela/Damian | 21        | 22        | 21        | 23+24=47  | 21        | 22+8=30   | 24+27=51  |           |           |                    |
| Jake/Chelsie  | 20        | 20        | 21        | 19+19=38  | 23        | 21+4=25   |           |           |           |                    |
| Kate/Tony     | 16        | 15        | 15        | 14+18=32  | 15        |           |           |           |           |                    |
| Aiden/Edyta   | 15        | 19        | 20        | 15+18=33  |           |           |           |           |           |                    |
| Buz/Ashly     | 14        | 12        | 13        |           |           |           |           |           |           |                    |
| Shannen/Mark  | 18        | 20        |           |           |           |           |           |           |           |                    |

#### Danças
| Casal         | 1ª Semana      | 2ª Semana | 3ª Semana   | 4ª Semana | 5ª Semana   | 6ª Semana               | 7ª Semana                                    | 8ª Semana                           | 9ª Semana                     | 10ª Semana: Finais                                     |
| ------------- | -------------- | --------- | ----------- | --------- | ----------- | ----------------------- | -------------------------------------------- | ----------------------------------- | ----------------------------- | ------------------------------------------------------ |
| Nicole/Derek  | Valsa Vienense | Jive      | Quickstep   | Rumba     | Tango       | Samba & Swing           | Valsa Lenta & Cha Cha Cha (Grupo Gaga)       | Foxtrot & ‘50s Paso Doble           | Tango Argentino & Cha Cha Cha | Rumba, Freestyle, Tango Argentino & Jive               |
| Evan/Anna     | Valsa Vienense | Jive      | Quickstep   | Tango     | Rumba       | Samba & Swing           | Tango Argentino & Cha Cha Cha (Grupo Madona) | Valsa Lenta & Cha Cha Cha Futurista | Foxtrot & Paso Doble          | Valsa Vienense, Freestyle, Tango Argentino & Quickstep |
| Erin/Maksim   | Cha Cha Cha    | Foxtrot   | Valsa Lenta | Tango     | Jive        | Samba & Swing           | Quickstep & Cha Cha Cha (Grupo Madona)       | Tango Argentino & ‘80s Rumba        | Valsa Vienense & Paso Doble   | Samba, Freestyle, Tango Argentino & Cha Cha Cha        |
| Chad/Cheryl   | Cha Cha Cha    | Foxtrot   | Paso Doble  | Rumba     | Quickstep   | Tango Argentino & Swing | Valsa Vienense & Cha Cha Cha (Grupo Gaga)    | Tango& ‘60s Jive                    | Valsa Lenta & Samba           |                                                        |
| Niece/Louis   | Cha Cha Cha    | Foxtrot   | Valsa Lenta | Rumba     | Jive        | Tango Argentino & Swing | Quickstep & Cha Cha Cha (Grupo Madona)       | Valsa Vienense & ‘90s Paso Doble    |                               |                                                        |
| Pamela/Damian | Cha Cha Cha    | Foxtrot   | Paso Doble  | Rumba     | Quickstep   | Tango Argentino & Swing | Valsa Lenta & Cha Cha Cha (Grupo Gaga)       |                                     |                               |                                                        |
| Jake/Chelsie  | Valsa Vienense | Jive      | Quickstep   | Tango     | Cha Cha Cha | Samba & Swing           |                                              |                                     |                               |                                                        |
| Kate/Tony     | Valsa Vienense | Jive      | Paso Doble  | Tango     | Foxtrot     |                         |                                              |                                     |                               |                                                        |
| Aiden/Edyta   | Cha Cha Cha    | Foxtrot   | Quickstep   | Rumba     |             |                         |                                              |                                     |                               |                                                        |
| Buz/Ashly     | Cha Cha Cha    | Foxtrot   | Valsa Lenta |           |             |                         |                                              |                                     |                               |                                                        |
| Shannen/Mark  | Valsa Vienense | Jive      |             |           |             |                         |                                              |                                     |                               |                                                        |

### 11ª temporada
A 11ª temporada de DWTS retornou nos Estados Unidos no dia 20 de setembro de 2010. O elenco foi anunciado durante o episódio de Bachelor Pad do dia 30 de agosto de 2010 em uma entrevista coletiva ao vivo, que incluiu uma sessão de perguntas e respostas com o anfitrião Tom Bergeron, a co-anfitriã Brooke Burke e o novo elenco. Esta temporada contará 12 participantes. Os casais foram oficialmente anunciados 01 de setembro de 2010 (no entanto, alguns casais foram anunciados no dia anterior por meio de uma entrevista no programaGood Morning America). O profissional Corky Ballas retorna ao programa pela primeira vez desde a 7ª temporada. Esta é a primeira temporada sem novos bailarinos profissionais, cada um dos 12 profissionais já apareceu em pelo menos uma temporada anterior. Edyta Sliwinska, aúnica profissional que havia participado de todas as temporadas do programa, não retornou nesta temporada.
Várias mudanças foram introduzidas nesta temporada, incluindo uma semana em que os casais tinham que uma história; uma semana Acústica, em que os casais realizaram ou a Rumba ou o tango Argentino, enquanto o público foi trazido para mais perto da pista de dança, que ficou circular e foi elevada; uma Semana com temas de TV e uma semana “Rock n ‘Roll”.

#### Participantes
| Celebridade                     | Ocupação                   | Profissional        | Posição                               |
| ------------------------------- | -------------------------- | ------------------- | ------------------------------------- |
| Jennifer Grey                   | Atriz Dirty Dancing        | Derek Hough         | 1º Lugar Campeões em 23 de Novembro   |
| Kyle Massey                     | Ator do Disney Channel     | Lacey Schwimmer     | 2º Lugar Eliminado em 23 de Novembro  |
| Bristol Palin                   | Ativista                   | Mark Ballas         | 3º Lugar Eliminado em 23 de Novembro  |
| Brandy                          | Atriz e Cantora            | Maksim Chmerkovskiy | 4º Lugar Eliminado em 16 de Novembro  |
| Kurt Warner                     | Quarterback da NFL         | Anna Trebunskaya    | 5º Lugar Eliminado em 9 de Novembro   |
| Rick Fox                        | Jogador de Basquete da NBA | Cheryl Burke        | 6º Lugar Eliminado em 2 de Novembro   |
| Audrina Patridge                | Atriz de The Hills         | Tony Dovolani       | 7º Lugar Eliminado em 26 de Outubro   |
| Florence Henderson              | Cantora e Atriz            | Corky Ballas        | 8º Lugar Eliminado em 19 de Outubro   |
| Mike "The Situation" Sorrentino | Reallity Show              | Karina Smirnoff     | 9º Lugar Eliminado em 12 de Outubro   |
| Margaret Cho                    | Comediante e Atriz         | Louis van Amstel    | 10º Lugar Eliminado em 3 de Outubro   |
| Michael Bolton                  | Cantor                     | Chelsie Hightower   | 11º Lugar Eliminado em 28 de Setembro |
| David Hasselhoff                | Ator de SOS Malibu         | Kym Johnson         | 12º Lugar Eliminada em 21 de Setembro |

#### Pontuação
| Casal           | 1ª Semana | 2ª Semana | 3ª Semana | 4ª Semana | 5ª Semana | 6ª Semana | 7ª Semana | 8ª Semana | 9ª Semana | 10ª Semana:Finais |
| --------------- | --------- | --------- | --------- | --------- | --------- | --------- | --------- | --------- | --------- | ----------------- |
| Jennifer/Derek  | 24        | 24        | 24        | 27+29=56  | 25        | 20+9=29   | 27+37=64  | 27+30=57  | 30+30=60  | 30+30+30+28=118   |
| Kyle/Lacey      | 23        | 22        | 23        | 18+22=40  | 20        | 23+7=30   | 24+35=59  | 27+29=56  | 29+29=58  | 27+29+26+28=110   |
| Bristol/Mark    | 18        | 22        | 19        | 18+14=32  | 18        | 23+5=28   | 24+33=57  | 24+23=47  | 27+26=53  | 27+25+25+27=104   |
| Brandy/Maks     | 23        | 21        | 24        | 22+26=48  | 27        | 26+10=36  | 27+37=64  | 29+28=57  | 27+30=57  |                   |
| Kurt/Anna       | 19        | 21        | 23        | 15+19=34  | 24        | 18+4=22   | 27+34=61  | 24+24=48  |           |                   |
| Rick /Cheryl    | 22        | 21        | 24        | 19+20=39  | 24        | 24+6=30   | 24+37=61  |           |           |                   |
| Audrina/Tony    | 19        | 23        | 26        | 24+22=46  | 23        | 24+8=32   |           |           |           |                   |
| Florence/Corky  | 18        | 19        | 20        | 17+18=35  | 21        |           |           |           |           |                   |
| Mike/Karina     | 15        | 18        | 20        | 12+16=28  |           |           |           |           |           |                   |
| Margaret/Louis  | 15        | 18        | 18        |           |           |           |           |           |           |                   |
| Michael/Chelsie | 16        | 12        |           |           |           |           |           |           |           |                   |
| David/Kym       | 15        |           |           |           |           |           |           |           |           |                   |

#### Danças
| Casal           | 1ª Semana      | 2ª Semana | 3ª Semana   | 4ª Semana       | 5ª Semana | 6ª Semana  | 7ª Semana                            | 8ª Semana                 | 9ª Semana                    | 10ª Semana: Finais                                  |
| --------------- | -------------- | --------- | ----------- | --------------- | --------- | ---------- | ------------------------------------ | ------------------------- | ---------------------------- | --------------------------------------------------- |
| Jennifer/Derek  | Valsa Vienense | Jive      | Samba       | Tango Argentino | Foxtrot   | Paso Doble | Cha Cha Cha (Grupo) & Tango          | Quickstep & Rumba         | Cha Cha Cha & Valsa Lenta    | Paso Doble, Freestyle, Valsa Vienense & Cha Cha Cha |
| Kyle/Lacey      | Cha Cha Cha    | Quickstep | Valsa Lenta | Rumba           | Foxtrot   | Tango      | Cha Cha Cha (Grupo) & Paso Doble     | Valsa Vienense & Jive     | Samba & Tango Argentino      | Foxtrot, Freestyle, Tango & Cha Cha Cha             |
| Bristol/Mark    | Cha Cha Cha    | Quickstep | Foxtrot     | Rumba           | Jive      | Tango      | Cha Cha Cha (Grupo) & Valsa Vienense | Tango Argentino & Samba   | Paso Doble & Valsa Lenta     | Jive, Freestyle, Tango & Cha Cha Cha                |
| Brandy/Maks     | Valsa Vienense | Jive      | Samba       | Rumba           | Quickstep | Tango      | Cha Cha Cha (Grupo) & Foxtrot        | Valsa Lenta & Cha Cha Cha | Paso Doble & Tango Argentino |                                                     |
| Kurt/Anna       | Valsa Vienense | Jive      | Foxtrot     | Rumba           | Quickstep | Paso Doble | Cha Cha Cha (Grupo) & Tango          | Valsa Lenta & Cha Cha Cha |                              |                                                     |
| Rick/Cheryl     | Valsa Vienense | Jive      | Samba       | Tango Argentino | Rumba     | Tango      | Cha Cha Cha (Grupo) & Quickstep      |                           |                              |                                                     |
| Audrina/Tony    | Cha Cha Cha    | Quickstep | Valsa Lenta | Tango Argentino | Rumba     | Paso Doble |                                      |                           |                              |                                                     |
| Florence/Corky  | Cha Cha Cha    |           | Valsa Lenta | Rumba           | Tango     |            |                                      |                           |                              |                                                     |
| Mike/Karina     | Cha Cha Cha    | Quickstep | Foxtrot     | Tango Argentino |           |            |                                      |                           |                              |                                                     |
| Margaret/Louis  | Valsa Vienense | Jive      | Samba       |                 |           |            |                                      |                           |                              |                                                     |
| Michael/Chelsie | Valsa Vienense | Jive      |             |                 |           |            |                                      |                           |                              |                                                     |
| David/Kym       | Cha Cha Cha    |           |             |                 |           |            |                                      |                           |                              |                                                     |

### 12ª temporada
A 12ª temporada de DWTS retornou nos Estados Unidos no dia 21 de março de 2011. O elenco mais uma vez foi revelado durante o episódio de Bachelor Pad do dia 28 de fevereiro de 2011 em uma entrevista coletiva ao vivo, que incluiu uma sessão de perguntas e respostas com o anfitrião Tom Bergeron, a co-anfitriã Brooke Burke e o novo elenco.Carrie Ann Inaba, Bruno Tonioli, e Len Goodman continuarão como juízes do programa. Essa temporada contará com 11 participantes. Os casais foram oficialmente anunciados no dia 01 de março de 2011. O profissional Derek Hough, que é o atual campeão e o único com 3 troféus, não vai voltar para esta temporada pois estará filmando seu primeiro filme, mas ele e os produtores do programa garantem sua volta para 13ª temporada. Romeo é o primeiro competidor que desistiu devido a uma lesão, antes de sua primeira temporada ir ao ar (ele participaria da 2ª temporada), que volta ao programa para competir novamente.

#### Participantes
| Celebridade       | Ocupação                          | Profissional        | Posição                            |
| ----------------- | --------------------------------- | ------------------- | ---------------------------------- |
| Hines Ward        | Jogador de futebol americano      | Kym Johnson         | 1º Lugar Campeões em 24 de Maio    |
| Kirstie Alley     | Atriz                             | Maksim Chmerkovskiy | 2º Lugar Eliminado em 24 de Maio   |
| Chelsea Kane      | Atriz e Cantora do Disney Channel | Mark Ballas         | 3º Lugar Eliminada em 24 de Maio   |
| Ralph Macchio     | Ator                              | Karina Smirnoff     | 4º Lugar Eliminado em 17 de maio   |
| Romeo Miller      | Rapper                            | Chelsie Hightower   | 5º Lugar Eliminado em 10 de maio   |
| Kendra Wilkinson  | Modelo da Playboy                 | Louis van Amstel    | 6º Lugar Eliminado em 3 de maio    |
| Chris Jericho     | Lutador de WWE                    | Cheryl Burke        | 7º Lugar Eliminado em 26 de abril  |
| Petra Němcová     | modelo tcheca                     | Dmitry Chaplin      | 8º Lugar Eliminada em 19 de abril  |
| Sugar Ray Leonard | pugilista                         | Anna Trebunskaya    | 9º Lugar Eliminado em 12 de abril  |
| Wendy Williams    | Apresentadora                     | Tony Dovolani       | 10º Lugar Eliminada em 5 de abril  |
| Mike Catherwood   | Apresentador de rádio             | Lacey Schwimmer     | 11º Lugar Eliminado em 29 de Março |

#### Pontuação
| Casal          | 1ª Semana | 2ª Semana | 3ª Semana | 4ª Semana | 5ª Semana | 6ª Semana | 7ª Semana | 8ª Semana | 9ª Semana   | 10ª Semana:Finais |
| -------------- | --------- | --------- | --------- | --------- | --------- | --------- | --------- | --------- | ----------- | ----------------- |
| Hines/Kym      | 21        | 23        | 25        | 25        | 27        | 27        | 30+36=66  | 28+26=54  | 30+30+0=60  | 29+30+30=89       |
| Kristie/Maks   | 23        | 20        | 21        | 22        | 23        | 26        | 30+30=60  | 28+25=53  | 27+27+0=54  | 27+27+30=84       |
| Chelsea/Mark   | 21        | 18        | 23        | 26        | 26        | 28        | 30+34=64  | 29+26=55  | 28+30+15=73 | 29+30+30=89       |
| Ralph/Karina   | 24        | 21        | 21        | 25        | 22        | 24        | 30+36=66  | 25+21=46  | 25+23+0=48  |                   |
| Romeo/Chelsie  | 19        | 23        | 20        | 23        | 26        | 28        | 30+30=60  | 27+25=52  |             |                   |
| Kendra/Louis   | 18        | 19        | 23        | 18        | 22        | 25        | 30+31=61  |           |             |                   |
| Chris/Cheryl   | 19        | 23        | 21        | 23        | 26        | 22        |           |           |             |                   |
| Petra/ Dmitry  | 18        | 18        | 25        | 23        | 22        |           |           |           |             |                   |
| Sugar Ray/Anna | 17        | 17        | 20        | 21        |           |           |           |           |             |                   |
| Wendy/Tony     | 14        | 17        | 15        |           |           |           |           |           |             |                   |
| Mike/Lacey     | 13        | 17        |           |           |           |           |           |           |             |                   |

#### Danças
| Casal          | 1ª Semana   | 2ª Semana | 3ª Semana   | 4ª Semana      | 5ª Semana      | 6ª Semana      | 7ª Semana                        | 8ª Semana                     | 9ª Semana                   | 10ª Semana: Finais                |
| -------------- | ----------- | --------- | ----------- | -------------- | -------------- | -------------- | -------------------------------- | ----------------------------- | --------------------------- | --------------------------------- |
| Hines/Kym      | Cha Cha Cha | Quickstep | Samba       | Paso Doble     | Rumba          | Valsa Vienense | Cha Cha Cha (Grupo) & Tango      | Foxtrot & Jive                | Tango Argentino & Salsa     | Quickstep, Freestyle & Samba      |
| Kristie/Maks   | Cha Cha Cha | Quickstep | Rumba       | Valsa Lenta    | Foxtrot        | Samba          | Cha Cha Cha (Grupo) & Jive       | Tango Argentino & Cha Cha Cha | Valsa Vienense & Paso Doble | Samba, Freestyle & Cha Cha Cha    |
| Chelsea/Mark   | Foxtrot     | Jive      | Cha Cha Cha | Valsa Vienense | Samba          | Quickstep      | Cha Cha Cha (Grupo) & Paso Doble | Valsa Lenta & Salsa           | Tango Argentino & Rumba     | Samba, Freestyle & Valsa Vienense |
| Ralph/Karina   | Foxtrot     | Jive      | Rumba       | Valsa Lenta    | Samba          | Paso Doble     | Cha Cha Cha (Grupo) & Quickstep  | Valsa Vienense & Cha Cha Cha  | Tango Argentino & Salsa     |                                   |
| Romeo/Chelsie  | Cha Cha Cha | Quickstep | Rumba       | Paso Doble     | Foxtrot        | Valsa Lenta    | Cha Cha Cha (Grupo) &Samba       | Tango & Salsa                 |                             |                                   |
| Kendra/Louis   | Cha Cha Cha | Quickstep | Rumba       | Valsa Vienense | Foxtrot        | Samba          | Cha Cha Cha (Grupo) & Tango      |                               |                             |                                   |
| Chris/Cheryl   | Cha Cha Cha | Quickstep | Rumba       | Paso Doble     | Valsa Vienense | Tango          |                                  |                               |                             |                                   |
| Petra/ Dmitry  | Foxtrot     | Jive      | Valsa Lenta | Paso Doble     | Quickstep      |                |                                  |                               |                             |                                   |
| Sugar Ray/Anna | Foxtrot     | Jive      | Paso Doble  | Valsa Vienense |                |                |                                  |                               |                             |                                   |
| Wendy/Tony     | Cha Cha Cha | Quickstep | Foxtrot     |                |                |                |                                  |                               |                             |                                   |
| Mike/Lacey     | Foxtrot     | Jive      |             |                |                |                |                                  |                               |                             |                                   |

### 13ª temporada
A 13ª temporada de DWTS retornou nos Estados Unidos no dia 19 de setembro de 2011. O elenco foi revelado novamente durante o episódio de Bachelor Pad do dia 31 de agosto de 2011 em uma entrevista coletiva ao vivo, que incluiu uma sessão de perguntas e respostas com o anfitrião Tom Bergeron, a co-anfitriã Brooke Burke e o novo elenco. Carrie Ann Inaba, Bruno Tonioli, e Len Goodman continuarão como juízes do programa. Essa temporada contará com 12 participantes. Os casais foram oficialmente anunciados no dia 02 de setembro de 2011 2011 durante o programa Good Morning America. O profissional Derek Hough, que é o único com 3 troféus, estrará de volta esta temporada. Valentin Chmerkovskiy irmão de Maksim Chmerkovskiy também vai estar competindo como profissional.Peta Murgatroyd e Tristan MacManus, da trupe da última temporada, também vão competir como parceiros profissionaispela primeira vez. Louis van Amstel não estará competindo com um parceiro de celebridades, mas estará participando de um novo segmento chamado “Ballroom Battles”. Ryan O'Neal estava pensando em competir, mas não pode participar pois foi submetido a uma recente cirurgia no joelho e assim CarsonKressley entrou em cena para substituí-lo. O'Neal tem esperanças de competir numa futura temporada.

#### Participantes
| Celebridade        | Ocupação              | Profissional          | Posição                               |
| ------------------ | --------------------- | --------------------- | ------------------------------------- |
| J.R. Martinez      | Ator e Ex-Soldado     | Karina Smirnoff       | 1º Lugar Campeões em 22 de Novembro   |
| Rob Kardashian     | Reality Show          | Cheryl Burke          | 2º Lugar Eliminado em 22 de Novembro  |
| Ricki Lake         | Atriz e Apresentadora | Derek Hough           | 3º Lugar Eliminado em 22 de Novembro  |
| Hope Solo          | Jogadora de Futebol   | Maksim Chmerkovskiy   | 4º Lugar Eliminado em 15 de Novembro  |
| Nancy Grace        | Apresentadora         | Tristan MacManus      | 5º Lugar Eliminado em 8 de Novembro   |
| David Arquette     | Ator                  | Kym Johnson           | 6º Lugar Eliminado em 1 de Novembro   |
| Chaz Bono          | Ativista Transexual   | Lacey Schwimmer       | 7º Lugar Eliminado em 25 de Outubro   |
| Carson Kressley    | Designer e Estilista  | Anna Trebunskaya      | 8º Lugar Eliminado em 18 de Outubro   |
| Chynna Phillips    | Cantora               | Tony Dovolani         | 9º Lugar Eliminado em 11 de Outubro   |
| Kristin Cavallari  | Atriz de The Hills    | Mark Ballas           | 10º Lugar Eliminado em 04 de Outubro  |
| Elisabetta Canalis | Modelo e Atriz        | Valentin Chmerkovskiy | 11º Lugar Eliminado em 27 de Setembro |
| Ron Artest         | Jogador da NBA        | Peta Murgatroyd       | 12º Lugar Eliminado em 20 de Setembro |

#### Pontuação
| Casal          | 1ª Semana | 2ª Semana | 3ª Semana | 4ª Semana | 5ª Semana | 6ª Semana | 7ª Semana    | 8ª Semana    | 9ª Semana         | 10ª Semana:Finais       |
| -------------- | --------- | --------- | --------- | --------- | --------- | --------- | ------------ | ------------ | ----------------- | ----------------------- |
| JR/Karina      | 22        | 22        | 26        | 26        | 28        | 29        | 25 + 23 = 48 | 30 + 30 = 60 | 23 + 27 + 6 = 53  | 24 + 30 + 28 + 30 = 112 |
| Rob/Cheryl     | 16        | 21        | 24        | 23        | 25        | 22        | 25 + 26 = 51 | 27 + 24 = 51 | 28 + 27 + 10 = 65 | 27 + 30 + 26 + 30 = 113 |
| Ricki/Derek    | 20        | 23        | 27        | 29        | 24        | 29        | 27+26 = 53   | 28 + 24 = 52 | 30 + 29 + 8 = 67  | 27 + 27 + 30 = 84       |
| Hope/Maks      | 21        | 19        | 24        | 24        | 24        | 20        | 24 + 23 = 47 | 27 + 25 = 52 | 21+ 24 + 4 = 49   |                         |
| Nancy/Tristan  | 16        | 21        | 21        | 21        | 22        | 24        | 21 + 23 = 44 | 24 + 20 = 44 |                   |                         |
| David/Kym      | 18        | 18        | 24        | 23        | 25        | 23        | 24 + 23 = 47 |              |                   |                         |
| Chaz/Lacey     | 17        | 17        | 18        | 21        | 21        | 19        |              |              |                   |                         |
| Carson/Anna    | 17        | 18        | 23        | 20        | 19        |           |              |              |                   |                         |
| Chynna/Tony    | 22        | 21        | 26        | 21        |           |           |              |              |                   |                         |
| Kristin/Mark   | 19        | 22        | 24        |           |           |           |              |              |                   |                         |
| Elesibetta/Val | 15        | 21        |           |           |           |           |              |              |                   |                         |
| Ron/Peta       | 14        |           |           |           |           |           |              |              |                   |                         |

#### Danças
| Casal          | 1ª Semana      | 2ª Semana | 3ª Semana   | 4ª Semana      | 5ª Semana | 6ª Semana                   | 7ª Semana                       | 8ª Semana          | 9ª Semana                                       | 10ª Semana: Finais                      |
| -------------- | -------------- | --------- | ----------- | -------------- | --------- | --------------------------- | ------------------------------- | ------------------ | ----------------------------------------------- | --------------------------------------- |
| JR/Karina      | Valsa Vienense | Jive      | Rumba       | Foxtrot        | Samba     | Quickstep                   | Tango & Tango (Grupo)           | Valsa Lenta & Jive | Paso Doble, Tango Argentino & Cha Cha Cha Relay | Cha Cha Cha, Freestyle, Jive & Samba    |
| Rob/Cheryl     | Valsa Vienense | Jive      | Foxtrot     | Paso Doble     | Rumba     | Cha Cha Cha                 | Tango & Paso Doble (Grupo)      | Quickstep & Jive   | Samba, Tango Argentino & Cha Cha Cha Relay      | Valsa Lenta, Freestyle, Foxtrot & Samba |
| Ricki/Derek    | Valsa Vienense | Jive      | Rumba       | Tango          | Foxtrot   | Quickstep                   | Paso Doble & Paso Doble (Grupo) | Valsa Lenta & Jive | Samba, Tango Argentino & Cha Cha Cha Relay      | Cha Cha Cha, Freestyle & Tango          |
| Hope/Maks      | Valsa Vienense | Jive      | Cha Cha Cha | Foxtrot        | Tango     | Rumba                       | Samba & Paso Doble (Grupo)      | Quickstep & Jive   | Paso Doble, Tango Argentino & Cha Cha Cha Relay |                                         |
| Nancy/Tristan  | Cha Cha Cha    | Quickstep | Valsa Lenta | Paso Doble     | Rumba     | Foxtrot                     | Jive & Tango (Grupo)            | Tango & Jive       |                                                 |                                         |
| David/Kym      | Valsa Vienense | Rumba     | Paso Doble  | Tango          | Quickstep | Cha Cha Cha & Tango (Grupo) |                                 |                    |                                                 |                                         |
| Chaz/Lacey     | Cha Cha Cha    | Quickstep | Rumba       | Paso Doble     | Samba     | Tango                       |                                 |                    |                                                 |                                         |
| Carson/Anna    | Cha Cha Cha    | Quickstep | Tango       | Valsa Vienense | Jive      |                             |                                 |                    |                                                 |                                         |
| Chynna/Tony    | Valsa Vienense | Jive      | Rumba       | Tango          |           |                             |                                 |                    |                                                 |                                         |
| Kristin/Mark   | Cha Cha Cha    | Quickstep | Samba       |                |           |                             |                                 |                    |                                                 |                                         |
| Elesibetta/Val | Cha Cha Cha    | Quickstep |             |                |           |                             |                                 |                    |                                                 |                                         |
| Ron/Peta       | Cha Cha Cha    |           |             |                |           |                             |                                 |                    |                                                 |                                         |

### 14ª temporada
A 14ª temporada de DWTS retornou nos Estados Unidos no dia 19 de março de 2012. O O novo elenco foi revelado no dia 28 de fevereiro de 2012 no programa. Good Morning America em uma entrevista coletiva ao vivo, que incluiu uma sessão de perguntas e respostas com o anfitrião Tom Bergeron, a co-anfitriã Brooke Burke e o novo elenco. Carrie Ann Inaba, Bruno Tonioli, e Len Goodman continuarão como juízes do programa. Essa temporada contará com 12 participantes. Todos os profissionais que disputaram a 13ª Temporada retornaram, com exceção de Lacey Schwimmer. No seu lugar retornará a profissional Chelsie Hightower.

#### Participantes
| Celebridade         | Ocupação                                       | Profissional          | Posição                            |
| ------------------- | ---------------------------------------------- | --------------------- | ---------------------------------- |
| Donald Driver       | Jogador de Futebol Americano Green Bay Packers | Peta Murgatroyd       | 1º Lugar Campeões em 22 de Maio    |
| Katherine Jenkins   | Cantora de Opera                               | Mark Ballas           | 2º Lugar Eliminado em 22 de Maio   |
| William Levy        | Ator                                           | Cheryl Burke          | 3º Lugar Eliminado em 22 de Maio   |
| Maria Menounos      | Apresentadora                                  | Derek Hough           | 4º Lugar Eliminado em 15 de Maio   |
| Melissa Gilbert     | Atriz                                          | Maksim Chmerkovskiy   | 5º Lugar Eliminado em 8 de Maio    |
| Roshon Fegan        | Ator da Disney                                 | Chelsie Hightower     | 6º Lugar Eliminado em 8 de Maio    |
| Jaleel White        | Ator                                           | Kym Johnson           | 7º Lugar Eliminado em 1 de Maio    |
| Gladys Knight       | Cantora                                        | Tristan MacManus      | 8º Lugar Eliminado em 24 de Abril  |
| Gavin DeGraw        | Cantor                                         | Karina Smirnoff       | 9º Lugar Eliminado em 17 de Abril  |
| Sherri Shepherd     | Atriz e Apresentadora de TV                    | Valentin Chmerkovskiy | 10º Lugar Eliminado em 10 de Abril |
| Jack Wagner         | Ator e Cantor                                  | Anna Trebunskaya      | 11º Lugar Eliminado em 2 de Abril  |
| Martina Navratilova | Jogadora de Tenis                              | Tony Dovolani         | 12º Lugar Eliminada em 27 de Março |

#### Pontuação
| Casal          | 1ª Semana | 2ª Semana | 3ª Semana | 4ª Semana | 5ª Semana | 6ª Semana | 7ª Semana    | 8ª Semana    | 9ª Semana    | 10ª Semana:Finais |
| -------------- | --------- | --------- | --------- | --------- | --------- | --------- | ------------ | ------------ | ------------ | ----------------- |
| Donald/Peta    | 21        | 24        | 26        | 27        | 27        | 27        | 27 + 26 = 53 | 27 + 28 = 55 | 28 + 29 = 57 | 29 + 30 + 30 = 89 |
| Katherine/Mark | 26        | 26        | 29        | 24        | 29        | 29        | 27 + 27 = 54 | 26+ 29 = 55  | 29 + 27 = 56 | 30 + 30 + 30 = 90 |
| William/Cheryl | 24        | 25        | 28        | 22        | 29        | 27        | 27+26 = 53   | 30 + 27 = 57 | 28 + 30 = 58 | 30 + 29 + 30 = 89 |
| Maria/Derek    | 21        | 25        | 27        | 26        | 27        | 26        | 30 + 27 = 57 | 28 + 25 = 53 | 30+ 29 = 59  |                   |
| Melissa/Maks   | 20        | 20        | 24        | 22        | 21        | 24        | 21 + 26 = 47 | 24 + 27 = 51 |              |                   |
| Roshon/Chelsie | 23        | 26        | 25        | 26        | 26        | 23        | 25 + 27 = 52 | 29 + 27 = 56 |              |                   |
| Jaleel/Kym     | 26        | 22        | 25        | 22        | 24        | 29        | 24 + 27 = 51 |              |              |                   |
| Gladys/Tristan | 23        | 19        | 24        | 20        | 22        | 21        |              |              |              |                   |
| Gavin/Karina   | 20        | 21        | 24        | 23        | 19        |           |              |              |              |                   |
| Sherri/Val     | 23        | 23        | 24        | 21        |           |           |              |              |              |                   |
| Jack/Anna      | 23        | 21        | 21        |           |           |           |              |              |              |                   |
| Martina/Tony   | 20        | 24        |           |           |           |           |              |              |              |                   |

#### Danças
| Casal          | 1ª Semana   | 2ª Semana | 3ª Semana   | 4ª Semana      | 5ª Semana       | 6ª Semana      | 7ª Semana                            | 8ª Semana                    | 9ª Semana              | 10ª Semana: Finais                        |
| -------------- | ----------- | --------- | ----------- | -------------- | --------------- | -------------- | ------------------------------------ | ---------------------------- | ---------------------- | ----------------------------------------- |
| Donald/Peta    | Cha Cha Cha | Quickstep | Rumba       | Paso Doble     | Tango Argentino | Foxtrot        | Valsa Vienense & Paso Doble (Grupo)  | Tango & Jive (Grupo)         | Valsa Lenta & Samba    | Tango Argentino, Freestyle, & Cha Cha Cha |
| Katherine/Mark | Foxtrot     | Jive      | Valsa Lenta | Paso Doble     | Tango Argentino | Samba          | Rumba & Tango (Grupo)                | Valsa Vienense & Cha Cha Cha | Quickstep & Salsa      | Paso Doble, Freestyle & Jive              |
| William/Cheryl | Cha Cha Cha | Quickstep | Salsa       | Jive           | Tango Argentino | Rumba          | Valsa Vienense & Paso Doble (Grupo)  | Foxtrot & Paso Doble         | Tango & Samba          | Cha Cha Cha, Freestyle & Salsa            |
| Maria/Derek    | Cha Cha Cha | Quickstep | Rumba       | Tango          | Salsa           | Foxtrot        | Paso Doble & Tango (Grupo)           | Valsa Vienense & Samba       | Tango Argentino & Jive |                                           |
| Melissa/Maks   | Cha Cha Cha | Quickstep | Jive        | Paso Doble     | Salsa           | Valsa Vienense | Tango Argentino & Paso Doble (Grupo) | Foxtrot & Samba              |                        |                                           |
| Roshon/Chelsie | Cha Cha Cha | Quickstep | Samba       | Valsa Vienense | Salsa           | Rumba          | Tango Argentino & Tango (Grupo)      | Paso Doble & Foxtrot         |                        |                                           |
| Jaleel/Kym     | Foxtrot     | Jive      | Rumba       | Tango          | Samba           | Cha Cha Cha    | Valsa Vienense & Tango (Grupo)       |                              |                        |                                           |
| Gladys/Tristan | Cha Cha Cha | Quickstep | Foxtrot     | Tango          | Samba           | Rumba          |                                      |                              |                        |                                           |
| Gavin/Karina   | Foxtrot     | Jive      | Rumba       | Tango          | Samba           |                |                                      |                              |                        |                                           |
| Sherri/Val     | Foxtrot     | Jive      | Rumba       | Tango          |                 |                |                                      |                              |                        |                                           |
| Jack/Anna      | Foxtrot     | Jive      | Samba       |                |                 |                |                                      |                              |                        |                                           |
| Martina/Tony   | Foxtrot     | Jive      |             |                |                 |                |                                      |                              |                        |                                           |

### 15ª temporada
DWTS retornou nos Estados Unidos com sua 15ª temporada no dia 24 de setembro de 2012. Tom Bergeron e Brooke Burke Charvet voltaram como anfitriões, enquanto Carrie Ann Inaba, Len Goodman e Bruno Tonioli continuaram como juízes.
A 15ª Temporada foi a primeira a contar com um “elenco de estrelas”, em que celebridades anteriores que competiram no show tiveram outra chance de ganhar a competição.
Os nomes das 12 celebridades que retornaram foram revelados em 27 de julho de 2012 no programa Good Morning America. Um 13º competidor foi escolhido pelo público por votação e o vencedor foi revelado em 27 de agosto de 2012. Os parceiros profissionais para as celebridades foram revelados em 13 de agosto de 2012

#### Participantes
| Celebridade       | Ocupação                                              | Profissional          | Posição                               |
| ----------------- | ----------------------------------------------------- | --------------------- | ------------------------------------- |
| Melissa Rycroft   | Vencedora do The Bachelor                             | Tony Dovolani         | 1º Lugar Campeões em 27 de Novembro   |
| Shawn Johnson     | Ginasta                                               | Derek Hough           | 2º Lugar Eliminada em 27 de Novembro  |
| Kelly Monaco      | Atriz                                                 | Valentin Chmerkovskiy | 3º Lugar Eliminada em 27 de Novembro  |
| Emmitt Smith      | Jogador de Futebol Americano                          | Cheryl Burke          | 4º Lugar Eliminado em 20 de Novembro  |
| Apolo Anton Ohno  | Atleta Olímpico                                       | Karina Smirnoff       | 5º Lugar Eliminado em 20 de Novembro  |
| Gilles Marine     | Ator de Sex and the City                              | Peta Murgatroyd       | 6º Lugar Eliminado em 13 de Novembro  |
| Kirstie Alley     | Atriz                                                 | Maksim Chmerkovskiy   | 7º Lugar Eliminada em 13 de Novembro  |
| Sabrina Bryan     | Atriz, apresentadora e cantora do grupo Cheetah Girls | Louis Van Amstel      | 8º Lugar Eliminada em 30 de Outubro   |
| Bristol Palin     | Ativista                                              | Mark Ballas           | 9º Lugar Eliminada em 16 de Outubro   |
| Hélio Castroneves | Campeão da fórmula Indy 500                           | Chelsie Hightower     | 10º Lugar Eliminado em 09 de Outubro  |
| Drew Lachey       | Cantor da banda 98 Degrees                            | Anna Trebunskaya      | 11º Lugar Eliminado em 09 de Outubro  |
| Joey Fatone       | Integrante do grupo NSYNC                             | Kym Johnson           | 12º Lugar Eliminado em 02 de Outubro  |
| Pamela Anderson   | Modelo e atriz de Baywatch                            | Tristan MacManus      | 13º Lugar Eliminada em 25 de Setembro |

#### Pontuação
| Casal          | 1ª Semana | 2ª Semana | 3ª Semana | 4ª Semana | 5ª Semana        | 6ª Semana       | 7ª Semana       | 8ª Semana        | 9ª Semana        | 10ª Semana:Finais         |
| -------------- | --------- | --------- | --------- | --------- | ---------------- | --------------- | --------------- | ---------------- | ---------------- | ------------------------- |
| Melissa/Tony   | 21        | 23,5      | 27        | 37        | 27 + 29,5 = 56,5 | 29,5            | 29 + 10 = 39    | 30 + 30 = 60     | 27,5 + 30 = 57,5 | 30 + 30 + 28,5 = 88,5     |
| Shawn/Derek    | 22        | 25        | 26,5      | 39,5      | 27+ 29,5 = 56,5  | 28              | 30 + 8 = 38     | 29,5 + 26 = 55,5 | 30 + 29 = 59     | 27 + 30 + 30 = 87         |
| Kelly/Val      | 21,5      | 22        | 27        | 37,5      | 24,5 + 27 = 51,5 | 27              | 27 + 9 = 36     | 28 + 28,5 = 56,5 | 25,5 + 28,5 = 54 | 29,5 + 29,5 + 28,5 = 87,5 |
| Emmitt/Cheryl  | 24,5      | 22,5      | 25        | 36        | 29 + 27 = 56     | 26,5            | 27,5 + 7 = 34,5 | 28 + 30 = 58     | 27 + 27 = 54     |                           |
| Apolo/Karina   | 22        | 24,5      | 25,5      | 34,5      | 27 + 29,5 = 56,5 | 30              | 27 + 6 = 33     | 29,5 + 29 = 58,5 | 27 + 30 = 57     |                           |
| Gilles/Peta    | 24        | 25,5      | 25,5      | 39,5      | 29,5 + 27 = 56,5 | 27,5            | 28,5 + 5 = 33,5 | 29,5 + 29 = 58   |                  |                           |
| Kirstie/Maks   | 19        | 21        | 24        | 30        | 25,5 + 27 = 52,5 | 27,5 + 2 = 29,5 | 24 + 4 = 28     | 27 + 24 = 51     |                  |                           |
| Sabrina/Louis  | 22,5      | 26        | 25,5      | 35,5      | 29 + 29,5 = 58,5 | 30              |                 |                  |                  |                           |
| Bristol/Mark   | 19,5      | 18        | 22,5      | 32        |                  |                 |                 |                  |                  |                           |
| Hélio/Chelsie  | 21,5      | 23        | 25,5      |           |                  |                 |                 |                  |                  |                           |
| Drew/Anna      | 21,5      | 22,5      | 24        |           |                  |                 |                 |                  |                  |                           |
| Joey/Kym       | 20,5      | 22,5      |           |           |                  |                 |                 |                  |                  |                           |
| Pamela/Tristan | 17        |           |           |           |                  |                 |                 |                  |                  |                           |

#### Danças
| Casal          | 1ª Semana   | 2ª Semana | 3ª Semana   | 4ª Semana     | 5ª Semana                                    | 6ª Semana      | 7ª Semana             | 8ª Semana                   | 9ª Semana                                     | 10ª Semana: Finais                 |
| -------------- | ----------- | --------- | ----------- | ------------- | -------------------------------------------- | -------------- | --------------------- | --------------------------- | --------------------------------------------- | ---------------------------------- |
| Melissa/Tony   | Foxtrot     | Jive      | Samba       | Jiterbug      | Tango & Freestyle (Grupo Call me maybe)      | Valsa Vienense | Tango/Cha Cha         | Quickstep & Paso Doble      | Tango Argentino & Hustle (Homem das cavernas) | Samba, Freestyle & Samba           |
| Shawn/Derek    | Foxtrot     | Jive      | Quickstep   | Mambo         | Rumba & Freestyle (Grupo Call me maybe)      | Cha Cha Cha    | Tango/Paso Doble      | Valsa Vienense & Samba      | Tango Argentino & Bhangra (Corredores)        | Quickstep, Freestyle & Cha Cha Cha |
| Kelly/Val      | Cha Cha Cha | Quickstep | Paso Doble  | Contemporary  | Samba & Freestyle (Grupo Gangnam Style)      | Tango          | Foxtrot/Cha Cha       | Valsa Vienense & Jive       | Rumba & Flamenco (surfista)                   | Paso Doble, Freestyle & Jive       |
| Emmitt/Cheryl  | Cha Cha Cha | Quickstep | Paso Doble  | Bolero        | Samba & Freestyle (Grupo Gangnam Style)      | Foxtrot        | Rumba/Samba           | Valsa Vienense & Salsa      | Tango & Lindy Hop (Espionagem)                |                                    |
| Apolo/Karina   | Cha Cha Cha | Quickstep | Foxtrot     | Hip Hop       | Samba & Freestyle (Grupo Call me maybe)      | Valsa Vienense | Cha Cha/Paso Doble    | Tango & Jive                | Rumba & Jazz (circo)                          |                                    |
| Gilles/Peta    | Foxtrot     | Jive      | Tango       | Bollywood     | Rumba & Freestyle (Grupo Gangnam Style)      | Cha Cha Cha    | Argentine Tango/Samba | Quickstep & Salsa           |                                               |                                    |
| Kirstie/Maks   | Foxtrot     | Jive      | Cha Cha Cha | Charleston    | Quickstep & Freestyle (Grupo Gangnam Style)  | Rumba          | Quickstep/Samba       | Valsa Vienense & Paso Doble |                                               |                                    |
| Sabrina/Louis  | Cha Cha Cha | Quickstep | Paso Doble  | Disco         | Valsa Lenta &Freestyle (Grupo Call me maybe) | Rumba          |                       |                             |                                               |                                    |
| Bristol/Mark   | Cha Cha Cha | Quickstep | Paso Doble  | Rock and Roll |                                              |                |                       |                             |                                               |                                    |
| Hélio/Chelsie  | Foxtrot     | Jive      | Quickstep   |               |                                              |                |                       |                             |                                               |                                    |
| Drew/Anna      | Foxtrot     | Jive      | Cha Cha Cha |               |                                              |                |                       |                             |                                               |                                    |
| Joey/Kym       | Cha Cha Cha | Quickstep |             |               |                                              |                |                       |                             |                                               |                                    |
| Pamela/Tristan | Cha Cha Cha |           |             |               |                                              |                |                       |                             |                                               |                                    |

### 16ª temporada
A 16ª temporada de DWTS retornou nos Estados Unidos no dia 18 de março de 2013. Tom Bergeron e Brooke Burke Charvet voltaram como anfitriões, enquanto Carrie Ann Inaba, Len Goodman e Bruno Tonioli continuam como juízes.
Os nomes de 11 celebridades e seus parceiros profissionais foram revelados em 26 de fevereiro de 2013 no programa Good Morning America. O 12º competidor, Sean Lowe, foi anunciado 2 semanas depois. Dançarinos profissionais que participaram da temporada anterior, Maksim Chmerkovskiy, Chelsie Hightower, Louis van Amstel, e Anna Trebunskaya, não retornam esta temporada. Lindsay Arnold, Sharna Burgess e Gleb Savchenko são apresentados como novos profissionais.
Depois de apenas duas danças, Dorothy Hamill retirou-se da competição devido a uma potencial lesão grave nas costas.

#### Participantes
| Celebridade       | Ocupação                                        | Profissional          | Posição                            |
| ----------------- | ----------------------------------------------- | --------------------- | ---------------------------------- |
| Kellie Pickler    | Cantora de Country                              | Derek Hough           | 1º Lugar Campeões em 21 de Maio    |
| Zendaya           | Atriz da Disney                                 | Valentin Chmerkovskiy | 2º Lugar Eliminada em 21 de Maio   |
| Jacoby Jones      | Jogador da NFL                                  | Karina Smirnoff       | 3º Lugar Eliminado em 21 de Maio   |
| Alexandra Raisman | Ginasta                                         | Mark Ballas           | 4º Lugar Eliminada em 21 de Maio   |
| Ingo Rademacher   | Ator de novelas                                 | Kym Johnson           | 5º Lugar Eliminado em 14 de Maio   |
| Sean Lowe         | Participante do The Bachelor                    | Peta Murgatroyd       | 6º Lugar Eliminado em 7 de Maio    |
| Andy Dick         | Ator e Comediante                               | Sharna Burgess        | 7º Lugar Eliminado em 30 de Abril  |
| Victor Ortiz      | Boxeador                                        | Lindsay Arnold        | 8º Lugar Eliminado em 23 de Abril  |
| D.L Hughley       | Ator e Comediante                               | Cheryl Burke          | 9º Lugar Eliminado em 16 de Abril  |
| Lisa Vanderpump   | Estrela do The real Housewives of Beverly Hills | Gleb Savchenko        | 10º Lugar Eliminada em 9 de Abril  |
| Wynonna Jud       | Cantora de Country                              | Tony Dovolani         | 11º Lugar Eliminada em 2 de Abril  |
| Dorothy Hamill    | Patinadora                                      | Tristan MacManus      | 12º Lugar Abandonou em 26 de Março |

#### Pontuação
| Casal            | 1ª Semana | 2ª Semana | 3ª Semana | 4ª Semana | 5ª Semana | 6ª Semana    | 7ª Semana | 8ª Semana    | 9ª Semana    | 10ª Semana:Finais     |
| ---------------- | --------- | --------- | --------- | --------- | --------- | ------------ | --------- | ------------ | ------------ | --------------------- |
| Kellie/Derek     | 21        | 26        | 25        | 26        | 27        | 29 + 25 = 54 | 29        | 28 + 27 = 55 | 30 + 28 = 58 | 30 + 4 + 30 + 30= 94  |
| Zendaya/Val      | 24        | 26        | 24        | 26        | 29        | 29 + 22 = 51 | 27        | 28 + 30 = 58 | 25 + 30 = 55 | 30 + 5 + 30 + 30 = 95 |
| Jacob/Karina     | 20        | 23        | 24        | 24        | 26        | 23 + 22 = 45 | 27        | 27 + 25 = 52 | 30 + 29 = 59 | 27+ 2 + 27 + 30 = 86  |
| Alex/Mark        | 21        | 24        | 23        | 27        | 25        | 27 + 25 = 52 | 29        | 29 + 27 = 56 | 30 + 29 = 59 | 28 + 3 + 30 = 61      |
| Ingo/Kym         | 20        | 20        | 21        | 23        | 21        | 24 + 22 = 46 | 25        | 24 + 24 = 48 | 24 + 27 = 51 |                       |
| Sean/Peta        | 19        | 20        | 21        | 20        | 24        | 21 + 25 = 46 | 24        | 21 + 21 = 42 |              |                       |
| Andy/Sharna      | 17        | 20        | 18        | 21        | 18        | 18 + 25 = 43 | 17        |              |              |                       |
| Victor/Lindsay   | 18        | 18        | 23        | 18        | 21        | 18 + 22 = 40 |           |              |              |                       |
| D.L/Cheryl       | 12        | 16        | 16        | 21        | 18        |              |           |              |              |                       |
| Lisa/Gleb        | 18        | 18        | 21        | 18        |           |              |           |              |              |                       |
| Wynonna/Tony     | 18        | 18        | 15        |           |           |              |           |              |              |                       |
| Dorothy /Tristan | 21        | 15        |           |           |           |              |           |              |              |                       |

#### Danças
| Casal            | 1ª Semana    | 2ª Semana | 3ª Semana      | 4ª Semana      | 5ª Semana       | 6ª Semana                        | 7ª Semana  | 8ª Semana                   | 9ª Semana                   | 10ª Semana: Finais                             |
| ---------------- | ------------ | --------- | -------------- | -------------- | --------------- | -------------------------------- | ---------- | --------------------------- | --------------------------- | ---------------------------------------------- |
| Kellie/Derek     | Cha Cha Cha  | Jazz      | Jive           | Rumba          | Foxtrot         | Quickstep & Samba (grupo)        | Samba      | Valsa Vienense & Paso Doble | Tango Argentino & Flamenco  | Quickstep, Cha Cha Cha Relay, Freestyle & Jive |
| Zendaya/Val      | Contemporary | Jive      | Valsa Vienense | Samba          | Tango Argentino | Cha Cha Cha & Paso Doble (Grupo) | Paso Doble | Foxtrot & Salsa             | Quickstep & Hip Hop         | Samba, Cha Cha Cha Relay, Freestyle & Jive     |
| Jacob/Karina     | Cha Cha Cha  | Jazz      | Rumba          | Foxtrot        | Jive            | Quickstep & Paso Doble (Grupo)   | Salsa      | Valsa Vienense & Paso Doble | Tango Argentino & Lindy Hop | Jive, Cha Cha Cha Relay, Freestyle & Salsa     |
| Alex/Mark        | Cha Cha Cha  | Quickstep | Valsa Vienense | Contemporary   | Samba           | Foxtrot & Samba (Grupo)          | Salsa      | Tango Argentino & Jive      | Rumba & Afro Jazz           | Samba, Cha Cha Cha Relay & Freestyle           |
| Ingo/Kym         | Contemporary | Quickstep | Paso Doble     | Valsa Vienense | Cha Cha Cha     | Tango & Paso Doble (Grupo)       | Rumba      | Foxtrot & Jive              | Samba & Charleston          |                                                |
| Sean/Peta        | Foxtrot      | Jive      | Cha Cha Cha    | Valsa Vienense | Quickstep       | Samba & Samba (Grupo)            | Rumba      | Tango & Jazz                |                             |                                                |
| Andy/Sharna      | Foxtrot      | Jazz      | Cha Cha Cha    | Valsa Vienense | Paso Doble      | Samba & Samba (Grupo)            | Rumba      |                             |                             |                                                |
| Victor/Lindsay   | Foxtrot      | Jive      | Contemporary   | Paso Doble     | Valsa Vienense  | Rumba & Paso Doble (Grupo)       |            |                             |                             |                                                |
| D.L/Cheryl       | Cha Cha Cha  | Quickstep | Salsa          | Foxtrot        | Tango           |                                  |            |                             |                             |                                                |
| Lisa/Gleb        | Foxtrot      | Jive      | Valsa Vienense | Cha Cha Cha    |                 |                                  |            |                             |                             |                                                |
| Winonna/Tony     | Cha Cha Cha  | Quickstep | Samba          |                |                 |                                  |            |                             |                             |                                                |
| Dorothy /Tristan | Contemporary | Jive      |                |                |                 |                                  |            |                             |                             |                                                |

### 17ª temporada
A 17ª temporada de DWTS retornou nos Estados Unidos no dia 16 de setembro de 2013. Tom Bergeron e Brooke Burke Charvet voltaram como anfitriões, enquanto Carrie Ann Inaba, Len Goodman e Bruno Tonioli continuam como juízes.
Os nomes de 12 celebridades e seus parceiros profissionais foram revelados em 4 de setembro de 2013 no programa Good Morning America. Dançarinos profissionais que participaram da temporada anterior, Kym Jonhson, Lindsay Arnold, e Gleb Savchenko, não retornam esta temporada. Emma Slater, Tyne Stecklein e Sasha Farber são apresentados como novos profissionais. É a primeira temporada que não possui a sky-box. Os participantes são acomodados ao lado da bancada dos jurados.
Depois de onze semanas, Amber Riley é consagrada campeã, e se torna a primeira mulher afro-americana a vencer a competição, e seu parceiro Derek Hough conquista o seu quinto troféu, o recorde da competição.

#### Participantes
| Celebridade              | Ocupação                     | Profissional          | Posição                               |
| ------------------------ | ---------------------------- | --------------------- | ------------------------------------- |
| Amber Riley              | Atriz de Glee                | Derek Hough           | 1º Lugar Campeões em 26 de Novembro   |
| Corbin Bleu              | Ator de High School Musical  | Karina Smirnoff       | 2º Lugar Eliminado em 26 de Novembro  |
| Jack Osbourne            | Reality Show                 | Cheryl Burke          | 3º Lugar Eliminado em 26 de Novembro  |
| Bill Engvall             | Comediante e ator            | Emma Slater           | 4º Lugar Eliminado em 25 de Novembro  |
| Leah Remini              | Atriz                        | Tony Dovaloni         | 5º Lugar Eliminada em 18 de Novembro  |
| Elizabeth Berkley Lauren | Atriz                        | Valentin Chmerkovskiy | 6º Lugar Eliminada em 11 de Novembro  |
| Brant Daugherty          | Ator de Pretty Little Liars  | Peta Murgatroyd       | 7º Lugar Eliminado em 4 de Novembro   |
| Nicole "Snooki" Polizzi  | Participante do Jersey Shore | Sasha Farber          | 8º Lugar Eliminada em 28 de Outubro   |
| Christina Milian         | Apresentadora e cantora      | Mark Ballas           | 9º Lugar Eliminada em 14 de Outubro   |
| Valerie Harper           | Atriz                        | Tristan MacManus      | 10º Lugar Eliminada em 7 de Outubro   |
| Bill Nye                 | Comediante e cientista       | Tyne Stecklein        | 11º Lugar Eliminado em 30 de Setembro |
| Keyshawn Johnson         | Jogador de futebol americano | Sharna Burgess        | 12º Lugar Eliminado em 23 de Setembro |

#### Pontuação
| Casal           | 1ª Semana | 2ª Semana | 3ª Semana | 4ª Semana | 5ª Semana | 6ª Semana   | 7ª Semana    | 8ª Semana | 9ª Semana    | 10ª Semana   | 11ª Semana:Finais     |
| --------------- | --------- | --------- | --------- | --------- | --------- | ----------- | ------------ | --------- | ------------ | ------------ | --------------------- |
| Amber/Derek     | 27        | 24        | 24        | 27        | 26        | 28 + 4 = 32 | 29 + 30 = 59 | 28        | 24 + 27 = 51 | 39 + 40 = 79 | 30 + 4 + 30 + 30= 94  |
| Corbin/Karina   | 24        | 26        | 26        | 27        | 28        | 23 + 4 = 27 | 29 + 30 = 59 | 27        | 28 + 30 = 58 | 35 + 40 = 75 | 27 + 5 + 30 + 27 = 89 |
| Jack/Cheryl     | 23        | 24        | 22        | 24        | 27        | 25 + 2 = 27 | 27 + 30 = 57 | 27        | 29 + 25 = 54 | 33 + 38 = 71 | 24 + 3 + 30 + 27 = 84 |
| Bill E./Emma    | 18        | 21        | 24        | 21        | 24        | 23 + 1 = 24 | 23 + 27 = 50 | 24        | 21 + 21 = 42 | 28 + 32 = 60 | 24 + 2 + 25 = 51      |
| Leah/Tony       | 21        | 24        | 24        | 24        | 22        | 27 + 1 = 28 | 26 + 27 = 53 | 25        | 27 + 27 = 54 | 32 + 33 = 55 |                       |
| Elizabeth/Val   | 24        | 25        | 25        | 27        | 26        | 30 + 2 = 32 | 27 + 27 = 54 | 25        | 26 + 30 = 56 |              |                       |
| Brant/Peta      | 22        | 23        | 27        | 21        | 27        | 28 + 3 = 31 | 27 + 30 = 57 | 27        |              |              |                       |
| Nicole/Sasha    | 23        | 20        | 25        | 24        | 27        | 27 + 3 = 30 | 27 + 27 = 54 |           |              |              |                       |
| Christina/Mark  | 22        | 25        | 26        | 24        | 28        |             |              |           |              |              |                       |
| Valerie/Tristan | 21        | 19        | 16        | 18        |           |             |              |           |              |              |                       |
| Bill N./Tyne    | 14        | 17        | 16        |           |           |             |              |           |              |              |                       |
| Keyshawn/Sharna | 17        | 18        |           |           |           |             |              |           |              |              |                       |

#### Danças
| Casal           | 1ª Semana    | 2ª Semana  | 3ª Semana   | 4ª Semana       | 5ª Semana      | 6ª Semana                                | 7ª Semana                                      | 8ª Semana       | 9ª Semana              | 10ª Semana:                   | 11ª Semana: Finais                                          |
| --------------- | ------------ | ---------- | ----------- | --------------- | -------------- | ---------------------------------------- | ---------------------------------------------- | --------------- | ---------------------- | ----------------------------- | ----------------------------------------------------------- |
| Amber/Derek     | Cha Cha Cha  | Jive       | Charleston  | Tango           | Foxtrot        | Samba & Desafio Switch-up                | Paso Doble & Freestyle(Grupo Foxing Awesome)   | Rumba           | Quickstep & Salsa      | Jazz & Valsa Vienense         | Charleston, Samba Relay, Freestyle & Samba/Quickstep Fusion |
| Corbin/Karina   | Comtemporary | Jive       | Quickstep   | Paso Doble      | Foxtrot        | Valsa Vienense e Desafio Switch-up       | Cha cha cha & Freestyle (Grupo Foxing Awesome) | Tango Argentino | Valsa lenta & Jazz     | Tango & Rumba                 | Quickstep, Samba Relay, Freestyle & Cha cha/Foxtrot Fusion  |
| Jack/Cheryl     | Foxtrot      | Rumba      | Cha cha cha | Quickstep       | Waltz          | Paso Doble & Desafio Switch-up Freestyle | Jive & Freestyle (Grupo Foxing Awesome)        | Tango           | Valsa Vienense & Samba | Jazz & Tango Argentino        | Jive, Samba Relay, Freestyle & Paso/Salsa Fusion            |
| Bill/Emma       | Foxtrot      | Jive       | Paso Doble  | Samba           | Valsa Vienense | Tango & Desafio Switch-up                | Quickstep & Freestyle (Grupo Spooky BomBom)    | Disco           | Charleston & Salsa     | Cha cha cha & Tango Argentino | Valsa Vienense, Samba Relay & Freestyle                     |
| Leah/Tony       | Foxtrot      | Samba      | Rumba       | Cha cha cha     | Contemporary   | Quickstep & Desafio Switch-up            | Salsa & Freestyle (Grupo Spooky BomBom)        | Valsa Vienense  | Tango & Jive           | Paso Doble & Tango Argentino  |                                                             |
| Elizabeth/Val   | Contemporary | Samba      | Foxtrot     | Tango Argentino | Jive           | Cha cha cha & Desafio Switch-up          | Quickstep & Freestyle (Grupo Spooky Bombom)    | Jazz            | Valsa Vienense & Salsa |                               |                                                             |
| Brant/Peta      | Cha cha cha  | Rumba      | Quickstep   | Salsa           | Contemporary   | Tango & Desafio Switch-up                | Jive & Freestyle (Grupo Foxing Awesome)        | Foxtrot         |                        |                               |                                                             |
| Nicole/Sasha    | Cha cha cha  | Rumba      | Quickstep   | Jive            | Jazz           | Foxtrot                                  | Samba & Freestyle (Grupo Spooky BomBom)        |                 |                        |                               |                                                             |
| Christina/Mark  | Contemporary | Paso Doble | Charleston  | Foxtrot         | Cha cha cha    |                                          |                                                |                 |                        |                               |                                                             |
| Valerie/Tristan | Foxtrot      | Paso Doble | Cha cha cha | Valsa Vienense  |                |                                          |                                                |                 |                        |                               |                                                             |
| Bill N./Tyne    | Cha Cha Cha  | Paso Doble | Jazz        |                 |                |                                          |                                                |                 |                        |                               |                                                             |
| Keyshawn/Sharna | Cha cha cha  | Samba      |             |                 |                |                                          |                                                |                 |                        |                               |                                                             |

### 18ª temporada
A 18ª temporada de DWTS retornou nos Estados Unidos no dia 17 de março de 2014. Carrie Ann Inaba, Len Goodman e Bruno Tonioli continuam como juízes. Tom Bergeron volta como anfitrião, enquanto Brooke Burke Charvet é substituída por Erin Andrews como co-anfitriã.
Os nomes de 12 celebridades e seus parceiros profissionais foram revelados em 4 de março de 2014 no programa Good Morning America. Dançarinos profissionais que participaram da temporada anterior, Tyne Stecklein, Sasha Farber, e Tristan MacManus, não retornam esta temporada. Witney Carson e Henry Byalikov são apresentados como novos profissionais, e Maksim Chmerkovskiy retorna após um hiato de duas temporadas. A sky-box retorna depois de uma temporada fora. A bancada dos jurados volta a ser posicionada ao lado esquerdo do salão.
Esta temporada foi também a primeira a contar com um novo desafio chamado "The Switch Up", que deu aos espectadores a oportunidade de votar e mudar as celebridades / pares profissionais por uma semana durante a temporada. Cada celebridade foi obrigada a deixar o seu parceiro atribuído e executar uma dança com um novo profissional durante a 4ª semana.
É uma temporada inovadora, com muitos diferenciais:
- O casal de dançarinos olimpícos de gelo Meryl Davis e Charlie White competem um contra o outro.
- A atleta paraolímpica de snowboard Amy Purdy, que não possui parte das duas pernas, competindo ao lado do dançarino vencedor da temporada anterior Derek Hough.
- Conta com vários juízes convidados, a partir da terceira semana. São estes, respectivamente: Robin Roberts, Julianne Hough, Donny Osmond, Redfoo, Ricky Martin, Abby Lee Miller, e Kenny Ortega

#### Participantes
| Celebridade        | Ocupação                                 | Profissional          | Posição                                         |
| ------------------ | ---------------------------------------- | --------------------- | ----------------------------------------------- |
| Meryl Davis        | Dançarina olímpica de gelo               | Maksim Chmerkovskiy   | 1º Lugar Campeões em 20 de Maio                 |
| Amy Purdy          | Atleta paraolímpica de snowboard e atriz | Derek Hough           | 2º Lugar Eliminada em 20 de Maio                |
| Candace Cameron    | Atriz de Full House                      | Mark Ballas           | 3º Lugar Eliminada em 20 de Maio                |
| James Maslow       | Ator de Big Time Rush                    | Peta Murgatroyd       | 4º Lugar Eliminado em 19 de Maio                |
| Charlie White      | Dançarino olímpico de gelo               | Sharna Burgess        | 5º Lugar Eliminado em 12 de Maio                |
| Danica McKellar    | Atriz de The Wonder Years                | Valentin Chmerkovskiy | 6º Lugar Eliminada em 5 de Maio                 |
| NeNe Leakes        | Apresentadora e atriz                    | Toni Dovolani         | 7º Lugar Eliminada em 28 de Abril               |
| Drew Carey         | Comediante e apresentador                | Cheryl Burke          | 8º Lugar Eliminado em 21 de Abril               |
| Cody Simpson       | Cantor                                   | Witney Carson         | 9º Lugar Eliminado em 14 de Abril               |
| Billy Dee Williams | Ator                                     | Emma Slater           | 10º Lugar Abandonou a Competição em 31 de Março |
| Sean Avery         | Ex-jogador                               | Karina Smirnoff       | 11º Lugar Eliminado em 24 de Março              |
| Diana Nyad         | Nadadora de longa distância              | Henry Byalikov        | 12º Lugar Eliminada em 24 de Março              |

#### Pontuação
| Casal          | 1ª Semana | 2ª Semana | 3ª Semana | 4ª Semana | 5ª Semana | 6ª Semana | 7ª Semana    | 8ª Semana    | 9ª Semana    | 10ª Semana:Finais |
| -------------- | --------- | --------- | --------- | --------- | --------- | --------- | ------------ | ------------ | ------------ | ----------------- |
| Meryl/Maks     | 24        | 25        | 39        | 39        | 36        | 40        | 39 + 39 =78  | 36 + 34 = 70 | 40 + 40 = 80 | 30 + 30 + 30 = 90 |
| Amy/Derek      | 24        | 24        | 36        | 34        | 37        | 38        | 36 + 39 = 75 | 40 + 39 = 79 | 39 + 39 = 78 | 30 + 29 + 30 = 89 |
| Candace/Mark   | 25        | 21        | 32        | 28        | 35        | 32        | 35 + 39 = 74 | 36 + 38 = 74 | 34 + 38 = 72 | 27+ 24 + 27 = 78  |
| James/Peta     | 21        | 25        | 36        | 35        | 40        | 35        | 35 + 35 = 70 | 36 + 39 = 75 | 40 + 36 = 76 | 29 + 29 = 58      |
| Charlie/Sharna | 27        | 25        | 36        | 33        | 37        | 36        | 36 + 35 = 71 | 40 + 38 = 78 | 40 + 36 = 76 |                   |
| Danica/Val     | 24        | 24        | 36        | 32        | 39        | 36        | 33 + 39 = 72 | 38 + 34 = 72 |              |                   |
| NeNe/Tony      | 21        | 21        | 31        | 32        | 36        | 33        | 31 + 35 = 66 |              |              |                   |
| Drew/Cheryl    | 21        | 21        | 30        | 33        | 28        | 32        |              |              |              |                   |
| Cody/Witney    | 22        | 22        | 35        | 31        | 34        |           |              |              |              |                   |
| Billy/Emma     | 15        | 15        | Retirada  |           |           |           |              |              |              |                   |
| Sean/Karina    | 20        | 21        |           |           |           |           |              |              |              |                   |
| Diana/Henry    | 18        | _         |           |           |           |           |              |              |              |                   |

#### Danças
| Casal          | 1ª Semana    | 2ª Semana   | 3ª Semana    | 4ª Semana                     | 5ª Semana    | 6ª Semana   | 7ª Semana                                | 8ª Semana                                     | 9ª Semana             | 10ª Semana: Finais                                      |
| -------------- | ------------ | ----------- | ------------ | ----------------------------- | ------------ | ----------- | ---------------------------------------- | --------------------------------------------- | --------------------- | ------------------------------------------------------- |
| Meryl/Maks     | Cha Cha Cha  | Swing       | Foxtrot      | Tango Argentino (Meryl e Val) | Samba        | Tango       | Salsa & Freestyle(Grupo Loca)            | Rumba & Samba (com Danica e Val)              | Jive & Valsa Vienense | Tango Argentino, Freestyle & Foxtrot/Cha cha cha Fusion |
| Amy/Derek      | Cha cha cha  | Swing       | Contemporary | Salsa (Amy e Mark)            | Valsa lenta  | Jive        | Rumba & Freestyle (Grupo Loca)           | Tango Argentino & Jive (com James e Peta)     | Quickstep & Jazz      | Salsa, Freestyle & Tango Argentino/Cha cha cha Fusion   |
| Candace/Mark   | Contemporary | Rumba       | Jive         | Quickstep (Candance e Tony)   | Samba        | Cha cha cha | Tango Argentino & Freestyle (Grupo Loca) | Foxtrot & Contemporary (com Charlie e Sharna) | Valsa Vienense & Jazz | Quickstep, Freestyle & Samba/Quickstep Fusion           |
| James/Peta     | Foxtrot      | Salsa       | Jive         | Tango (James e Cheryl)        | Contemporary | Quickstep   | Samba & Freestyle (Grupo Vida)           | Valsa Vienense & Jive (com Amy e Derek)       | Cha cha cha & Rumba   | Tango & Freestyle                                       |
| Charlie/Sharna | Comtemporary | Tango       | Jive         | Rumba (Charlie e Peta)        | Jazz         | Cha cha cha | Paso Doble & Freestyle (Grupo Vida)      | Quickstep & Contemporary (com Candace e Mark) | Foxtrot & Samba       |                                                         |
| Danica/Val     | Foxtrot      | Samba       | Contemporary | Jive (Danica e Maks)          | Quickstep    | Cha cha cha | Salsa & Freestyle (Grupo Loca)           | Tango & Samba (com Meryl e Maks)              |                       |                                                         |
| NeNe/Tony      | Cha cha cha  | Jive        | Rumba        | Jazz (NeNe e Derek)           | Foxtrot      | Salsa       | Tango Argentino & Freestyle (Grupo Vida) |                                               |                       |                                                         |
| Drew/Cheryl    | Foxtrot      | Jive        | Valsa lenta  | Cha cha cha (Drew e Witney)   | Quickspet    | Tango       |                                          |                                               |                       |                                                         |
| Cody/Witney    | Cha cha cha  | Tango       | Jazz         | Foxtrot (Cody e Sharna)       | Samba        |             |                                          |                                               |                       |                                                         |
| Billy/Emma     | Cha cha cha  | Tango       | Retirada     |                               |              |             |                                          |                                               |                       |                                                         |
| Sean/Karina    | Contemporary | Salsa       |              |                               |              |             |                                          |                                               |                       |                                                         |
| Diana/Henry    | Foxtrot      | Cha cha cha |              |                               |              |             |                                          |                                               |                       |                                                         |

### 19ª temporada
A 19ª temporada de DWTS retornou nos Estados Unidos no dia 15 de setembro de 2014. Carrie Ann Inaba, Len Goodman e Bruno Tonioli continuam como juízes, enquanto a profissional e duas vezes campeã do show, Julianne Hough, junta-se ao painel como o quarto juiz permanente da temporada. Tom Bergeron volta como anfitrião, e Erin Andrews como co-anfitriã.
Os nomes de 12 parceiros profissionais foram revelados em 13 de agosto de 2014 no programa Good Morning America. Sharna Burgess foi anunciado como a décima terceira profissional em 27 de agosto de 2014. Dançarinos profissionais que participaram da temporada anterior, Maksim Chmerkovskiy e Henry Byalikov, não retornam esta temporada. Allison Holker, Artem Chigvintsev e Keoikantse Motsepe são apresentados como os novos profissionais.
Nesta temporada o "The Switch Up" continua, e ocorre na quinta semana do show. Cada celebridade foi obrigada a deixar o seu parceiro atribuído e executar uma dança com um novo profissional.
Conta com juízes convidados, ocupando o lugar de Len Goodman. São estes, respectivamente: Kevin Hart, Jessie J e Pitbull. Durante a quarta semana, os americanos votavam e escolhiam uma nota para cada participante.

#### Participantes
| Celebridade        | Ocupação                            | Profissional          | Posição                               |
| ------------------ | ----------------------------------- | --------------------- | ------------------------------------- |
| Alfonso Ribeiro    | Ator de The Fresh Prince of Bel-Air | Witney Carson         | 1º Lugar Campeões em 25 de Novembro   |
| Sadie Robertson    | Reality Show                        | Mark Ballas           | 2º Lugar Eliminada em 25 de Novembro  |
| Janel Parrish      | Atriz de Pretty Little Liars        | Valentin Chmerkovskiy | 3º Lugar Eliminada em 25 de Novembro  |
| Bethany Mota       | Estrela do YouTube                  | Derek Hough           | 4º Lugar Eliminada em 24 de Novembro  |
| Tommy Chong        | Comediante e ativista               | Peta Murgatroyd       | 5º Lugar Eliminado em 17 de Novembro  |
| Lea Thompson       | Atriz                               | Artem Chigvintsev     | 6º Lugar Eliminada em 10 de Novembro  |
| Michael Waltrip    | Piloto da Nascar                    | Emma Slater           | 7º Lugar Eliminado em 03 de Novembro  |
| Antonio Sabàto Jr. | Ator italiano                       | Cheryl Burke          | 8º Lugar Eliminado em 27 de Outubro   |
| Jonathan Bennett   | Ator de Mean Girls                  | Allison Holker        | 9º Lugar Eliminado em 20 de Outubro   |
| Betsey Johnson     | Desing de Moda                      | Tony Dovalony         | 10º Lugar Eliminada em 13 de Outubro  |
| Randy Couture      | Campeão de UFC                      | Karina Smirnoff       | 11º Lugar Eliminado em 29 de Setembro |
| Tavis Smiley       | Apresentador                        | Sharna Burgess        | 12º Lugar Eliminado em 23 de Setembro |
| Lolo Jones         | Atleta Olímpica                     | Keoikantse Motsepe    | 13º Lugar Eliminado em 16 de Setembro |

#### Pontuação
| Casal            | 1ª Semana | 2ª Semana | 3ª Semana | 4ª Semana | 5ª Semana | 6ª Semana | 7ª Semana    | 8ª Semana | 9ª Semana    | 10ª Semana   | 11ª Semana:Finais  |
| ---------------- | --------- | --------- | --------- | --------- | --------- | --------- | ------------ | --------- | ------------ | ------------ | ------------------ |
| Alfonso/Witney   | 36        | 32        | 32        | 40        | 34        | 39        | 36 + 32 = 68 | 38        | 37 + 40 = 77 | 36 + 39 = 57 | 40 + 40 + 40 = 120 |
| Sadie/Mark       | 34        | 31        | 32        | 37        | 36        | 35        | 30 + 32 = 62 | 38        | 33 + 40 = 73 | 37 + 37 = 74 | 38 + 40 + 40 = 118 |
| Janel/Val        | 29        | 34        | 40        | 36        | 33        | 33        | 31 + 36 = 67 | 40        | 38 + 39 = 77 | 40 + 38 = 78 | 37 + 40 + 40 = 117 |
| Bethany/Derek    | 32        | 33        | 40        | 33        | 32        | 36        | 39 + 36 = 75 | 37        | 36 + 38 = 74 | 36 + 40 = 76 | 36 + 40 = 76       |
| Tommy/Peta       | 27        | 28        | 34        | 28        | 23        | 28        | 28 + 32 = 60 | 26        | 29 + 28 = 57 | 28 + 34 = 62 |                    |
| Lea/Artem        | 32        | 35        | 31        | 39        | 34        | 32        | 34 + 36 = 70 | 32        | 34 + 36 = 70 |              |                    |
| Michael/Emma     | 25        | 24        | 28        | 25        | 20        | 30        | 20 + 36 = 56 | 25        |              |              |                    |
| Antonio/Cheryl   | 25        | 31        | 29        | 29        | 28        | 28        | 27 + 32 = 59 |           |              |              |                    |
| Jonathan/Allison | 30        | 30        | 32        | 24        | 24        | 32        |              |           |              |              |                    |
| Betsey/Tony      | 20        | 28        | 29        | 29        |           |           |              |           |              |              |                    |
| Randy/Karina     | 31        | 28        | 26        |           |           |           |              |           |              |              |                    |
| Tavis/Sharna     | 29        | 28        |           |           |           |           |              |           |              |              |                    |
| Lolo/Keo         | 22        |           |           |           |           |           |              |           |              |              |                    |

#### Danças
| Casal            | 1ª Semana   | 2ª Semana   | 3ª Semana       | 4ª Semana    | 5ª Semana                     | 6ª Semana       | 7ª Semana                                      | 8ª Semana    | 9ª Semana                        | 10ª Semana                     | 11ª Semana: Finais                                    |
| ---------------- | ----------- | ----------- | --------------- | ------------ | ----------------------------- | --------------- | ---------------------------------------------- | ------------ | -------------------------------- | ------------------------------ | ----------------------------------------------------- |
| Alfonso/Witney   | Jive        | Samba       | Quickstep       | Jazz         | Flamenco (Alfonso e Cheryl)   | Salsa           | Rumba & Freestyle (Grupo Creepy)               | Cha cha cha  | Foxtrot & Paso Doble             | Tango Argentino e Contemporary | Jive , Freestyle & Tango Argentino/Cha cha cha Fusion |
| Sadie/Mark       | Cha cha cha | Jazz        | Valsa Vienense  | Samba        | Charleston (Sadie & Derek)    | Rumba           | Paso Doble & Freestyle (Grupo Creepy)          | Comtemporary | Jive & Foxtrote                  | Quickstep & Tango Argentino    | Samba, Freestyle & Samba/Cha cha cha Fusion           |
| Janel/Val        | Jive        | Foxtrote    | Jazz            | Rumba        | Burlesque (Janel & Artem)     | Samba           | Valsa Vienense & Freestyle (Grupo Itsy Bitsy)  | Comtemporary | Quickstep & Salsa                | Paso Doble & Tango Argentino   | Samba, Freestyle & Foxtrot/Paso Doble Fusion          |
| Bethany/Derek    | Jive        | Foxtrote    | Jazz            | Rumba        | Hip Hop (Bethany & Mark)      | Tango           | Paso Doble & Freestyle (Grupo Itsy Bitsy)      | Salsa        | Valsa Vienense & Tango Argentino | Samba & Contemporary           | Jive & Freestyle                                      |
| Tommy/Peta       | Cha cha cha | Salsa       | Tango Argentino | Jive         | Mambo (Tommy & Emma)          | Foxtrote        | Quickstep & Freestyle (Grupo Creepy)           | Paso Doble   | Valsa Vienense e Samba           | Jazz & Rumba                   |                                                       |
| Lea/Artem        | Foxtrote    | Jive        | Cha cha cha     | Contemporary | Broadway (Lea & Val)          | Salsa           | Tango Argentino $ Freestyle (Grupo Itsy Bitsy) | Jazz         | Samba & Paso Doble               |                                |                                                       |
| Michael/Emma     | Cha cha cha | Samba       | Valsa Lenta     | Quickstep    | Disco (Michael & Witney)      | Tango Argentino | Jive & Freestyle (Team Itsy Bisty)             | Foxtrote     |                                  |                                |                                                       |
| Antonio/Cheryl   | Cha cha cha | Rumba       | Foxtrote        | Samba        | Bollywood (Antonio & Allison) | Salsa           | Valsa Vienense & Freestyle (Team Creepy)       |              |                                  |                                |                                                       |
| Jonathan/Allison | Jive        | Cha cha cha | Tango           | Samba        | Jitterbug (Jonathan & Peta)   | Jazz            |                                                |              |                                  |                                |                                                       |
| Betsey/Tony      | Cha cha cha | Foxtrote    | Contemporary    | Jive         |                               |                 |                                                |              |                                  |                                |                                                       |
| Randy/Karina     | Foxtrote    | Cha cha cha | Paso Doble      |              |                               |                 |                                                |              |                                  |                                |                                                       |
| Tavis/Sharna     | Foxtrot     | Cha cha cha |                 |              |                               |                 |                                                |              |                                  |                                |                                                       |
| Lolo/Keo         | Cha cha cha |             |                 |              |                               |                 |                                                |              |                                  |                                |                                                       |

### 20ª temporada
A 20ª temporada de DWTS retornou nos Estados Unidos no dia 16 de março de 2015. Carrie Ann Inaba, Len Goodman, Bruno Tonioli  e Julianne Hough continuam como juízes. Tom Bergeron volta como anfitrião, e Erin Andrews como co-anfitriã.
Os nomes dos parceiros profissionais foram revelados em 11 de fevereiro de 2015 e as celebridades foram reveladas no dia 24 de fevereiro de 2015, ambos no programa Good Morning America. Dançarinas profissionais que participaram da temporada anterior, Cheryl Burke e Karina Smirnoff, não retornam esta temporada. Kym Johnson retorna como dançarina profissional depois de ficar três temporadas fora para julgar a versão australiana do show. Com 14 anos,  Willow Shields é a competidora mais jovem da história à competir no show (superando Zendaya, que tinha 16 anos quando competiu na 16ª Temporada ).
Nesta temporada, o "The Switch Up" não acontece.
Esta temporada marcou o décimo aniversário do show. Em homenagem ao aniversário, os vencedores, receberam um único Mirrorball Trophy dourado.

#### Participantes
| Celebridade        | Ocupação                      | Profissional          | Posição                            |
| ------------------ | ----------------------------- | --------------------- | ---------------------------------- |
| Rumer Willis       | Atriz e cantora               | Valentin Chmerkovskiy | 1º Lugar Campeões em 19 de Maio    |
| Riker Lynch        | Cantor do R5 e ator           | Allison Holker        | 2º Lugar Eliminada em 19 de Maio   |
| Noah Galloway      | Ex-soldado e personal trainer | Sharna Burgess        | 3º Lugar Eliminada em 19 de Maio   |
| Nastia Liukin      | Ginasta                       | Derek Hough           | 4º Lugar Eliminada em 12 de Maio   |
| Chris Soules       | Reality Show                  | Witney Carson         | 5º Lugar Eliminado em 05 d Maio    |
| Robert Herjavec    | Empresário e Palestrante      | Kym Johnson           | 6º Lugar Eliminada em 05 de Maio   |
| Willow Shields     | Atriz de The Hunger Games     | Mark Ballas           | 7º Lugar Eliminado em 27 de Abril  |
| Patti LaBelle      | Cantora                       | Artem Chigvintsev     | 8º Lugar Eliminado em 20 de Abril  |
| Suzanne Somers     | Atriz e autora                | Tony Dovalony         | 9º Lugar Eliminado em 13 de Abril  |
| Michael Sam        | Jogador de Futebol Americano  | Peta Murgatroyd       | 10º Lugar Eliminada em 06 de Abril |
| Charlotte McKinney | Atriz e modelo                | Keoikantse Motsepe    | 11º Lugar Eliminado em 30 de Março |
| Redfoo             | Cantor de LMFAO e rapper      | Emma Slater           | 12º Lugar Eliminado em 23 de Março |

#### Pontuação
| Casal         | 1ª Semana | 2ª Semana | 3ª Semana | 4ª Semana | 5ª Semana | 6ª Semana    | 7ª Semana   | 8ª Semana    | 9ª Semana     | 10ª Semana:Finais  |
| ------------- | --------- | --------- | --------- | --------- | --------- | ------------ | ----------- | ------------ | ------------- | ------------------ |
| Rumer/Val     | 32        | 32        | 33        | 35        | 39        | 32 + 39 = 71 | 35 + 2 = 37 | 40 + 40 = 80 | 38 + 30 = 68  | 40 + 40 + 40 = 120 |
| Riker/Allison | 31        | 32        | 34        | 34        | 38        | 37 + 39 = 76 | 37          | 39 + 39 = 78 | 40 + 30 = 70  | 40 + 40 + 40 = 120 |
| Noah/Sharna   | 26        | 27        | 30        | 32        | 28        | 29 + 39 = 78 | 36 + 2 = 38 | 31 + 32 = 63 | 36 + 30 = 66  | 32+ 40 + 36 =108   |
| Nastia/Derek  | 30        | 34        | 34        | 36        | 38        | 34 + 39 = 73 | 38 + 3 = 41 | 36 + 40 = 76 | 40 + 30 = 70' |                    |
| Chris/Witney  | 26        | 21        | 28        | 27        | 27        | 31 + 39 = 70 | 31          | 34 + 30 = 64 |               |                    |
| Robert/Kym    | 28        | 28        | 29        | 34        | 24        | 28 + 39 = 67 | 31          | 33 + 29 = 62 |               |                    |
| Willow/Mark   | 25        | 32        | 32        | 39        | 34        | 34 + 39 =743 | 37 + 2 = 39 |              |               |                    |
| Patti/Artem   | 25        | 28        | 22        | 30        | 27        | 29 + 39 = 68 |             |              |               |                    |
| Suzanne/Tony  | 25        | 28        | 25        | 28        | 28        |              |             |              |               |                    |
| Michael/Peta  | 26        | 28        | 24        | 30        |           |              |             |              |               |                    |
| Charlotte/Keo | 22        | 26        | 22        |           |           |              |             |              |               |                    |
| Redfoo/Emma   | 22        | 31        |           |           |           |              |             |              |               |                    |

#### Danças
| Casal         | 1ª Semana   | 2ª Semana       | 3ª Semana       | 4ª Semana       | 5ª Semana   | 6ª Semana                                  | 7ª Semana                     | 8ª Semana                  | 9ª Semana                       | 10ª Semana: Finais                                              |
| ------------- | ----------- | --------------- | --------------- | --------------- | ----------- | ------------------------------------------ | ----------------------------- | -------------------------- | ------------------------------- | --------------------------------------------------------------- |
| Rumer/Val     | Foxtrot     | Cha Cha Cha     | Salsa           | Valsa Lenta     | Samba       | Jazz & Freestyle (Grupo Trouble)           | Jive & Foxtrot                | Rumba & Paso doble         | Valsa Vienense & Contemporâneo  | Foxtrot, Freestyle & Foxtrot/ Paso doble Fusion                 |
| Riker/Allison | Jive        | Foxtrot         | Salsa           | Tango           | Paso doble  | Samba & Freestyle (Grupo Trouble)          | Quickstep & Salsa             | Valsa Vienense & Jazz      | Contemporâneo & Tango Argentino | Paso doble, Freestyle & Salsa/Quickstep Fusion                  |
| Noah & Sharna | Cha cha cha | Samba           | Tango Argentino | Contemporâneo   | Foxtrot     | Rumba & Freestyle (Grupo YOLO)             | Jazz & Cha cha cha            | Tango & Salsa              | Valsa Vienense & Paso doble     | Tango Argentino, Freestyle & Tango Argentino/Cha cha cha Fusion |
| Nastia/Derek  | Foxtrot     | Rumba           | Samba           | Tango Argentino | Jazz        | Tango & Freestyle (Grupo YOLO)             | Charleston                    | Paso doble & Jive          | Quickstep & Valsa Vienense      |                                                                 |
| Chris/Witney  | Jive        | Cha cha cha     | Tango Argentino | Rumba           | Quickstep   | Valsa Vienense & Freestyle (Grupo Trouble) | Foxtrot & Foxtrot             | Contemporâneo & Paso doble |                                 |                                                                 |
| Robert/Kym    | Cha cha cha | Foxtrot         | Rumba           | Valsa Lenta     | Quickstep   | Jive & Freestyle (Grupo YOLO)              | Tango Argentino & Cha cha cha | Contemporâneo & Samba      |                                 |                                                                 |
| Willow/Mark   | Cha-cha-cha | Tango Argentino | Paso doble      | Contemporâneo   | Foxtrot     | Salsa & Freestyle (Grupo YOLO)             | Jazz & Salsa                  |                            |                                 |                                                                 |
| Patti/Artem   | Foxtrot     | Salsa           | Cha cha cha     | Jazz            | Valsa lenta | Quickstep & Freestyle (Grupo Trouble)      |                               |                            |                                 |                                                                 |
| Suzanne/Tony  | Cha cha cha | Jive            | Samba           | Foxtrot         | Jazz        |                                            |                               |                            |                                 |                                                                 |
| Michael/Peta  | Cha cha cha | Foxtrot         | Salsa           | Rumba           |             |                                            |                               |                            |                                 |                                                                 |
| Charlotte/Keo | Jive        | Cha cha cha     | Rumba           |                 |             |                                            |                               |                            |                                 |                                                                 |
| Redfoo/Emma   | Cha cha cha | Jive            |                 |                 |             |                                            |                               |                            |                                 |                                                                 |

### 21ª temporada
A 21ª temporada de DWTS retornou nos Estados Unidos no dia 14 de setembro de 2015. Tom Bergeron volta como anfitrião, e Erin Andrews como co-anfitriã, enquanto Carrie Ann Inaba, Julianne Hough e Bruno Tonioli continuam como jurados. Depois de vinte temporadas, Len Goodman não retornou esta temporada como juiz;  em uma mensagem de vídeo durante a final, Goodman anunciou que retornaria para a 22ª temporada.
Em 19 de agosto de 2015, nove dançarinos profissionais foram reveladas durante o programa Good Morning America. Karina Smirnoff, que não apareceu na temporada 20, retornou para a 21ª temporada. Anna Trebunskaya e Louis van Amstel retornam depois de um hiato de cinco temporadas. Além disso, Lindsay Arnold também retorna depois de passar as últimas quatro temporadas na trupe. Enquanto Peta Murgatroyd (que deveria estar emparelhada com Andy Grammer) foi originalmente anunciada como profissional, ela precisou ser afastada por uma lesão no tornozelo, Allison Holker a substituiu; Artem Chigvintsev e Kym Johnson não retorna. Bindi Irwin foi a primeira celebridade revelada em 24 de agosto no GMA; Outras celebridades foram reveladas em datas diferentes através de diferentes mídias. O elenco completo de celebridades e dançarinos profissionais foi revelado em 2 de setembro de 2015, no GMA.
Durante o programa, duas celebridades (Kim Zolciak-Biermann e Tamar Braxton) se retiraram durante a competição, marcando a primeira vez que dois competidores se retiraram na meio da temporada (Nancy O'Dell e Jewel ambos se retiraram da 8ª temporada  antes do primeiro episódio).
O campeão da 19ª temporada,  Alfonso Ribeiro, substituiu Tom Bergeron em 5 de outubro de 2015, Quando Bergeron foi ficar com o pai doente Raymond Bergeron, que morreu posteriormente em 12 de outubro de 2015. Leah Remini atuou como co-anfitriã em 19 de outubro e 26 de outubro de 2015, enquanto Erin Andrews cobriu a 2015 World Series na Fox.
Esta temporada estabeleceu recordes para o número total de pontuações perfeitas (23) e o número de estrelas que recebram pelo menos uma pontuação perfeita, sendo 7: (Bindi Irwin, Nick Carter, Alek Skarlatos, Carlos PenaVega, Tamar Braxton, Alexa PenaVega e Andy Grammer. Bindi Irwin também estabeleceu um recorde com 8 pontuações perfeitas e se tornou a segunda vencedora mais jovem do show aos 17 anos (depois da vencedora Shawn Johnson da 8ª temporada, que era 3 dias mais nova no momento de sua vitória). Isso também marcou a sexta vitória de Derek Hough, estendendo seu próprio recorde de dançarino profissional com mais vitórias no programa.
Nesta temporada o "The Switch Up" retornou, e ocorreu na quinta semana do show. Cada celebridade foi obrigada a deixar o seu parceiro atribuído e executar uma dança com um novo profissional.
Essa temporada contou com juízes convidados nas 3ª, 5ª e 6ª semanas. São estes, respectivamente: Alfonso Ribeiro, Maksim Chmerkovskiy, Olivia Newton-John.

#### Participantes
| Celebridade          | Ocupação                              | Profissional          | Posição                               |
| -------------------- | ------------------------------------- | --------------------- | ------------------------------------- |
| Bindi Irwin          | Ativista, apresentadora de TV e atriz | Derek Hough           | 1º Lugar Campeões em 24 de Novembro   |
| Nick Carter          | Cantor do Backstreet Boys             | Sharna Burgess        | 2º Lugar Eliminado em 24 de Novembro  |
| Alek Skarlatos       | Soldado                               | Lindsay Arnold        | 3º Lugar Eliminado em 24 de Novembro  |
| Carlos PenaVega      | Ator e Cantor do Big Time Rush        | Witney Carson         | 4º Lugar Eliminado 23 de Novembro     |
| Tamar Braxton        | Cantora                               | Valentin Chmerkovskiy | 5º Lugar Abandonou em 11 de Novembro  |
| Alexa PenaVega       | Atriz                                 | Mark Ballas           | 6º Lugar Eliminada em 9 de Novembro   |
| Andy Grammer         | Cantor                                | Allison Holker        | 7º Lugar Eliminado em 2 de Novembro   |
| Hayes Grier          | Pesonalidade de mídias sociais        | Emma Slater           | 8º Lugar Eliminado em 26 de Outubro   |
| Paula Deen           | Apresentadora de TV                   | Louis van Amstel      | 9º Lugar Eliminada em 19 de Outubro   |
| Gary Busey           | Ator                                  | Anna Trebunskaya      | 10º Lugar Eliminado em 5 de Outubro   |
| Kim Zolciak-Biermann | Cantora de Country                    | Tony Dovolani         | 11º Lugar Abandonou em 28 de Stembro  |
| Victor Espinoza      | Jóquei                                | Karina Smirnoff       | 12º Lugar Eliminado em 22 de Setembro |
| Chaka Khan           | Cantora                               | Keoikantse Motsepe    | 13º Lugar Eliminada em 21 de Setembro |

#### Pontuação
| Casal         | 1ª Semana | 2ª Semana    | 3ª Semana | 4ª Semana | 5ª Semana | 6ª Semana | 7ª Semana     | 8ª Semana   | 9ª Semana    | 10ª Semana       | 11ª Semana:Finais |
| ------------- | --------- | ------------ | --------- | --------- | --------- | --------- | ------------- | ----------- | ------------ | ---------------- | ----------------- |
| Bindi/Derek   | 24        | 25 + 23 = 84 | 32        | 28        | 37        | 40        | 30 + 28 = 58  | 28          | 30 + 30 = 60 | 27 + 3 + 30 = 60 | 30 + 30 + 30 = 90 |
| Nick/Sharna   | 24        | 21 + 24 = 45 | 36        | 27        | 35        | 39        | 24 + 30 = 54  | 30 + 3 = 33 | 28 + 27 = 55 | 24 +0 + 30 = 54  | 30 + 30 +30 = 90  |
| Alek/Lindsay  | 22        | 23 + 22 = 45 | 33        | 24        | 29        | 30        | 25 + 28 = 53' | 25          | 24 + 24 = 48 | 30+ 0 + 27 = 57  | 27 + 30 + 27 = 84 |
| Carlos/Witney | 23        | 24 + 21 = 45 | 31        | 25        | 39        | 38        | 28 + 28 = 56  | 27 + 2 = 29 | 27 + 24 = 51 | 28 + 3 + 29 = 60 | 30 + 30 = 60      |
| Tamar/Val     | 23        | 24 + 25 = 49 | 33        | 27        | 29        | 40        | 24 + 30 = 54  | 28          | 22 + 27 = 49 | Retirada         |                   |
| Alexa/Mark    | 22        | 24 + 22 = 46 | 36        | 21        | 40        | 30        | 27 + 28 = 55  | 25 + 2= 27  | 30 + 30 = 60 |                  |                   |
| Andy/Allison  | 21        | 21 + 23 = 44 | 29        | 23        | 36        | 40        | 26 + 30 = 56  | 22 + 2 = 24 |              |                  |                   |
| Hayes/Emma    | 21        | 22 + 23 = 45 | 30        | 27        | 30        | 32        | 26 + 30 = 56  |             |              |                  |                   |
| Paula/Louis   | 15        | 19 + 18 = 37 | 20        | 18        | 26        | 24        |               |             |              |                  |                   |
| Gary/Anna     | 15        | 18 + 15 = 33 | 25        | 16        |           |           |               |             |              |                  |                   |
| Kim/Tony      | 12        | 19 + 18 = 37 | Retirada  |           |           |           |               |             |              |                  |                   |
| Victor/Karina | 15        | 17 + 20 = 37 |           |           |           |           |               |             |              |                  |                   |
| Chaka/Keo     | 13        | 15           |           |           |           |           |               |             |              |                  |                   |

#### Danças
| Casal         | 1ª Semana   | 2ª Semana                | 3ª Semana      | 4ª Semana     | 5ª Semana       | 6ª Semana   | 7ª Semana                                                 | 8ª Semana                     | 9ª Semana                    | 10ª Semana                                 | 11ª Semana: Finais                                                        |
| ------------- | ----------- | ------------------------ | -------------- | ------------- | --------------- | ----------- | --------------------------------------------------------- | ----------------------------- | ---------------------------- | ------------------------------------------ | ------------------------------------------------------------------------- |
| Bindi/Derek   | Jive        | Tango & Valsa Lenta      | Quickstep      | Contemporary  | Cha cha cha     | Rumba       | Tango Argentino & Freestyle (Grupo "Who You Gonna Call?") | Foxtrot & Jive                | Valsa Vienense & Charleston  | Salsa, Samba & Jazz                        | Quickstep, Freestyle, Valsa Vienense & Tango Argentino/Cha cha cha Fusion |
| Nick/Sharna   | Cha cha cha | Jive & Foxtrot           | Valsa Vienense | Jazz          | Paso doble      | Samba       | Tango Argentino & Freestyle (Grupo "Nightmare")           | Contemporâneo                 | Quickstep & Rumba            | Tango, Samba & Salsa                       | Jive, Freestyle, Valsa Vienense & Salsa/Tango Fuison                      |
| Alek/Lindsay  | Foxtrot     | Jazz & Quickstep         | Tango          | Paso doble    | Rumba           | Jive        | Valsa Vienense & Freestyle (Grupo "Who You Gonna Call?")  | Contemporâneo & Samba         | Salsa & Paso doble           | Valsa Lenta, Cha cha cha & Tango Argentino | Rumba, Freestyle, Jazz & Rumba/Tango Fusion                               |
| Carlos/Witney | Jive        | Foxtrot & Cha cha cha    | Jazz           | Valsa Lenta   | Quickstep       | Rumba       | Paso doble & Freestyle (Grupo "Who You Gonna Call?")      | Salsa & Jive                  | Tango Argentino & Paso doble | Contemporâneo, Cha cha cha & Charleston    | Foxtrot & Freestyle                                                       |
| Tamar/Val     | Quickstep   | Cha cha cha & Charleston | Tango          | Rumba         | Samba           | Jazz        | Foxtrot & Freestyle (Grupo "Nightmare")                   | Paso doble & Cha cha cha      | Contemporâneo & Rumba        | Retirada                                   |                                                                           |
| Alexa/Mark    | Jive        | Salsa & Rumba            | Jazz           | Foxtrot       | Tango           | Cha cha cha | Paso doble & Freestyle (Grupo "Who You Gonna Call?")}}    | Tango Argentino & Cha cha cha | Contemporâneo & Charleston   |                                            |                                                                           |
| Andy/Allison  | Foxtrot     | Jive & Contemporary      | Quickstep      | Cha cha cha   | Tango Argentino | Jazz        | Paso doble & Freestyle (Grupo "Nightmare")}}              | Valsa Vienense & Samba        |                              |                                            |                                                                           |
| Hayes/Emma    | Cha cha cha | Foxtrot & Quickstep      | Jive           | Contemporâneo | Valsa Vienense  | Jazz        | Valsa Lenta & Freestyle (Grupo "Nightmare")               |                               |                              |                                            |                                                                           |
| Paula/Louis   | Quickstep   | Rumba & Tango            | Samba          | Cha cha cha   | Jive            | Jazz        |                                                           |                               |                              |                                            |                                                                           |
| Gary/Anna     | Cha cha cha | Foxtrot & Paso doble     | Tango          | Jazz          |                 |             |                                                           |                               |                              |                                            |                                                                           |
| Kim/Tony      | Salsa       | Quickstep & Foxtrot      | Retirada       |               |                 |             |                                                           |                               |                              |                                            |                                                                           |
| Victor/Karina | Salsa       | Jive & Rumba             |                |               |                 |             |                                                           |                               |                              |                                            |                                                                           |
| Chaka/Keo     | Cha cha cha | Foxtrot                  |                |               |                 |             |                                                           |                               |                              |                                            |                                                                           |

### 22ª temporada
A 22ª temporada de DWTS retornou nos Estados Unidos no dia 21 de março de 2016. Tom Bergeron volta como anfitrião, e Erin Andrews como co-anfitriã, enquanto Carrie Ann Inaba e Bruno Tonioli continuam como jurados. Len Goodman retornou como juiz principal, depois de estar ausente na temporada anterior, enquanto Julianne Hough, que serviu de juiz durante as três temporadas anteriores, não retornou.
Os nomes de 12 celebridades e seus parceiros profissionais foram revelados em 8 de março de 2016 no programa Good Morning America. Edyta Śliwińska voltou como dançarina profissional nesta temporada após um hiato de onze temporadas. Também retornando à lista profissional estão Artem Chigvintsev e Peta Murgatroyd, que não apareceram na temporada passada como dançarinos profissionais, além de Sasha Farber, que mais uma vez foi promovido de membro da troupe a profissional. O campeão da temporada passada, Derek Hough, não está retornou para esta temporada. Também não retornaram Allison Holker, Emma Slater, Anna Trebunskaya e Louis van Amstel.
Em 24 de maio de 2016, Nyle DiMarco e sua parceira Peta Murgatroyd foram coroados campeões. DiMarco é o primeiro concorrente surdo a ganhar o show.
Nesta temporada o "The Switch Up" continuou, e ocorreu na quinta semana. Cada celebridade foi obrigada a deixar o seu parceiro atribuído e executar uma dança com um novo profissional.
Essa temporada contou com juízes convidados na 4ª semana e na 5ª semana. São estes, respectivamente: Zendaya, Maksim Chmerkovskiy.

#### Participantes
| Celebridade    | Ocupação                      | Profissional          | Posição                            |
| -------------- | ----------------------------- | --------------------- | ---------------------------------- |
| Nyle DiMarco   | Modelo e Ator                 | Peta Murgatroyd       | 1º Lugar Campeões em 24 de Maio    |
| Paige VanZant  | Lutadora UFC e Modelo         | Mark Ballas           | 2º Lugar Eliminado em 24 de Maio   |
| Ginger Zee     | Apresentadora de Meteorologia | Valentin Chmerkovskiy | 3º Lugar Eliminado em 24 de Maio   |
| Wanya Morris   | Cantor do Boyz II Men         | Lindsay Arnold        | 4º Lugar Eliminado 16 de Maio      |
| Antonio Brown  | Jogador da NFL                | Sharna Burgess        | 5º Lugar Elimindado em 16 de Maio  |
| Jodie Sweetin  | Atriz                         | Keoikantse Motsepe    | 6º Lugar Eliminada em 9 de Maio    |
| Von Miller     | Jogador da NFL                | Witney Carson         | 7º Lugar Eliminado em 2 de Maio    |
| Kim Fields     | Atriz                         | Sasha Farber          | 8º Lugar Eliminado em 2 de maio    |
| Doug Flutie    | Quarterback NFL               | Karina Smirnoff       | 9º Lugar Eliminado em 25 de Abril  |
| Marla Maples   | Atriz                         | Tony Dovolani         | 10º Lugar Eliminada em 11 de Abril |
| Mischa Barton  | Atriz                         | Artem Chigvintsev     | 11º Lugar Eliminada em 4 de Abril  |
| Geraldo Rivera | Repórter e Apresentador       | Edyta Śliwińska       | 12º Lugar Eliminado em 28 de Março |

#### Pontuação
| Casal          | 1ª Semana | 2ª Semana | 3ª Semana | 4ª Semana | 5ª Semana | 6ª Semana    | 7ª Semana    | 8ª Semana    | 9ª Semana    | 10ª Semana:Finais  |
| -------------- | --------- | --------- | --------- | --------- | --------- | ------------ | ------------ | ------------ | ------------ | ------------------ |
| Nyle/Peta      | 23        | 20        | 25        | 34        | 37        | 25           | 28 + 28 = 56 | 29 + 29 = 58 | 27 + 30 = 57 | 27' + 30 + 30 = 87 |
| Paige/Mark     | 21        | 24        | 23        | 36        | 31        | 28           | 30 + 25 = 55 | 28 + 29 = 57 | 30 + 29 = 59 | 29 + 30 + 30 = 89  |
| Ginger/Val     | 23        | 21        | 21        | 36        | 32        | 24           | 30 + 25 = 55 | 30 + 29 = 59 | 27 + 29 = 56 | 28 + 30 + 27 = 85  |
| Antonio/Sharna | 21        | 19        | 20        | 35        | 26        | 27           | 24 + 28 = 52 | 27 + 29 = 56 | 27 + 28 = 55 |                    |
| Wanyá/Lindsay  | 23        | 24        | 24        | 35        | 30        | 29           | 27 + 28 = 55 | 25 + 29 = 54 | 30 + 30 = 60 |                    |
| Jodie/Keo      | 20        | 21        | 23        | 27        | 35        | 25           | 26 + 25 = 51 | 30 + 29 = 59 |              |                    |
| Kim/Sasha      | 20        | 19        | 22        | 32        | 28        | 24           | 27 + 25 = 52 |              |              |                    |
| Von/Witney     | 21        | 20        | 20        | 32        | 29        | 24 + 28 = 52 |              |              |              |                    |
| Doug/Karina    | 15        | 20        | 20        | 24        | 28        | 21           |              |              |              |                    |
| Marla & Tony   | 21        | 20        | 21        | 28        |           |              |              |              |              |                    |
| Mischa/Artem   | 16        | 15        | 18        |           |           |              |              |              |              |                    |
| Geraldo/Edyta  | 13        | 13        |           |           |           |              |              |              |              |                    |

#### Danças
| Casal          | 1ª Semana   | 2ª Semana       | 3ª Semana    | 4ª Semana      | 5ª Semana      | 6ª Semana    | 7ª Semana                                  | 8ª Semana                    | 9ª Semana                      | 10ª Semana: Finais                                                 |
| -------------- | ----------- | --------------- | ------------ | -------------- | -------------- | ------------ | ------------------------------------------ | ---------------------------- | ------------------------------ | ------------------------------------------------------------------ |
| Nyle/Peta      | Cha cha cha | Rumba           | Tango        | Samba          | Valsa Vienense | Quickstep    | Foxtrot & Freestyle (Grupo James Brown)    | Paso doble & Tango Argentino | Jive & Tango Argentino         | Quickstep, Freestyle, Cha cha cha & Cha cha cha/Tango Fusion       |
| Paige/Mark     | Foxtrot     | Salsa           | Paso doble   | Quickstep      | Rumba          | Jazz         | Jive & Freestyle (Grupo Beyoncé)           | Valsa Vienense & Paso doble  | Samba & Tango Argentino        | Salsa, Freestyle, Paso doble & Jive/Salsa                          |
| Ginger/Val     | Jive        | Samba           | Contemporary | Foxtrot        | Salsa          | Jazz         | Valsa Vienense & Freestyle (Grupo Beyoncé) | Tango Argentino & Samba      | Paso doble & Quickstep         | Contemporary, Freestyle, Tango Argentino & Tango Argentino/Foxtrot |
| Antonio/Sharna | Quickstep   | Rumba           | Foxtrot      | Jazz           | Cha cha cha    | Jive         | Tango & Freestyle (Grupo James Brown)      | Valsa Vienense & Paso doble  | Tango Argentino & Contemporary |                                                                    |
| Wanyá/Lindsay  | Cha cha cha | Salsa           | Valsa Lenta  | Samba          | Tango          | Jazz         | Foxtrot & Freestyle (Grupo James Brown)    | Jive & Samba                 | Paso doble & Charleston        |                                                                    |
| Jodie/Keo      | Tango       | Samba           | Foxtrot      | Cha cha cha    | Paso doble     | Contemporary | Quickstep & Freestyle (Grupo Beyoncé)      | Jive & Tango Argentino       |                                |                                                                    |
| Kim/Sasha      | Cha cha cha | Salsa           | Foxtrot      | Quickstep      | Valsa Vienense | Jive         | Samba & Freestyle (Grupo Beyoncé)          |                              |                                |                                                                    |
| Von/Witney     | Foxtrot     | Cha cha cha     | Contemporary | Valsa Vienense | Jive           | Jazz         | Salsa & Freestyle (Grupo James Brown)      |                              |                                |                                                                    |
| Doug/Karina    | Foxtrot     | Paso doble      | Valsa lenta  | Jazz           | Tango          | Bollywood    |                                            |                              |                                |                                                                    |
| Marla/Tony     | Quickstep   | Tango Argentino | Jive         | Valsa lenta    |                |              |                                            |                              |                                |                                                                    |
| Mischa/Artem   | Tango       | Cha cha cha     | Samba        |                |                |              |                                            |                              |                                |                                                                    |
| Geraldo/Edyta  | Cha cha cha | Salsa           |              |                |                |              |                                            |                              |                                |                                                                    |

### 23ª temporada
A 23ª temporada de DWTS retornou nos Estados Unidos no dia 12 de Setembro de 2016. Tom Bergeron volta como anfitrião, e Erin Andrews como co-anfitriã, enquanto Carrie Ann Inaba, Len Goodman e Bruno Tonioli continuam como jurados. Julianne Hough retornou como juiz, depois de estar ausente na temporada anterior.
Os primeiros oito dançarinos profissionais foram revelados no programa Good Morning America em 23 de agosto de 2016, e todos apareceram no show antes. Os seis que retornaram da temporada anterior incluem Lindsay Arnold, Sharna Burgess, Witney Carson, Artem Chigvintsev, Val Chmerkovskiy e Sasha Farber; Os dois que retornam das temporadas passadas são Allison Holker (profissional pela última vez na temporada 21) e Gleb Savchenko (da temporada 16). Mais tarde, outros bailarinos que rotornaram foram anunciados: Emma Slater (última vez na temporada 21), Maksim Chmerkovskiy (última competição na temporada 18), Derek Hough (última vez na temporada 21) e Cheryl Burke (última competição temporada 19 ).  A ex-membro da troupe Jenna Johnson é a única nova profissional desta temporada. Os profissionais da temporada anterior que não retornaram nesta temporada incluem a atual campeã Peta Murgatroyd, que estava grávida, Mark Ballas, Tony Dovolani, Edyta Śliwińska e Karina Smirnoff. Keo Motsepe voltou, mas como membro da trupe.
O elenco completo de celebridades e profissionais foi revelado em 30 de agosto de 2016 no programa Good Morning America.
Em 22 de novembro de 2016, a ginasta olímpica Laurie Hernandez e Valentin Chmerkovskiy foram anunciados como vencedoras; Hernandez é atualmente a vencedora mais jovem do show, superando a ginasta olímpica Shawn Johnson (temporada 8).
O rapper Pitbull e Idina Menzel substituíram Len Goodman como jurados na 6ª e 9ª semana, respectivamente.

#### Participantes
| Celebridade       | Ocupação                   | Profissional          | Posição                               |
| ----------------- | -------------------------- | --------------------- | ------------------------------------- |
| Laurie Hernandez  | Ginasta                    | Valentin Chmerkovskiy | 1º Lugar Campeões em 22 de Novembro   |
| James Hinchcliffe | Piloto da fórmula Indy 500 | Sharna Burgess        | 2º Lugar Eliminado em 22 de Novembro  |
| Calvin Johnson    | Ex jogador da NFL          | Lindsay Arnold        | 3º Lugar Eliminado em 22 de Novembro  |
| Jana Kramer       | Cantora e Atriz            | Gleb Savchenko        | 4º Lugar Eliminada 21 de Novembro     |
| Terra Jolé        | Estrela de Reality Show    | Sasha Farber          | 5º Lugar Elimindada em 14 de Novembro |
| Marilu Henner     | Atriz e Autora             | Derek Hough           | 6º Lugar Eliminada em 7 de Novembro   |
| Ryan Lochte       | Nadador Olímpico           | Cheryl Burke          | 7º Lugar Eliminado em 31 de Outubro   |
| Maureen McCormick | Autora e Atriz             | Artem Chigvintsev     | 8º Lugar Eliminada em 24 de Outubro   |
| Amber Rose        | Modelo e Apresentadora     | Maksim Chmerkovskiy   | 9º Lugar Eliminada em 17 de Outubro   |
| Vanilla Ice       | Rapper                     | Witney Carson         | 10º Lugar Eliminado em 4 de Outubro   |
| Babyface          | Cantor                     | Allison Holke         | 11º Lugar Eliminado em 4 de Outubro   |
| Rick Perry        | Político                   | Emma Slater           | 12º Lugar Eliminado em 27 de Setembro |
| Jake T. Austin    | Ator                       | Jenna Johnson         | 13º Lugar Eliminado em 20 de Setembro |

#### Pontuação
| Casal              | 1ª Semana | 2ª Semana | 3ª Semana | 4ª Semana | 5ª Semana | 6ª Semana | 7ª Semana    | 8ª Semana    | 9ª Semana    | 10ª Semana   | 11ª Semana:Finais  |
| ------------------ | --------- | --------- | --------- | --------- | --------- | --------- | ------------ | ------------ | ------------ | ------------ | ------------------ |
| Laurie/Val         | 31        | 32        | 31        | 30        | 25        | 37        | 34 + 35 = 69 | 30 + 3 = 33  | 40 + 40 = 80 | 30 + 30 = 60 | 38 + 40 +40 = 118  |
| James/Sharna       | 31        | 29        | 29        | 28        | 29        | 38        | 36 + 38 = 74 | 30 + 5 = 35  | 36 + 37 = 73 | 29 + 30 = 59 | 37 + 40 + 40 = 117 |
| Calvin/Lindsay     | 26        | 28        | 32        | 23        | 24        | 37        | 36 + 38 = 74 | 30           | 37 + 37 = 74 | 26 + 30 = 56 | 35 + 40 + 40 = 115 |
| Jana/Gleb          | 27        | 29        | 26        | 23        | 26        | 40        | 34 + 35 = 69 | 27 + 3 = 30  | 40 + 40 = 80 | 28 + 30 = 58 | 35 + 36 = 71       |
| Terra/Sasha        | 25        | 31        | 30        | 25        | 27        | 30        | 34 + 35 = 69 | 24           | 38 + 36 = 74 | 30 + 30 = 60 |                    |
| Marilu/Derek       | 27        | 29        | 28        | 21        | 27        | 34        | 29 + 35 = 64 | 23           | 36 + 36 = 72 |              |                    |
| Ryan/Cheryl        | 24        | 24        | 25        | 22        | 24        | 30        | 28 + 38 = 66 | '23 + 3 = 26 |              |              |                    |
| Maureen/Artem      | 22        | 26        | 28        | 24        | 24        | 31        | 28 + 38 = 66 |              |              |              |                    |
| Amber/Maks         | 24        | 24        | 25        | 24        | 24        | 28        |              |              |              |              |                    |
| Vanilla Ice/Witney | 25        | 26        | 23        | 23        |           |           |              |              |              |              |                    |
| Babyface/Allison   | 26        | 30        | 25        | 18        |           |           |              |              |              |              |                    |
| Rick/Emma          | 20        | 22        | 23        |           |           |           |              |              |              |              |                    |
| Jake/Jenna         | 22        | 24        |           |           |           |           |              |              |              |              |                    |

#### Danças
| Casal                | 1ª Semana      | 2ª Semana       | 3ª Semana            | 4ª Semana       | 5ª Semana      | 6ª Semana       | 7ª Semana                             | 8ª Semana                     | 9ª Semana                      | 10ª Semana             | 11ª Semana: Finais                                                 |
| -------------------- | -------------- | --------------- | -------------------- | --------------- | -------------- | --------------- | ------------------------------------- | ----------------------------- | ------------------------------ | ---------------------- | ------------------------------------------------------------------ |
| Laurie/Val           | Cha cha cha    | Jive            | Tango                | Jazz            | Paso doble     | Salsa           | Quickstep & Freestyle (Grupo Future)  | Valsa Vienense & Jive         | Tango Argentino & Contemporary | Foxtrot & Samba        | Paso doble, Freestyle, Samba & Foxtrot/Tango Argentino Fusion      |
| James & Sharna       | Foxtrot        | Paso doble      | Cha cha cha          | Quickstep       | Tango          | Rumba           | Jitterbug & Freestyle (Grupo Past)    | Valsa Vienense                | Jazz & Paso doble              | Tango Argentino & Jive | Foxtrot, Freestyle, Quickstep & Valsa Vienense/Foxtrot Fusion      |
| Calvin & Lindsay     | Cha cha cha    | Foxtrot         | Valsa Vienense       | Charleston      | Jazz           | Tango Argentino | Jive & Freestyle (Grupo Past)         | Quickstep & Jive              | Valsa Lenta & Paso doble       | Tango & Salsa          | Valsa Vienense, Freestyle, Tango Argentino & Jive/Quickstep Fusion |
| Jana & Gleb          | Valsa Vienense | Tango           | Jive                 | Foxtrot         | Contemporary   | Tango Argentino | Samba & Freestyle (Grupo Future)      | Jazz & Salsa                  | Valsa Lenta & Contemporary     | Tango & Freestyle      |                                                                    |
| Terra & Sasha        | Jive           | Quickstep       | Valsa Vienense Waltz | Samba           | Contemporary   | Paso doble      | Foxtrot & Freestyle (Grupo Future)    | Cha cha cha & Salsa           | Charleston & Jazz              | Rumba & Tango          |                                                                    |
| Marilu & Derek       | Jive           | Foxtrot         | Tango                | Paso doble      | Valsa Vienense | Cha cha cha     | Charleston & Freestyle (Grupo Future) | Tango Argentino & Cha cha cha | Samba & Jazz                   |                        |                                                                    |
| Ryan & Cheryl        | Foxtrot        | Quickstep       | Cha cha cha          | Valsa Vienense  | Contemporary   | Salsa           | Rumba & Freestyle (Grupo Past)        | Tango & Cha cha cha           |                                |                        |                                                                    |
| Maureen & Artem      | Valsa Vienense | Quickstep       | Salsa                | Tango Argentino | Foxtrot        | Samba           | Tango & Freestyle (TGrupo Past)       |                               |                                |                        |                                                                    |
| Amber & Maks         | Foxtrot        | Valsa Vienense  | Salsa                | Tango Argentino | Samba          | Cha cha cha     |                                       |                               |                                |                        |                                                                    |
| Vanilla Ice & Witney | Cha cha cha    | Foxtrot         | Paso doble           | Valsa Vienense  |                |                 |                                       |                               |                                |                        |                                                                    |
| Babyface & Allison   | Foxtrot        | Tango Argentino | Jive                 | Tango           |                |                 |                                       |                               |                                |                        |                                                                    |
| Rick & Emma          | Cha cha cha    | Quickstep       | Paso doble           |                 |                |                 |                                       |                               |                                |                        |                                                                    |
| Jake & Jenna         | Jive           | Cha cha cha     |                      |                 |                |                 |                                       |                               |                                |                        |                                                                    |

### 24ª temporada
O de DWTS retornou para 24ª temporada nos Estados Unidos no dia 20 de Março de 2017. Tom Bergeron volta como anfitrião, e Erin Andrews como co-anfitriã, enquanto Carrie Ann Inaba, Len Goodman, Bruno Tonioli e Julianne Hough continuam como jurados.
Em 21 de fevereiro de 2017, Maksim Chmerkovskiy e Peta Murgatroyd foram anunciados como os dois primeiros profissionais que retornaram nesta temporada. Isso marca o retorno de Peta após o afastamento na 23ª temporada devido à gravidez. Nos dias seguintes, Lindsay Arnold, Sharna Burgess, Witney Carson, Artem Chigvintsev, Valentin Chmerkovskiy, Sasha Farber, Gleb Savchenko e Emma Slater foram todos confirmados para retornar como dançarinos profissionais. Além disso, Kym Herjavec (que competiu pela última vez na 20ª temporada) e Keo Motsepe (que competiu na 22ª temporada) retornaram como dançarinos profissionais. Os profissionais da temporada anterior que não retornaram incluíram Cheryl Burke, Allison Holker, Derek Hough e Jenna Johnson. Mark Ballas também não retornou.
O ex-participante Nick Carter e a coreógrafa Mandy Moore substituíram Julianne Hough como jurados na 6ª e 7ª semana, respectivamente.

#### Participantes
| Celebridade     | Ocupação                                | Profissional          | Posição                            |
| --------------- | --------------------------------------- | --------------------- | ---------------------------------- |
| Rashad Jennings | Jogador da NFL                          | Emma Slater           | 1º Lugar Campeões em 23 de Maio    |
| David Ross      | Ex- jogador da MLB                      | [Lindsay Arnold       | 2º Lugar Eliminado em 23 de Maio   |
| Normani Kordei  | Cantora do Fifth Harmony                | Valentin Chmerkovskiy | 3º Lugar Eliminada em 23 de Maio   |
| Simone Biles    | Ginasta                                 | Sasha Farber          | 4º Lugar Eliminada 15 de Maio      |
| Bonner Bolton   | Modelo e Montador de touros             | Sharna Burgess        | 5º Lugar Elimindado em 8 de Maio   |
| Nancy Kerrigan  | Ex-Patinadora                           | Artem Chigvintsev     | 6º Lugar Eliminada em 1 de Maio    |
| Nick Viall      | Participante do The Bachelor            | Peta Murgatroyd       | 7º Lugar Eliminado em 1 de Maio    |
| Heather Morris  | Atriz                                   | Maksim Chmerkovskiy   | 8º Lugar Eliminada em 24 de Abril  |
| Erika Jayne     | Cantora e Personalidade de Reality Show | Gleb Savchenko        | 9º Lugar Eliminada em 17 de Abril  |
| Mr. T           | Ator e Ex-Lutador                       | Kym Johnson-Herjavec  | 10º Lugar Eliminado em 10 de Abril |
| Charo           | Atriz, Comediante e Cantora             | Keo Motsepe           | 11º Lugar Eliminada em 3 de Abril  |
| Chris Kattan    | Ator e Comediante                       | Witney Carson         | 12º Lugar Eliminado em 27 de Março |

#### Pontuação
| Casal         | 1ª Semana | 2ª Semana | 3ª Semana | 4ª Semana | 5ª Semana | 6ª Semana    | 7ª Semana   | 8ª Semana    | 9ª Semana    | 10ª Semana:Finais  |
| ------------- | --------- | --------- | --------- | --------- | --------- | ------------ | ----------- | ------------ | ------------ | ------------------ |
| Rashad/Emma   | 31        | 32        | 28        | 39        | 32        | 37 + 33 = 70 | 37 + 2 = 39 | 36 + 39 = 75 | 38 + 39 = 77 | 40 + 40 + 39 = 119 |
| David/Lindsay | 28        | 27        | 31        | 31        | 29        | 29 + 33 = 62 | 32          | 36 + 29 = 65 | 34 + 36 = 70 | 33+ 40 + 36 = 109  |
| Normani/Val   | 27        | 32        | 34        | 32        | 39        | 38 + 34 = 72 | 40 + 3 = 43 | 40 + 39 = 79 | 36 + 40 = 76 | 38 + 40 + 40 = 118 |
| Simone/Sasha  | 32        | 29        | 32        | 36        | 38        | 35 + 34 = 69 | 37 + 2 = 39 | 36 + 36 = 72 | 40 + 40 = 80 |                    |
| Bonner/Sharna | 22        | 29        | 24        | 32        | 30        | 30 + 33 = 63 | 29 + 2 = 31 | 30 + 28 = 58 |              |                    |
| Nancy/Artem   | 28        | 28        | 33        | 33        | 36        | 33 + 34 = 67 | 36          |              |              |                    |
| Nick/Peta     | 24        | 25        | 26        | 30        | 34        | 28 + 33 = 61 | 34          |              |              |                    |
| Heather/Maks  | 28        | 30        | 33        | 35        | 34        | 40 + 34 = 74 |             |              |              |                    |
| Erika & Gleb  | 24        | 28        | 26        | 30        | 32        |              |             |              |              |                    |
| Mr. T/Kym     | 20        | 22        | 24        | 28        |           |              |             |              |              |                    |
| Charo & Keo   | 21        | 25        | 24        |           |           |              |             |              |              |                    |
| Chris/Witney  | 17        | 22        |           |           |           |              |             |              |              |                    |

#### Danças
| Casal         | 1ª Semana      | 2ª Semana      | 3ª Semana  | 4ª Semana      | 5ª Semana      | 6ª Semana                                    | 7ª Semana                | 8ª Semana                | 9ª Semana             | 10ª Semana: Finais                                                |
| ------------- | -------------- | -------------- | ---------- | -------------- | -------------- | -------------------------------------------- | ------------------------ | ------------------------ | --------------------- | ----------------------------------------------------------------- |
| Rashad/Emma   | Cha cha cha    | Valsa Vienense | Samba      | Contemporary   | Foxtrot        | Tango & Freestyle (Grupo Boy Band)           | Paso doble & Jive        | Jive & Tango Argentino   | Rumba& Quickstep      | Valsa Vienense, Freestyle, Cha cha cha & Cha cha cha/Tango Fusion |
| David/Lindsay | Quickstep      | Cha cha cha    | Jazz       | Valsa Vienense | Jive           | Tango Argentino & Freestyle (Grupo Boy Band) | Salsa & Jive             | Valsa Lenta & Paso doble | Foxtrot & Tango       | Valsa Vienense, Freestyle, & Foxtrot/Salsa Fusion                 |
| Normani/Val   | Quickstep      | Cha cha cha    | Foxtrot    | Rumba          | Paso doble     | Salsa & Freestyle (Grupo Girl Group)         | Tango Argentino          | Contemporary & Jive      | Valsa Vienense & Jazz | Quickstep, Freestyle, Salsa & Tango Argentino/Foxtrot Fusion      |
| Simone/Sasha  | Tango          | Cha cha cha    | Quickstep  | Valsa Vienense | Contemporary   | Samba & Freestyle (Grupo Girl Group)         | Charleston & Cha cha cha | Foxtrot & Paso doble     | Jive & Rumba          |                                                                   |
| Bonner/Sharna | Cha cha cha    | Valsa Vienense | Charleston | Foxtrot        | Tango          | Rumba & Freestyle (Grupo Boy Band)           | Paso doble & Rumba       | Tango Argentino & Jazz   |                       |                                                                   |
| Nancy/Artem   | Valsa Vienense | Cha cha cha    | Samba      | Foxtrot        | Jazz           | Paso doble & Freestyle (Grupo Girl Group)    | Tango & Cha cha cha      |                          |                       |                                                                   |
| Nick/Peta     | Cha cha cha    | Foxtrot        | Tango      | Rumba          | Jazz           | Jive & Freestyle (Grupo Boy Band)            | Tango Argentino & Rumba  |                          |                       |                                                                   |
| Heather/Maks  | Valsa Vienense | Jive           | Tango      | Cha cha cha    | Jazz           | Rumba & Freestyle (Grupo Girl Group)         |                          |                          |                       |                                                                   |
| Erika/Gleb    | Salsa          | Foxtrot        | Jive       | Cha cha cha    | Valsa Vienense |                                              |                          |                          |                       |                                                                   |
| Mr. T/Kym     | Cha cha cha    | Paso doble     | Foxtrot    | Valsa Lenta    |                |                                              |                          |                          |                       |                                                                   |
| Charo/Keo     | Salsa          | Paso doble     | Foxtrot    |                |                |                                              |                          |                          |                       |                                                                   |
| Chris/Witney  | Cha cha cha    | Jazz           |            |                |                |                                              |                          |                          |                       |                                                                   |

### 25ª temporada
O de DWTS retornou para 25ª temporada nos Estados Unidos no dia 18 de Setembro de 2017. Tom Bergeron volta como anfitrião, e Erin Andrews como co-anfitriã, enquanto Carrie Ann Inaba, Len Goodman e Bruno Tonioli continuam como jurados. Julianne Hough não retornou como jurada fixa, embora tenha retornado como jurada convidada durante a semana final.
O Good Morning America anunciou os dançarinos profissionais que estariam competindo na temporada.  Os dois profissionais da temporada anterior que não retornaram foram Kym Johnson-Herjavec e Sasha Farber. Sasha voltou para a trupe. Mark Ballas, que apareceu pela última vez na 22ª temporada, retornou como profissional. Alan Bersten, membro da trupe desde a 20ª temporada, foi promovido para profissional. No dia 4 de setembro, foi revelado que Cheryl Burke seria o 13º profissional adicionado à formação. Em 6 de Setembro, o resto do elenco foi revelado no Good Morning America. 
A cantora Shania Twain se juntou aos jurados como jurada convidada na 6ª semana.

#### Participantes
| Celebridade      | Ocupação                           | Profissional          | Posição                               |
| ---------------- | ---------------------------------- | --------------------- | ------------------------------------- |
| Jordan Fisher    | Ator e Cantor                      | Lindsay Arnold        | 1º Lugar Campeões em 21 de Novembro   |
| Lindsey Stirling | Violinista                         | Mark Ballas           | 2º Lugar Eliminada em 21 de Novembro  |
| Frankie Muniz    | Ator                               | Witney Carson         | 3º Lugar Eliminado em 21 de Novembro  |
| Drew Scott       | Apresentador Property Brothers     | Emma Slater           | 4º Lugar Eliminado 20 de Novembro     |
| Victoria Arlen   | Apresentadora e Atleta Paralimpíca | Valentin Chmerkovskiy | 5º Lugar Elimindada em 13 de Novembro |
| Terrell Owens    | Jogador da NFL                     | Cheryl Burke          | 6º Lugar Eliminado em 6 de Novembro   |
| Vanessa Lachey   | Apresentadora e Atriz              | Maksim Chmerkovskiy   | 7º Lugar Eliminada em 30 de Outubro   |
| Nikki Bella      | Modelo e Estrela da WWE            | Artem Chigvintsev     | 8º Lugar Eliminada em 30 de Outubro   |
| Nick Lachey      | Cantor do 98 Degrees               | Peta Murgatroyd       | 9º Lugar Eliminado em 23 de Outubro   |
| Sasha Pieterse   | Atriz de Pretty Little Liars       | Gleb Savchenko        | 10º Lugar Eliminada em 16 de Outubro  |
| Derek Fisher     | Ex-jogador da NBA                  | Sharna Burgess        | 11º Lugar Eliminado em 9 de Outubro   |
| Debbie Gibson    | Cantora e Atriz                    | Alan Bersten          | 12º Lugar Eliminada em 26 de Setembro |
| Barbara Corcoran | Apresentadora do Shark Tank        | Keo Motsepe           | 12º Lugar Eliminada em 25 de Setembro |

#### Pontuação
| Casal            | 1ª Semana | 2ª Semana    | 3ª Semana | 4ª Semana | 5ª Semana | 6ª Semana | 7ª Semana    | 8ª Semana    | 9ª Semana    | 10ª Semana:Finais       |
| ---------------- | --------- | ------------ | --------- | --------- | --------- | --------- | ------------ | ------------ | ------------ | ----------------------- |
| Jordan & Lindsay | 22        | 24 + 24 = 48 | 25        | 29        | 30        | 39        | 30 + 24 = 54 | 30 + 30 = 60 | 28 + 30 = 58 | 40 + 40 + 30 + 30 = 140 |
| Lindsey & Mark   | 22        | 21 + 24 = 45 | 27        | 26        | 28        | 40        | 27 + 24 = 51 | 26 + 28 = 54 | 29 + 28 = 57 | 40 + 40 + 30 + 30 = 140 |
| Frankie & Witney | 19        | 23 + 25 = 48 | 21        | 24        | 29        | 31        | 30 + 30 = 60 | 26 + 27 = 53 | 25 + 26 = 51 | 38 + 38 +30 + 28 = 134  |
| Drew & Emma      | 16        | 20 + 21 = 41 | 23        | 24        | 25        | 30        | 27 + 30 = 57 | 22 + 25 = 47 | 24 + 24 = 48 | 36 + 39 = 75            |
| Victoria & Val   | 19        | 24 + 20 = 44 | 22        | 27        | 27        | 31        | 27 + 30 = 57 | 24 + 24 = 48 | 27 + 29 = 56 |                         |
| Terrell & Cheryl | 15        | 20 + 19 = 39 | 21        | 24        | 25        | 37        | 25 + 24 = 49 | 27 + 24 = 51 |              |                         |
| Nikki & Artem    | 20        | 21 + 18 = 39 | 21        | 24        | 27        | 36        | 24 + 24 = 48 |              |              |                         |
| Vanessa & Maks   | 21        | 24 + 23 = 47 | 23        | 24        | 24        | 36        | 24 + 30 = 54 |              |              |                         |
| Nick & Peta      | 18        | 19 + 19 = 38 | 21        | 22        | 22        | 26        |              |              |              |                         |
| Sasha & Gleb     | 18        | 23 + 22 = 45 | 19        | 24        | 24        |           |              |              |              |                         |
| Derek & Sharna   | 18        | 19 + 19 = 38 | 21        | 23        |           |           |              |              |              |                         |
| Debbie & Alan    | 17        | 20 + 21 = 41 |           |           |           |           |              |              |              |                         |
| Barbara & Keo    | 14        | 17           |           |           |           |           |              |              |              |                         |

#### Danças
| Casal            | 1ª Semana   | 2ª Semana                   | 3ª Semana       | 4ª Semana      | 5ª Semana       | 6ª Semana       | 7ª Semana                                                        | 8ª Semana                 | 9ª Semana                  | 10ª Semana: Finais                                         |
| ---------------- | ----------- | --------------------------- | --------------- | -------------- | --------------- | --------------- | ---------------------------------------------------------------- | ------------------------- | -------------------------- | ---------------------------------------------------------- |
| Jordan & Lindsay | Tango       | Valsa Vienense & Samba      | Charleston      | Contemporâneo  | Foxtrot         | Rumba           | Paso doble & Freestyle (Grupo Monster Mash)                      | Quickstep & Salsa         | Tango Argentino & Jive     | Charleston, Freestyle, Samba & Salsa/Paso Doble Fusion     |
| Lindsey & Mark   | Cha cha cha | Quickstep & Salsa           | Jive            | Valsa Vienense | Foxtrot         | Tango Argentino | Paso doble & Freestyle (Grupo Monster Mash)                      | Samba & Jazz              | Contemporâneo & Tango      | Quickstep, Freestyle, Jive & Cha Cha Cha/Tango Fusion      |
| Frankie & Witney | Foxtrot     | Tango & Cha cha cha         | Samba           | Quickstep      | Tango Argentino | Jazz            | Contemporâneo & Freestyle (Grupo Phantom of the Ballroom)        | Valsa Vienese & Jive      | Salsa & Paso doble         | Foxtrot, Freestyle, Tango Argentino & Foxtrot/Tango Fusion |
| Drew & Emma      | Foxtrot     | Quickstep & Rumba           | Tango Argentino | Jive           | Valsa Vienense  | Paso doble      | Charleston & Freestyle (Grupo Phantom of the Ballroom)           | Valsa lenta & Cha cha cha | Tango & Jazz               | Paso doble & Freestyle                                     |
| Victoria & Val   | Cha cha cha | Tango & Rumba               | Quickstep       | Foxtrot        | Jazz            | Paso doble      | Valsa Vienense Waltz & Freestyle (Grupo Phantom of the Ballroom) | Tango Argentino & Jive    | Contemporâneo & Charleston |                                                            |
| Terrell & Cheryl | Cha cha cha | Foxtrot & Samba             | Salsa           | Valsa Vienense | Quickstep       | Jive            | Tango & Freestyle Grupo Monster Mash)                            | Charleston & Rumba        |                            |                                                            |
| Nikki & Artem    | Tango       | Valsa Lenta & Samba         | Valsa Vienense  | Contemporâneo  | Jazz            | Tango Argentino | Jive & Freestyle (Grupo Monster Mash)                            |                           |                            |                                                            |
| Vanessa & Maks   | Cha cha cha | Foxtrot & Salsa             | Jazz            | Rumba          | Valsa Lenta     | Quickstep       | Paso doble & Freestyle (Grupo Phantom of the Ballroom)           |                           |                            |                                                            |
| Nick & Peta      | Cha cha cha | Foxtrot & Tango Argentino   | Jazz            | Contemporâneo  | Quickstep       | Samba           |                                                                  |                           |                            |                                                            |
| Sasha & Gleb     | Cha-cha-cha | Valsa Vienense & Samba      | Jazz            | Foxtrot        | Rumba           |                 |                                                                  |                           |                            |                                                            |
| Derek & Sharna   | Salsa       | Foxtrot & Paso doble        | Cha cha cha     | Jazz           |                 |                 |                                                                  |                           |                            |                                                            |
| Debbie & Alan    | Foxtrot     | Quickstep & Tango Argentino |                 |                |                 |                 |                                                                  |                           |                            |                                                            |
| Barbara & Keo    | Salsa       | Tango                       |                 |                |                 |                 |                                                                  |                           |                            |                                                            |

### 26ª temporada
O de DWTS retornou para 26ª temporada, intitulada Dancing with the Stars: Atletas, no dia 30 de Abril de 2018. A temporada de quatro semanas, a mais curta de todas, apresentou um elenco formado apenas de atletas e ex-atletas. Tom Bergeron voltou como anfitrião, e Erin Andrews como co-anfitriã, enquanto Carrie Ann Inaba, Len Goodman e Bruno Tonioli continuam como jurados.
O Good Morning America anunciou os dançarinos profissionais que estariam competindo na temporada no dia 12 de Abril de 2018 e o elenco foi anunciado no dia 13 de Abril de 2018.  Cinco profissionais da temporada anterior não retornaram: Cheryl Burke, Mark Ballas, Maksim Chmerkovskiy, Peta Murgatroyd e Valentin Chmerkovskiy. 
A temporada contou com Rashad Jennings (campeão da 24ª Temporada) e David Ross (vice-campeão da 24ª Temporada) como jurados convidados.

#### Participantes
| Celebridade         | Ocupação                | Profissional      | Posição                            |
| ------------------- | ----------------------- | ----------------- | ---------------------------------- |
| Adam Rippon         | Patinador Olímpico      | Jenna Johnson     | 1º Lugar Campeões em 21 de Maio    |
| Josh Norman         | Jogador da NFL          | Sharna Burgess    | 2º Lugar Eliminado em 21 de Maio   |
| Tonya Harding       | Ex-Patinadora Olímpica  | Sasha Farber      | 3º Lugar Eliminada em 21 de Maio   |
| Mirai Nagasu        | Patinadora Olímpica     | Alan Bersten      | 4º Lugar Eliminada 14 de Maio      |
| Chris Mazdzer       | Luger Olímpico          | Witney Carson     | 5º Lugar Elimindado em 14 de Maio  |
| Jennie Finch        | Ex-Jogadora de Softball | Keo Motsepe       | 6º Lugar Eliminada em 14 de Maio   |
| Arike Ogunbowale    | Jogadora de Basquete    | Gleb Savchenko    | 7º Lugar Eliminada em 7 de Maio    |
| Kareem Abdul-Jabbar | Ex-jogador da NBA       | Lindsay Arnold    | 8º Lugar Eliminado em 7 de Maio    |
| Johnny Damon        | Ex-jogador de Baseball  | Emma Slater       | 9º Lugar Eliminado em 30 de Abril  |
| Jamie Anderson      | Snowboard               | Artem Chigvintsev | 10º Lugar Eliminada em 30 de Abril |

#### Pontuação
| Casal            | 1ª Semana | 2ª Semana    | 3ª Semana   | 4ª Semana:Finais |
| ---------------- | --------- | ------------ | ----------- | ---------------- |
| Adam & Jenna     | 24        | 37 + 37 = 74 | 39 + 2 = 41 | 30 + 28 = 58     |
| Josh & Sharna    | 24        | 30 + 33 = 63 | 36 + 2 = 38 | 27+ 30 = 57      |
| Tonya & Sasha    | 23        | 33 + 33 = 66 | 33 + 2 = 35 | 26 + 30 = 56     |
| Mirai & Alan     | 23        | 37 + 37 = 74 | 35          |                  |
| Chris & Witney   | 21        | 33 + 33 = 66 | 33          |                  |
| Jennie & Keo     | 21        | 26 + 37 = 63 | 29          |                  |
| Arike & Gleb     | 20        | 33 + 37 = 70 |             |                  |
| Kareem & Lindsay | 17        | 26 + 33 = 59 |             |                  |
| Johnny & Emma    | 18        |              |             |                  |
| Jamie & Artem    | 19        |              |             |                  |

#### Danças
| Casal            | 1ª Semana      | 2ª Semana                                           | 3ª Semana                    | 4ª Semana: Finais          |
| ---------------- | -------------- | --------------------------------------------------- | ---------------------------- | -------------------------- |
| Adam & Jenna     | Cha cha cha    | Quickstep & Freestyle (Grupo Futebol 1970)          | Contemporâneo & Jive         | Jazz & Freestyle           |
| Josh & Sharna    | Cha cha cha    | Paso doble & Freestyle (Grupo Tênis 1950)           | Contemporâneo & Salsa        | Foxtrot & Freestyle        |
| Tonya & Sasha    | Foxtrot        | Quickstep & Freestyle (Grupo Tênis 1950)            | Rumba & Cha cha cha          | Valsa Vienense & Freestyle |
| Mirai & Alan     | Salsa          | Foxtrot & Freestyle (Grupo Futebol 1970)            | Quickstep & Jive             |                            |
| Chris & Witney   | Slasa          | Valsa Vienense Waltz & Freestyle (Grupo Tênis 1950) | Foxtrot & Salsa              |                            |
| Jennie & Keo     | Foxtrot        | Cha cha cha & Freestyle (Grupo Futebol 1970)        | Valsa Vienense & Cha cha cha |                            |
| Arike & Gleb     | Salsa          | Foxtrot & Freestyle (Grupo Futebol 1970)            |                              |                            |
| Kareem & Lindsay | Cha cha cha    | Salsa & Freestyle (Grupo Tênis 1950)                |                              |                            |
| Johnny & Emma    | Foxtrot        |                                                     |                              |                            |
| Jamie & Artem    | Valsa Vienense |                                                     |                              |                            |